# Escultura gótica

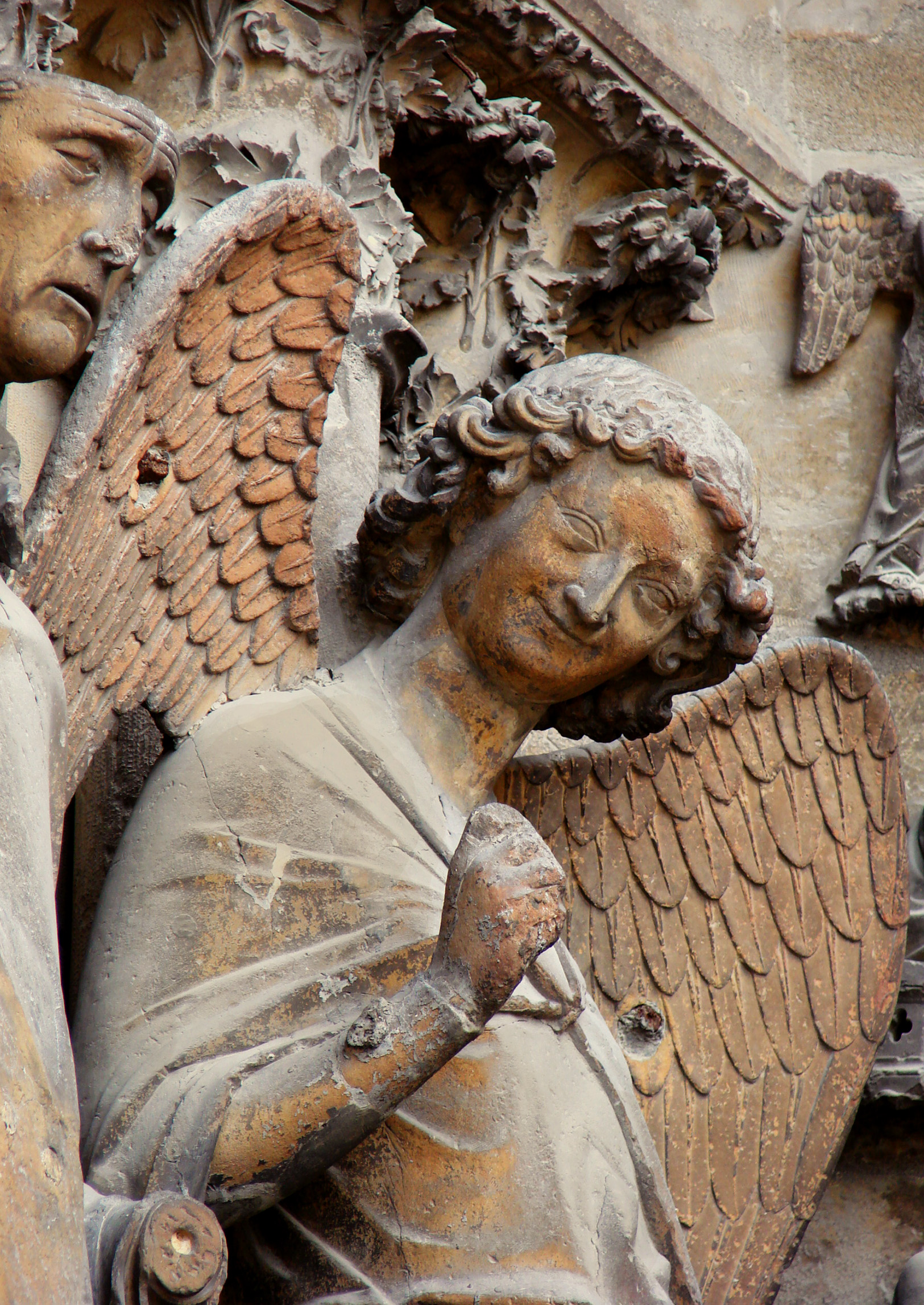
Ángel de la sonrisa, catedral de Reims,. Gótico primitivo

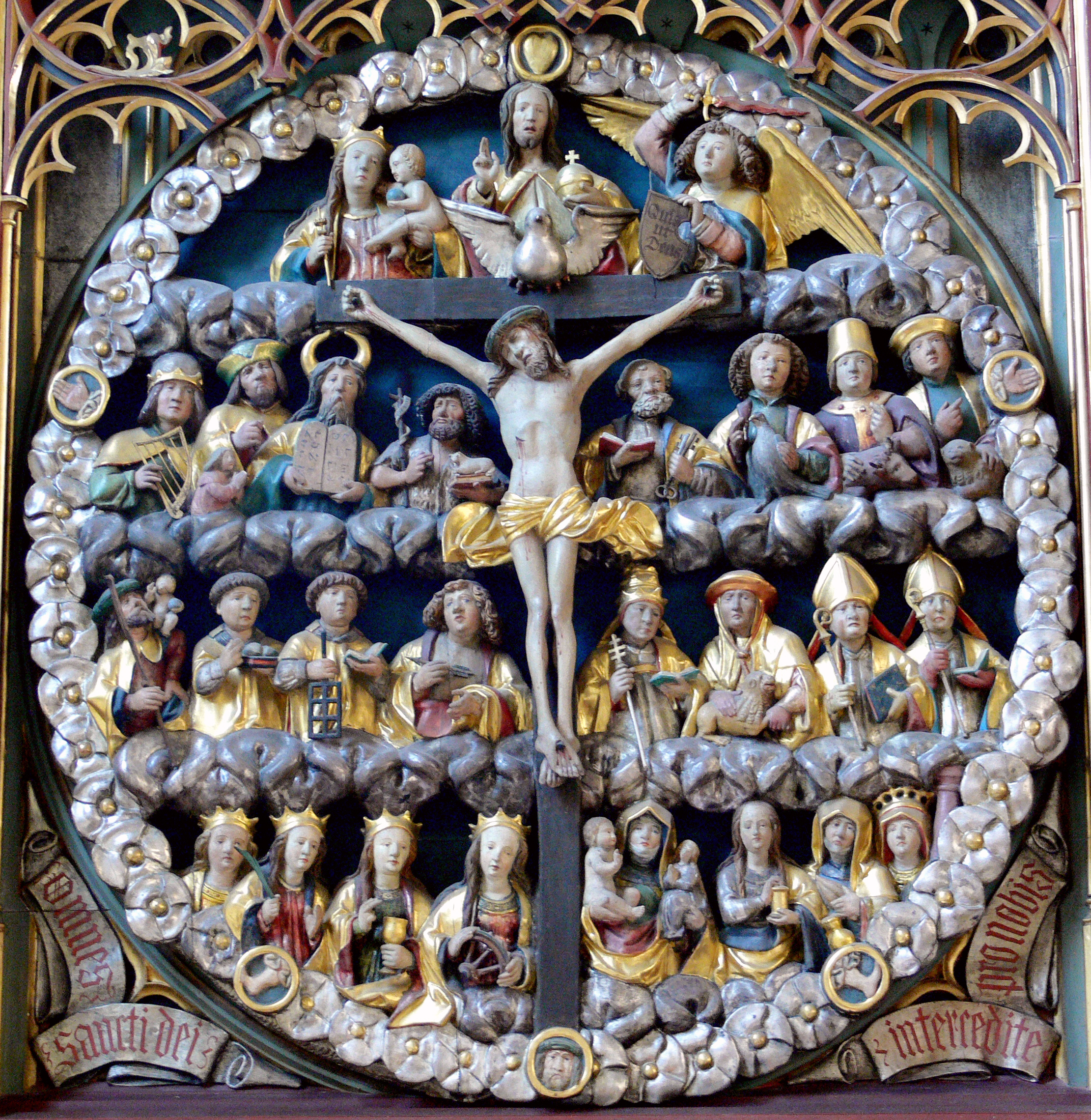
Escuela de Veit Stoss: Altar Rosenkranz, Liebfrauenmünster en Ingolstadt. Gótico tardío c. 1510

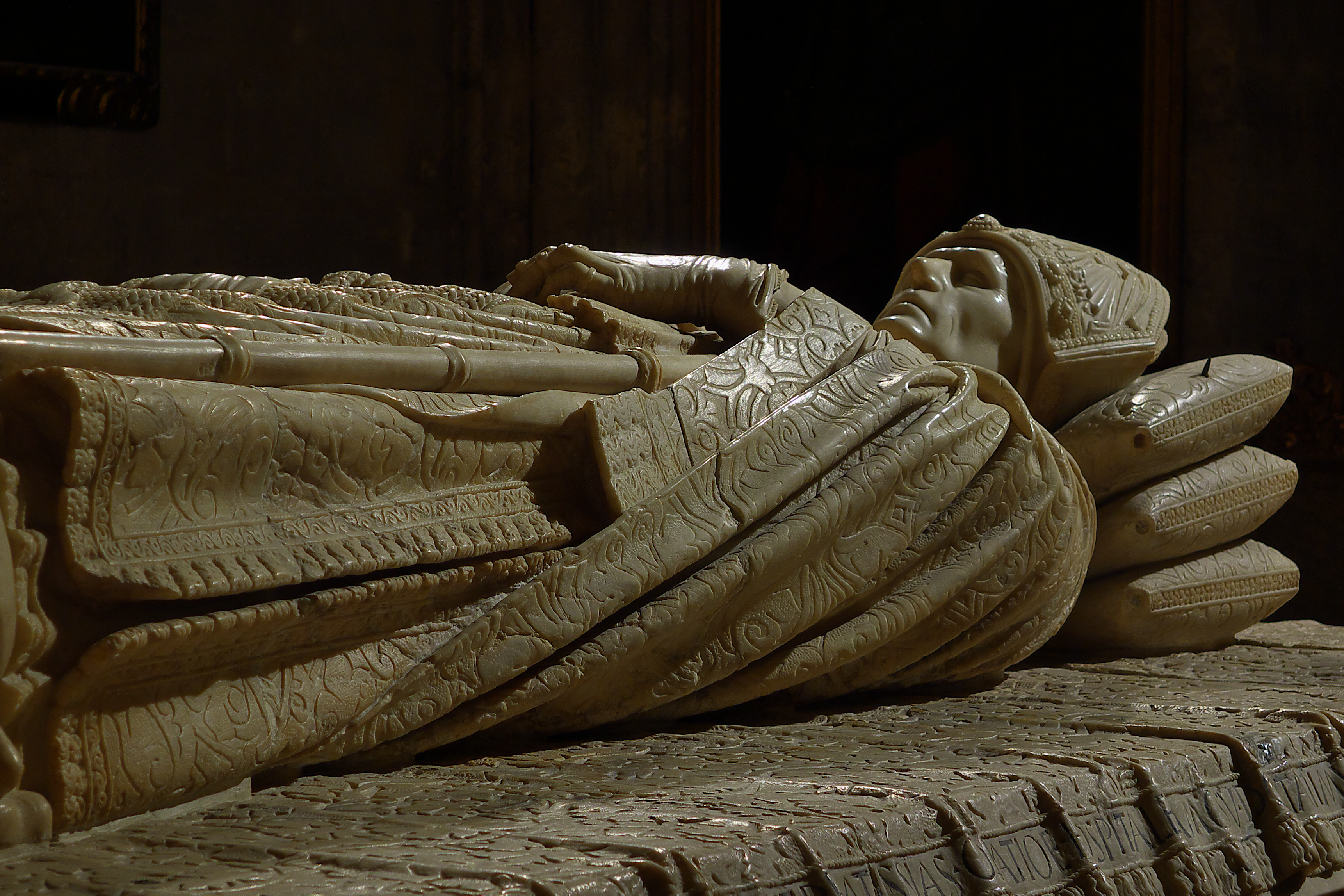
Juan de Cervantes, sepulcro. Lorenzo Mercadante de Bretaña (1458). Catedral de Sevilla

La escultura gótica es el estilo escultórico que corresponde al periodo gótico del arte occidental, y por tanto se extiende desde finales del siglo XII hasta comienzos del siglo XV por la Europa Occidental cristiana. Este estilo que permaneció durante tres siglos aproximadamente en apogeo, nació en dos lugares de gran prestigio religioso, político y cultural la Basílica de Saint Denis y la catedral de Chartres pertenecientes a la Isla de Francia.
Fue un tipo de escultura que evolucionó a partir de la románica y que más adelante se «disolvió» en lo que sería la escultura del renacimiento y el manierismo. Durante el renacimiento —cuando los valores clásicos fueron reconsiderados de nuevo—, la escultura de los siglos inmediatamente anteriores era considerada como grosera y basta y se la llamó «gótica», ya que se creía que era fruto de la cultura de los godos, unos bárbaros responsables de la desaparición del Imperio romano. Pero nunca los que vivieron en la época gótica hicieron servir esta denominación, ni mucho menos, se consideraban bárbaros. Al contrario, la aparición del arte gótico fue visto como una innovación y fue nombrado opus modernum ( obra moderna), siendo la escultura una de sus expresiones más importantes. Sin embargo, esta valoración negativa se prolongó hasta mediados del siglo XIX, cuando surgió un movimiento revivalista, llamado neogótico, que hizo recuperar sus valores. A pesar de saber que el arte gótico no tenía nada que ver con los godos, se mantuvo el nombre, seguramente, por tantos años de uso.
La escultura gótica nació estrechamente vinculada a la arquitectura, como se observa en la decoración de las grandes catedrales y otros edificios religiosos, pero con el tiempo fue ganando independencia. Durante una primera etapa se cultivó un estilo austero, estilizado, de proporciones alargadas y con una apariencia general hierática, que quería transmitir espiritualidad, alejándose de la anatomía real de un cuerpo. Pero pronto evolucionó hacia un mayor naturalismo, hacia el realismo, a partir de una absorción progresiva de influencias clásicas y una observación más profunda de la naturaleza. A pesar de tratarse de forma independiente, la escultura gótica, incluso en sus etapas finales, continuó estando integrada a la decoración arquitectónica.
La historia de la escultura gótica aún tiene puntos oscuros. En algunas épocas hubo una destrucción masiva de monumentos y obras de arte medievales, como por ejemplo durante el movimiento iconoclasta que acompañó la Reforma protestante, y durante la Revolución Francesa. Por tanto, la determinación de la cronología, la genealogía y la distribución y propagación geográfica del estilo presenta muchos vacíos difíciles de llenar. Hay que añadir que cuando el gótico fue bien valorado, a partir de la segunda mitad del siglo XIX, por desconocimiento, se hicieron restauraciones inadecuadas en muchos monumentos. A pesar de estos problemas, existe una gran colección de esculturas esparcidas por toda Europa, lo que demuestra la intensa producción de los artistas de la época.

## Antecedentes teóricos
El estilo gótico fue, en gran parte, resultado de establecer un nuevo vocabulario visual para la representación de imágenes, y del debate que se produjo en torno a algunos conceptos del cristianismo. Uno de los puntos más importantes de este debate fue la validez de la representación de las imágenes sagradas, un problema que databa desde el propio origen del cristianismo. El cristianismo primitivo tenía una aversión hacia la figuración de personajes sagrados, una reserva que había sido heredada de la religión judía que prohibía la creación de imágenes de culto, por temor de caer en la idolatría. Una orden explícita contra este tipo de representación provenía de los Diez mandamientos, ya que el tercero de ellos determina: No tendrás otros dioses delante de mí. Por otra parte, la antigua tradición clásica  pagana, que proporcionaba los elementos esenciales para la formulación de la nueva fe, estaba completamente a favor de la representación de los dioses. Estas dos tendencias se mantuvieron en fricción constante durante toda la Edad Media. Una de las primeras declaraciones a favor de la representación cristiana vino del papa Gregorio Magno quien, hacia el año 600, en cartas al obispo de Marsella definió los principios a seguir. El papa decía que, al igual que en las cosas materiales, las imágenes no debían ser adoradas pero tampoco destruidas, porque la representación de escenas de la historia sagrada y de personajes bíblicos eran útiles para la enseñanza de la doctrina a la masa analfabeta, «que podían leer en ellas lo que no son capaces de leer en los libros», y su contemplación podía conducir a la contemplación de Dios. Gregorio tuvo que apelar al punto de vista de Basilio de Cesarea que, siglos antes, afirmaba que «la honra dada a la imagen asciende a su prototipo».
La declaración gregoriana, impulsada por un papa considerado un sabio —más tarde elevado a la condición de Doctor de la Iglesia, lo mismo que Basilio— junto con la contribución de Juan Damasceno, fueron unos argumentos poderosos en la cuestión iconoclastia, cuestión que agitaba a los cristianos desde sus orígenes y que se fue fortaleciendo durante el Imperio Bizantino. Aunque el asunto fue resuelto oficialmente el año 787, durante el Segundo Concilio de Nicea, cuando se legalizó la veneración de imágenes, el debate continuó a lo largo de los siglos siguientes, donde otros prelados escribieron en defensa del arte religioso. Especialmente vinculados a la aparición del gótico aparecieron los escritos de Pseudo Dionisio Aeropagita, un autor con una base  platónica a través de Plotino, un neoplatónico muy respetado en Francia durante los siglos IX-X, y que influyó sobre el abad Suger, fundador de la primera iglesia gótica. En este punto, el problema iconoclasta ya fue superado finalmente por una serie de aportaciones teóricas y el arte religioso se consolidó definitivamente.

## Caracterización

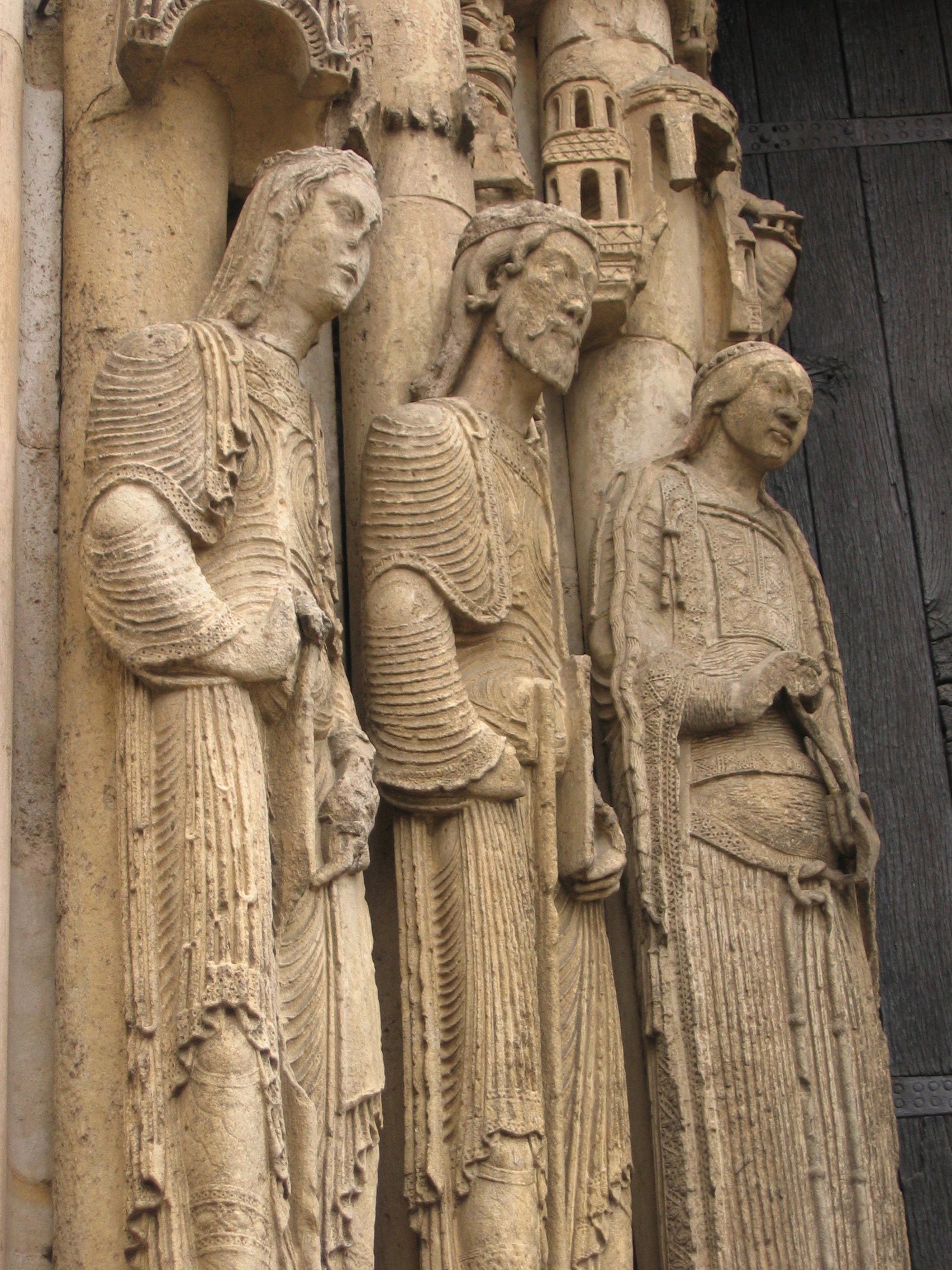
Pórtico de la catedral de Chartres

Comienza siendo tan dependiente del marco arquitectónico como en el periodo románico, con paulatinos cambios: el abandono de los capiteles para los relieves narrativos que pasan a ser soportes decorativos la mayoría de las veces muestran fauna y flora de la región; las arquivoltas de los pórticos pasan de ser decoradas en sentido radial para serlo en el sentido de los arcos (ahora apuntados); el altar mayor dispondrá de retablos cada vez más complejos, que pueden ser pictóricos o escultóricos habitualmente de madera policromada, sin olvidar que la policromía acompañaba también a la escultura en piedra. Las esculturas de bulto redondo empiezan a independizarse de las paredes y a hacerse cada vez más autónomas. Las adosadas a las columnas y parteluces se hacen más esbeltas y dinámicas. Se considera a las del pórtico oeste (el llamado real) de la catedral de Chartres (hacia 1145) el ejemplo más temprano del gótico, y significaron una revolución en el estilo y un modelo para generaciones de escultores, que parecen provenir, en la gran mayoría, de la región de Borgoña. La influencia de los modelos clásicos se evidencia en el tratamiento de los pliegues de las túnicas como en el grupo de la Visitación de la catedral de Reims.
André Malraux hizo uno de los análisis mejores sobre la Virgen de la Visitación de esta catedral:

Es cierto que Reims no ignoraba lo antiguo, y las vestiduras del Maestro de la Visitación tienen numerosos precedentes [...]. En la Visitación el artista pliega al principio a la antigua una tela gótica. Son góticas las bases de las dos estatuas, su gesto. Son antiguos los pliegues del traje de la Virgen y los planos fundidos de los labios, la curva ornamental del mentón, los cabellos, el óvalo de la cara, pero no el ligero temblor de la nariz humanizado por una premeditación tanto más evidente cuanto que el escultor pasa necesariamente por la nariz derecha de las estatuas antiguas para llegar a la línea sensible de la Virgen. Tampoco el hueco de la nuca ni sobre todo la línea prominente de la frente: es el ángulo de la frente y la nariz, que reemplaza al paralelismo antiguo (casi invisible de la frente) lo que hace que la Virgen pierda un aspecto de patricia cuando se la rodea. La nariz deja entonces de ser el eje vertical sobre el que se construye la cara; y la mirada es sugerida por la masa vertical de la frente, a pesar de la técnica romana de los ojos globulares. Este perfil francés busca en la antigüedad solamente lo que el Maestro de la Coronación encontraba en la amplitud de su dibujo y el Maestro de los Ángeles en la sonrisa: un medio de despersonalización.

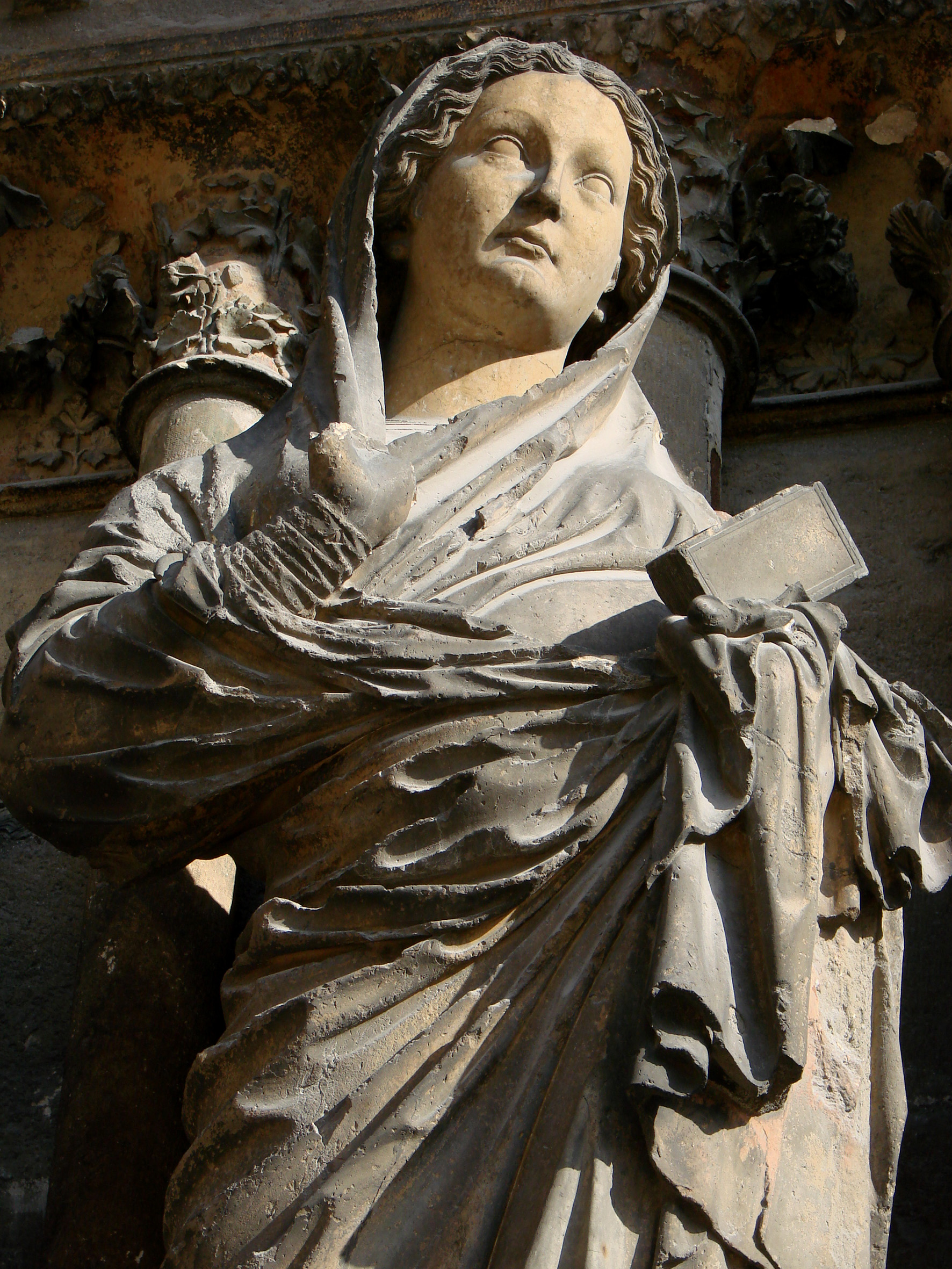
Detalle de la Virgen de la Visitación en la catedral de Reims

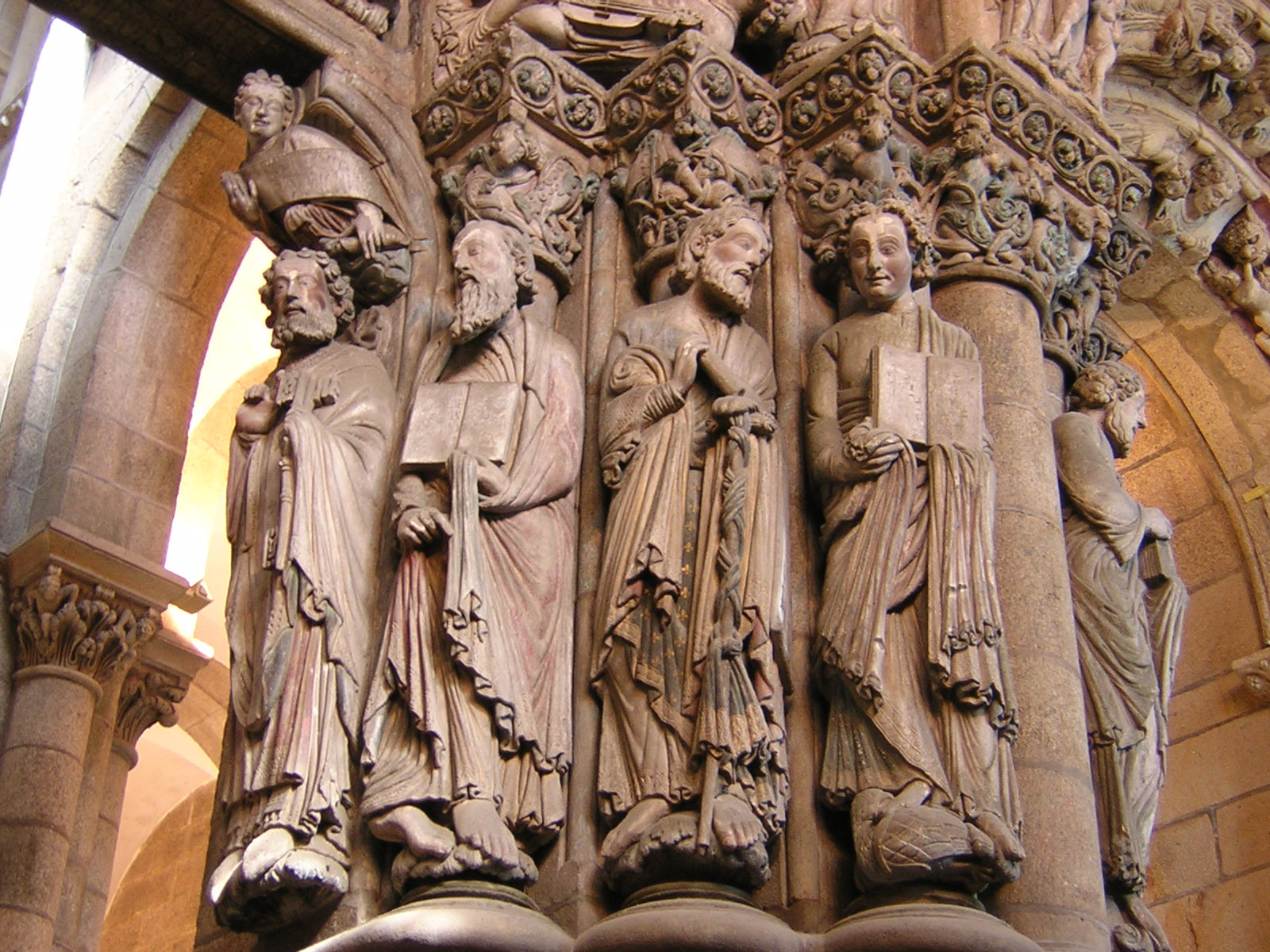
Imágenes de apóstoles en el Pórtico de la Gloria de la catedral de Santiago de Compostela

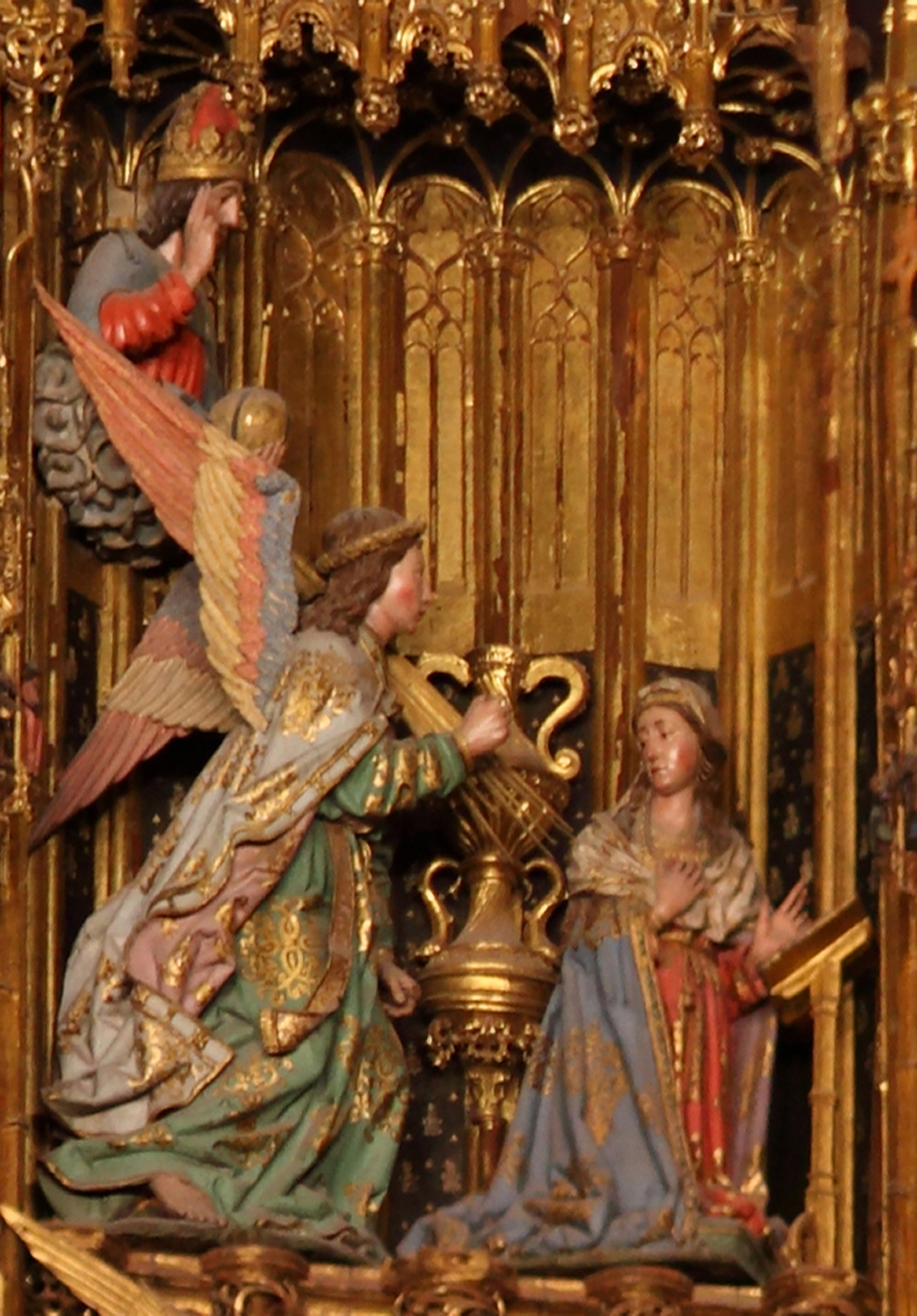
La Anunciación, tabla del retablo mayor de la catedral de Toledo

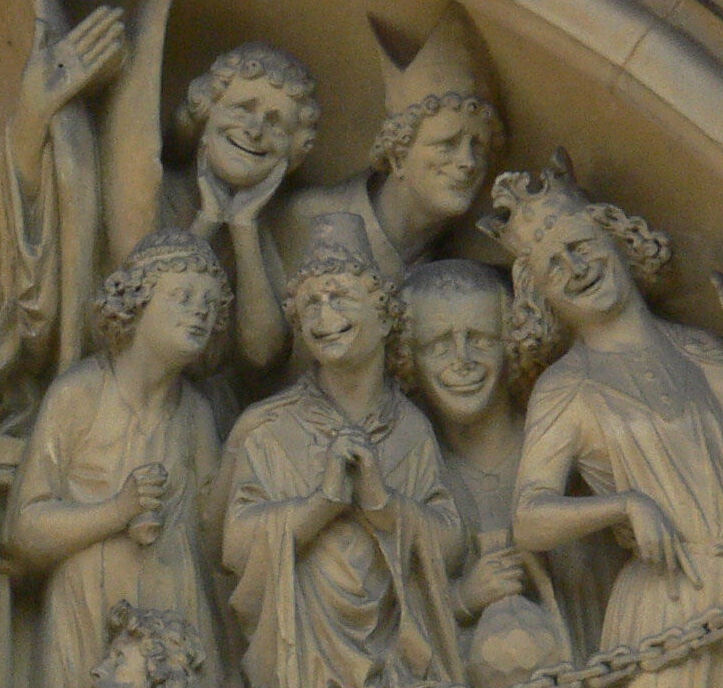
Pórtico de la catedral de Bamberg, detalle a la derecha

La expresividad cambia, haciéndose menos hierática y más emotiva, reflejando sentimientos (dolor, ternura, simpatía), acentuando la tendencia del último románico (por ejemplo el Pórtico de la Gloria de la catedral de Santiago de Compostela), y en el contexto de una nueva mentalidad, más urbana y próxima a los conceptos filosóficos de hombre y naturaleza en la filosofía escolástica y la renovación de la espiritualidad —herejías medievales, san Francisco de Asís—. Por ello la representación de las escenas de la vida de Cristo se hacen desde una perspectiva más humana, con el fin de acercarlo a la experiencia vital de cada fiel: desde el Nacimiento hasta la Crucifixión de Cristo se reflejan sentimientos y emociones. El Cristo crucificado pierde la rigidez y se representa un cuerpo más pesado y que sufre. La representación de la Virgen María, sola o con el niño como Madre de Dios o Theotokos, suele hacerse más femenina y maternal, con una suave y elegante curva compositiva, las figuras dialogan y transmiten sentimientos. En contraste con las vírgenes del románico Sedes sapientiae, que tienen un papel reducido a ser un mero trono donde Cristo se sienta para gobernar al mundo. La Virgen blanca de la catedral de Toledo es un ejemplo de los cambios que se producen. Los retablos, generalmente en madera, son las obras más originales de la escultura gótica. Son una nueva forma de contar, ya no simbólica como en el románico, sino prefiriendo representar de un modo narrativo y naturalista —incluso anecdótico— cada una de las escenas. La Coronación de la Virgen fue uno de los temas mariológicos más frecuente a partir del siglo XII, esta representación simbolizaba el triunfo de María pero a la vez el de la Iglesia y se encontraba reforzada por los textos del Cántico de los cánticos y del Libro de los Salmos que se leían durante la liturgia de las fiestas marianas. En el siglo XIII se encuentra está representación en muchos tímpanos de las portadas de diferentes catedrales francesas y castellanas como las de la catedral de Ávila o la Colegiata de Santa María la mayor de Toro. En Cataluña es muy corriente su utilización en la clave de bóveda y en retablos.
Los monumentos funerarios muestran la progresiva importancia que va adquiriendo el hombre, frente a la exclusividad de las representaciones religiosas en el periodo anterior. El individualismo, la perpetuación del nombre son conceptos precedentes al renacimiento. Del mismo modo la representaciones de los donantes, que son retratos de los que contribuyeron o promovieron la construcción, representan una innovación de la época. La escultura gótica coincide en algunas características con la pintura gótica pues en ambos casos son representaciones del arte figurativo. En cuanto a la temática de ambas, sigue siendo casi exclusivamente religiosa, aunque es posible encontrar algunas manifestaciones que no lo son del todo, como en los retratos, mostrando la acentuación del individuo en la sociedad y apertura hacia los asuntos mundanos. En Alemania aparecerá por primera vez desde la Antigüedad clásica una escultura ecuestre de bulto redondo, el Jinete o Caballero de Bamberg (1240, en la catedral de Bamberg. En cambio, el arte cisterciense, una de las corrientes espirituales y estéticas que representan la esencia del gótico inicial, basada en las ideas de Bernardo de Claraval), es un movimiento casi iconoclasta, pues rechaza la utilización de esculturas y pinturas en los monasterios —aunque las justificaba en las parroquias—. En el capítulo de 1213 se aceptó que podía decorar los oratorios cirtercienses como única imagen la del Cristo Salvador.

## Cronología

### Gótico primitivo

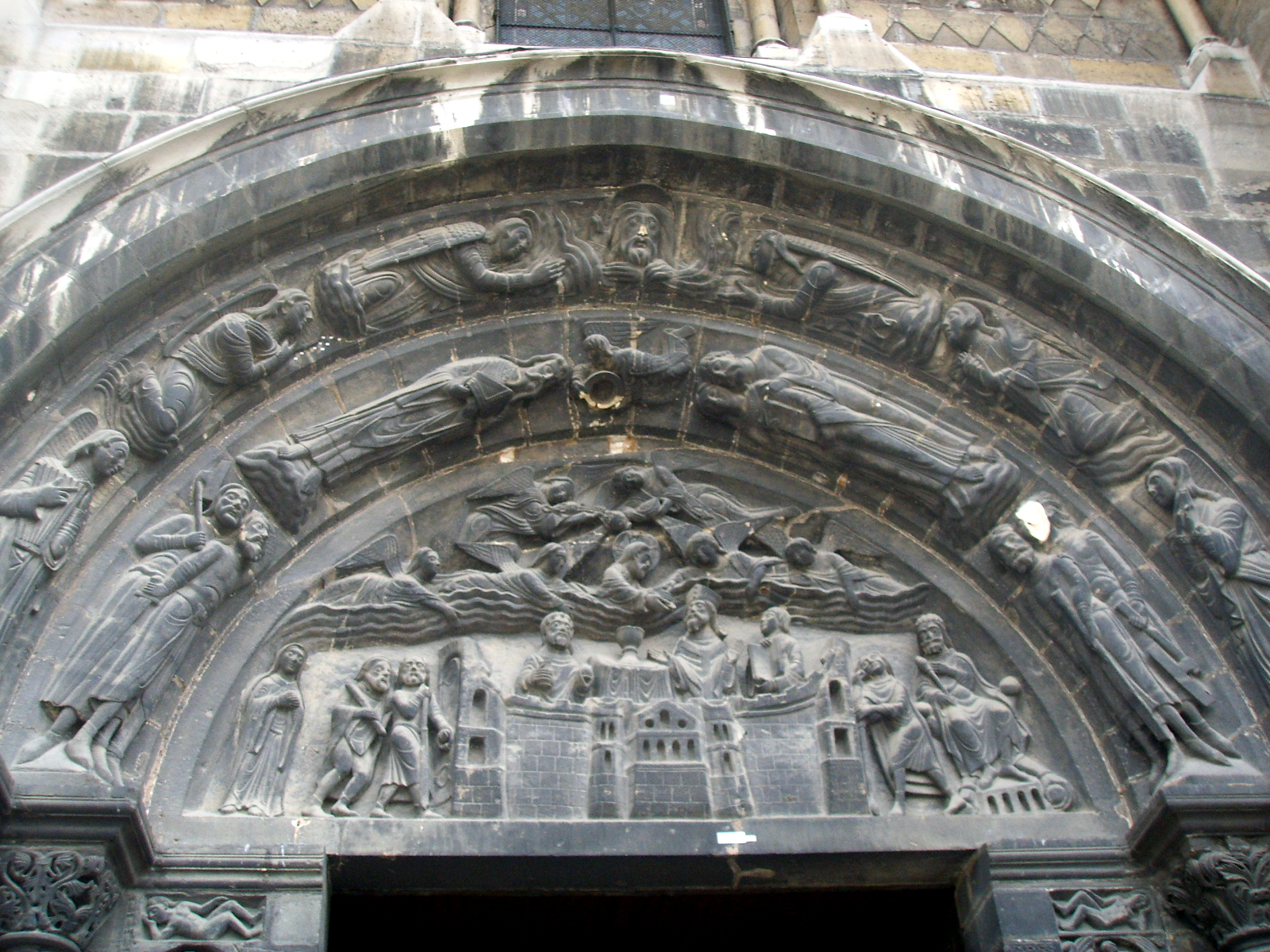
Tímpano de la basílica de Saint-Denis, circa 1137-1144, ejemplo de gótico primitivo

La prueba del éxito de la escultura es la gran proliferación de representaciones sagradas que se produjeron durante la fase final del románico. Entre los siglos XI y XII, se establecieron un conjunto de motivos temáticos y unas formas que eran las más adecuadas para transmitir la doctrina religiosa. Ya en el siglo XII, la aparición de la principal iconografía románica, la de la decoración de los tímpanos, coincidió con la llegada de los primeros ejemplos del gótico, junto con la introducción del arco apuntado y el arbotante en la parte arquitectónica.
De hecho, los programas iconográficos románicos ejercieron una gran influencia sobre los góticos, que se convirtieron en una evolución natural de aquellos. Por tanto, la distinción estilística entre la escultura románica y gótica más primitiva, a menudo, es muy sutil. En cuanto a las primeras esculturas góticas, las innovaciones más evidentes se aplicaron en las arquivoltas y las columnas laterales de las portadas. En ellas se observa una tendencia creciente a establecer una organización menos compacta de las escenas, más abierta y racional, y un alargamiento de las proporciones de las figuras, siguiendo la tendencia a más verticalismo de los edificios. Desaparece las composiciones opresivas de los condenados de los tímpanos y las estatuas se alargan siguiendo el ritmo arquitectónico del arco, siendo el tímpano de la basílica de Saint Denis uno de los primeros que presenta esta disposición.

#### Iconografía

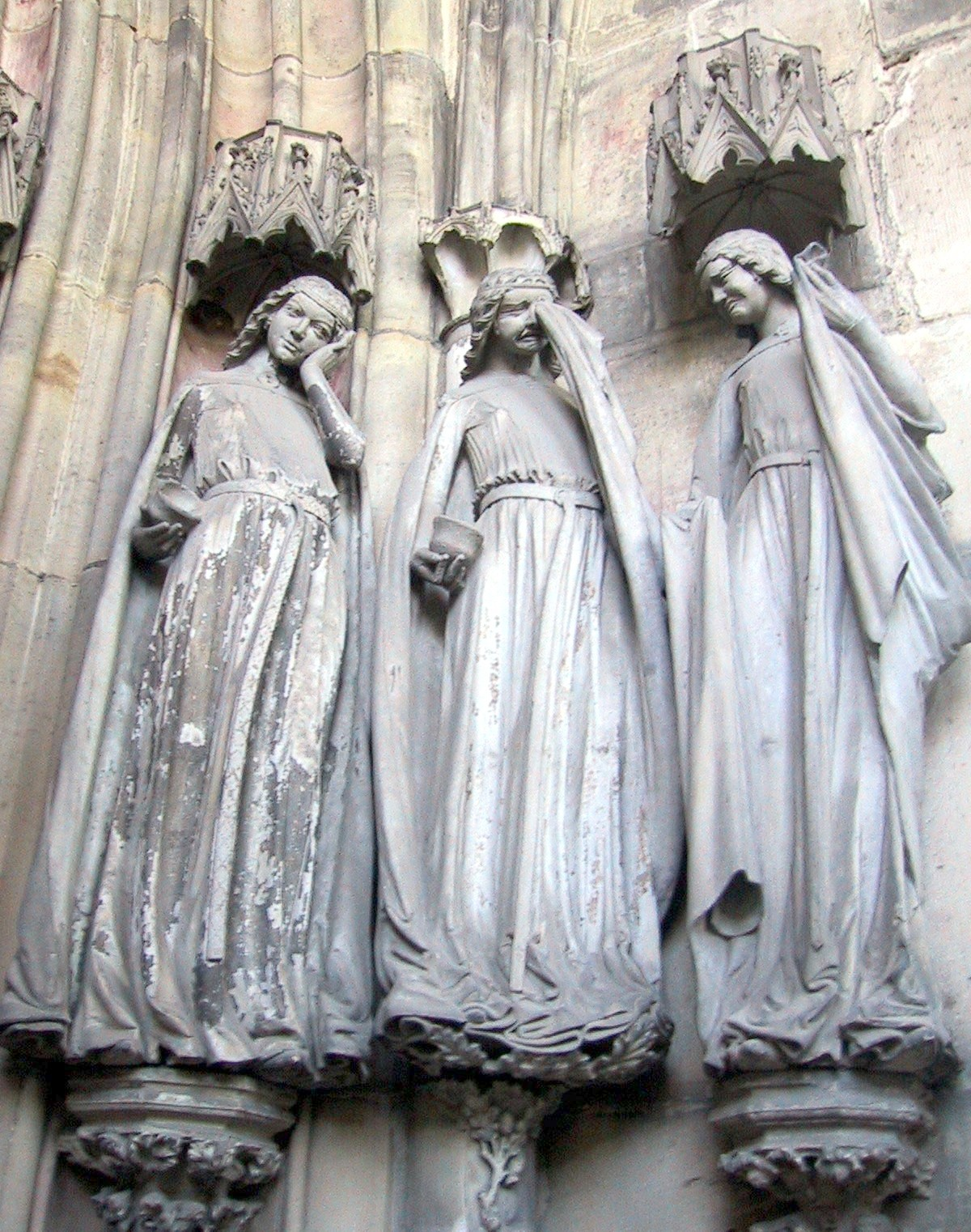
Tres de las cinco vírgenes necias que muestran su dolor, en la catedral de Magdeburgo c. 1250

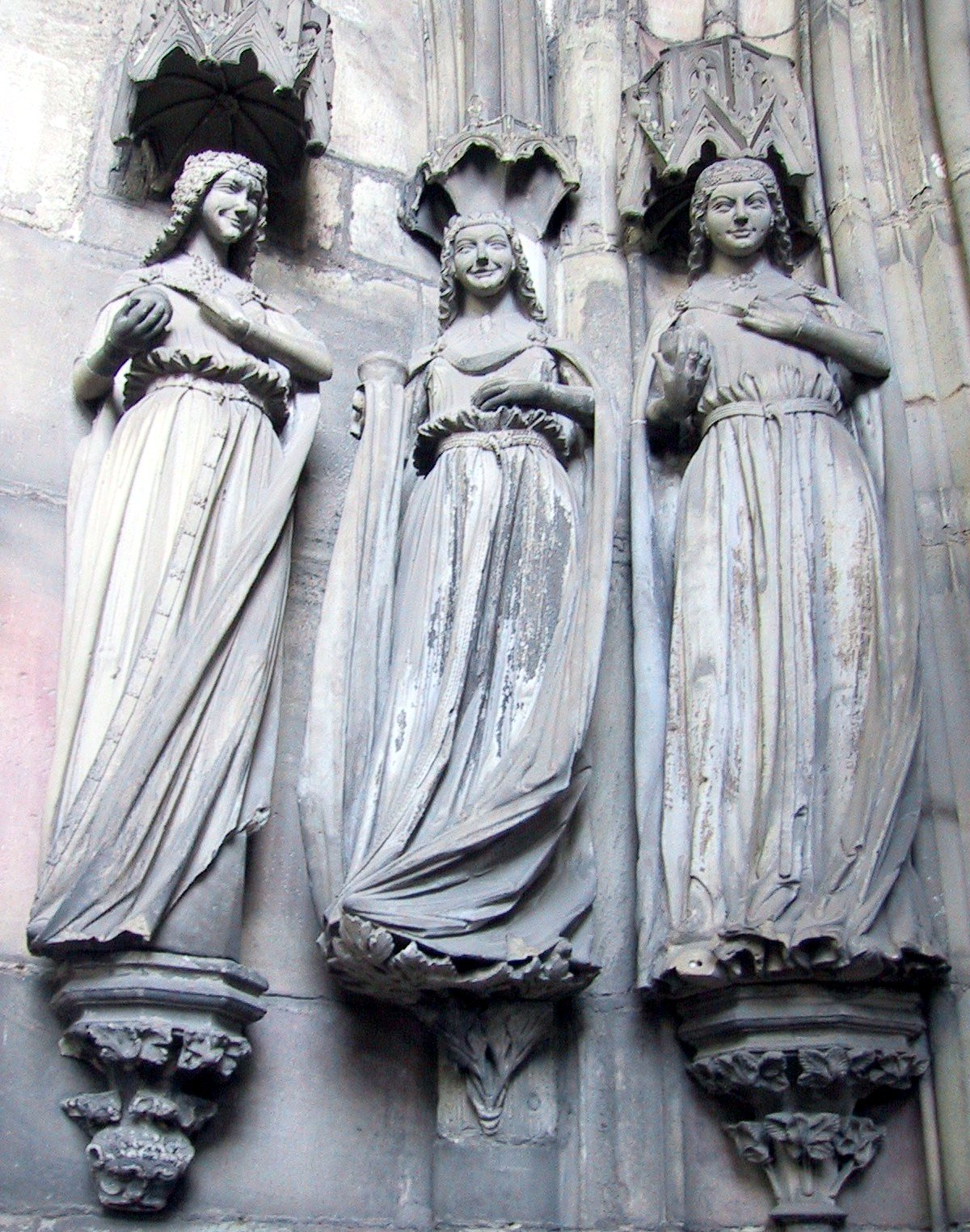
Tres de las cinco vírgenes prudentes mostrando su alegría en la catedral de Magdeburgo. c.1250

En general, la distribución de imágenes deriva de la herencia románica establecida y seguía el siguiente esquema: sobre la entrada principal había siempre una escena con Cristo, a menudo la del Juicio Final, la de  Cristo en Majestad o la de la Crucifixión; en las arquivoltas había figuras de santos y ángeles; en las columnas y frisos se representaban los apóstoles y otras figuras del Antiguo Testamento, figuras históricas más recientes como, por ejemplo, mártires de la fe o algún santo patrón y a veces,  alegorías, como las «cinco vírgenes prudentes» y las «cinco vírgenes necias» personificaciones de una de las parábolas, más populares en la Edad Media con una enorme influencia durante toda la época del arte gótico y que fueron representadas en diversas portadas de catedrales en Francia y Alemania como en la de catedral de Magdeburgo, de Berna, de Estrasburgo, de Reims o de  Basilea. Si la iglesia poseía entradas secundarias, sus tímpanos podían estar decorados con alguna escena de la vida de la Virgen —el culto de la cual aumentó en este periodo—, o con algún acontecimiento de la vida del santo patrón de la propia iglesia. Lejos de ser decisiones arbitrarias, las imágenes de la iconografía gótica fueron cuidadosamente seleccionadas para formar un programa coherente para el observador, hacían ilustrar la evolución de la fe desde su fundación por parte de los patriarcas hebreos, hasta el advenimiento de Cristo. Jesucristo era representado con su doctrina de la redención y desde un punto de vista  teológico, en la apoteósis del Reino de Dios se hacía una condena apocalíptica del  bien y del  mal.
En el gótico, los motivos que se encontraban en la tradición iconográfica románica también comenzaron a modificarse. Hasta entonces, la escena que más aparecía en los portales de las iglesias era la del Juicio Final, con especial énfasis en los tormentos que en el infierno esperaban la llegada de los infieles. Desde mediados del siglo XI, París se había convertido en el centro teológico y cultural mayor de Europa, con la presencia de grandes filósofos como Pedro Abelardo y Hugo de San Víctor y la realización de diversas escuelas que se unieron para crear, hacia el 1170, la Universidad de París. En este ambiente académico más liberal, relativamente independiente del control de la Iglesia, ganó terreno una filosofía más humanista. También se desarrolló la doctrina del purgatorio, que ofrecía un escape del infierno a través de una etapa de depuración preliminar a la ascensión al cielo. Al mismo tiempo, la Virgen y otros santos empezaron a ser considerados grandes abogados de la humanidad ante la justicia de Cristo. En este proceso, la vieja tendencia de la fe cristiana de corregir al pecador mediante el miedo y la amenaza con la condena eterna, se vio atenuada por las opiniones que resaltaban la misericordia antes que la ira divina. Así, las escenas del Juicio continuaron siendo un motivo frecuente, pero ahora comenzaron a ser diseñadas para enfatizar el orden, la esperanza y la justicia, para mostrar el camino de la salvación mediante el arrepentimiento y la intercesión de los santos. La propia verticalidad de las catedrales góticas y la abundancia de grandes ventanales, que hacían posible una profunda penetración de la luz a todo el interior, contrastaba con las formas más pesadas y los ambientes más oscuros de la arquitectura románica; estas características han sido interpretadas como un recurso formal que reflejaba un nuevo impulso espiritual más optimista.

#### Decoración de las fachadas

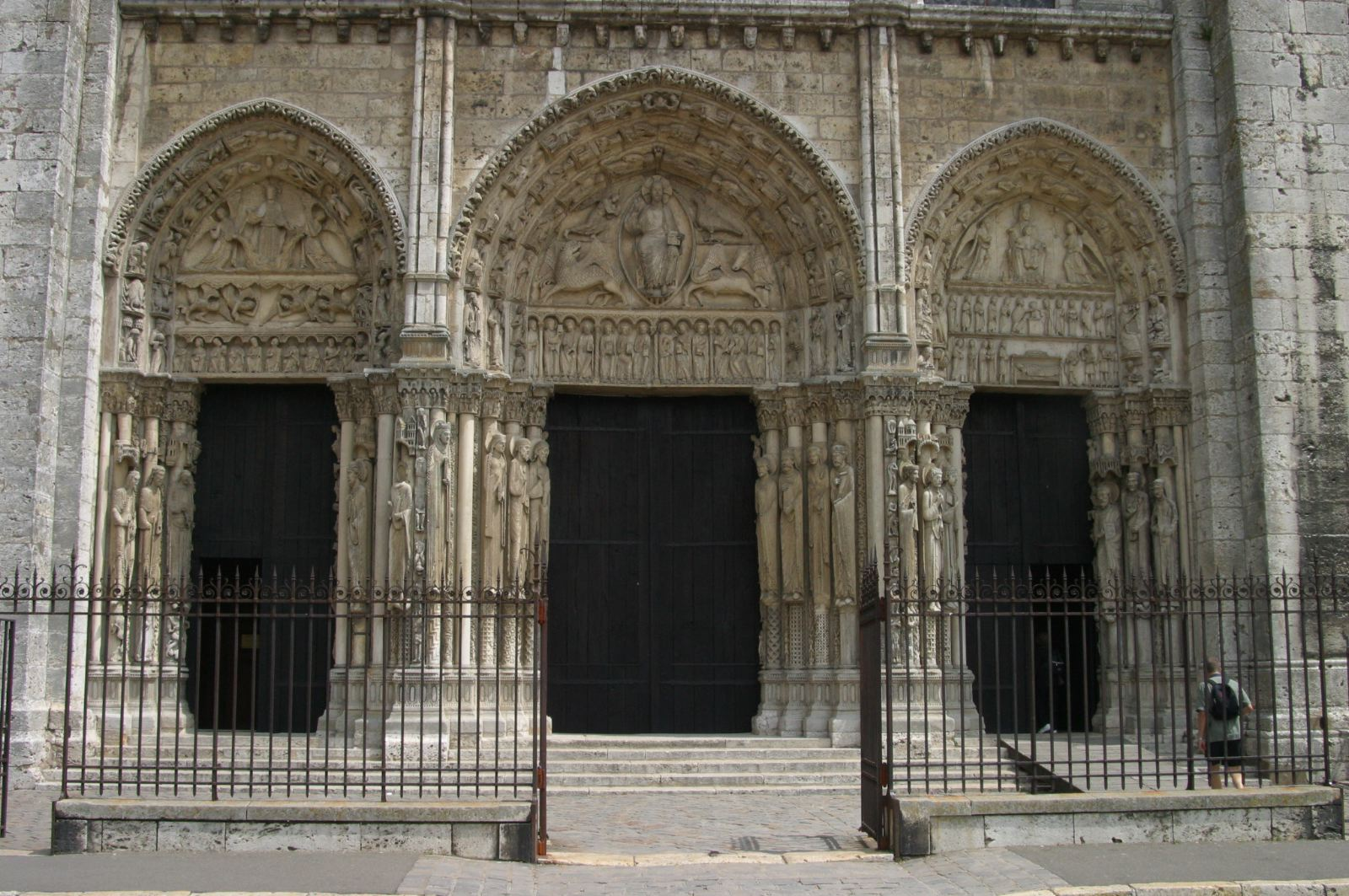
Pórtico Real de la catedral de Chartres

El gótico primitivo se mantuvo esencialmente como un fenómeno francés, concentrado en la región de París, y el primer edificio importante que incorporó esculturas fue la Basílica de Saint-Denis. Entre 1137 y 1144, Suger, su abad, impulsó la reforma de un edificio románico existente y lo decoró con una gran riqueza. Saint-Denis es especialmente importante porque es la necrópolis de los reyes de Francia, es un monumento de la dinastía carolingia y al mismo tiempo, se convirtió en el símbolo de la consolidación de la monarquía francesa, un proceso en el que Suger tuvo un destacado papel en su calidad de consejero del rey y regente de Francia durante la Segunda Cruzada. Además, la basílica fue un relicario monumental de  San Dionisio, apóstol y mártir de Francia, patrón de París y protector del reino; Suger deseó que fuera el lugar de peregrinación más importante de Francia, y este lugar está revestido de significación espiritual y política. Para Suger, que había sido influido por los escritos del Pseudo Dionisio Areopagita, la ornamentación de la iglesia —con objetos de oro, piedras preciosas, vidrieras, pinturas y esculturas—, era un instrumento educativo muy valioso, una manera de presentar de manera visual la doctrina al pueblo y hacer más fácil su comprensión. La organización clara de la escena del tímpano muestra una clara diferencia con las disposiciones de los conjuntos románicos y sus estatuas que hacían de columnas, representaron también una importante innovación.

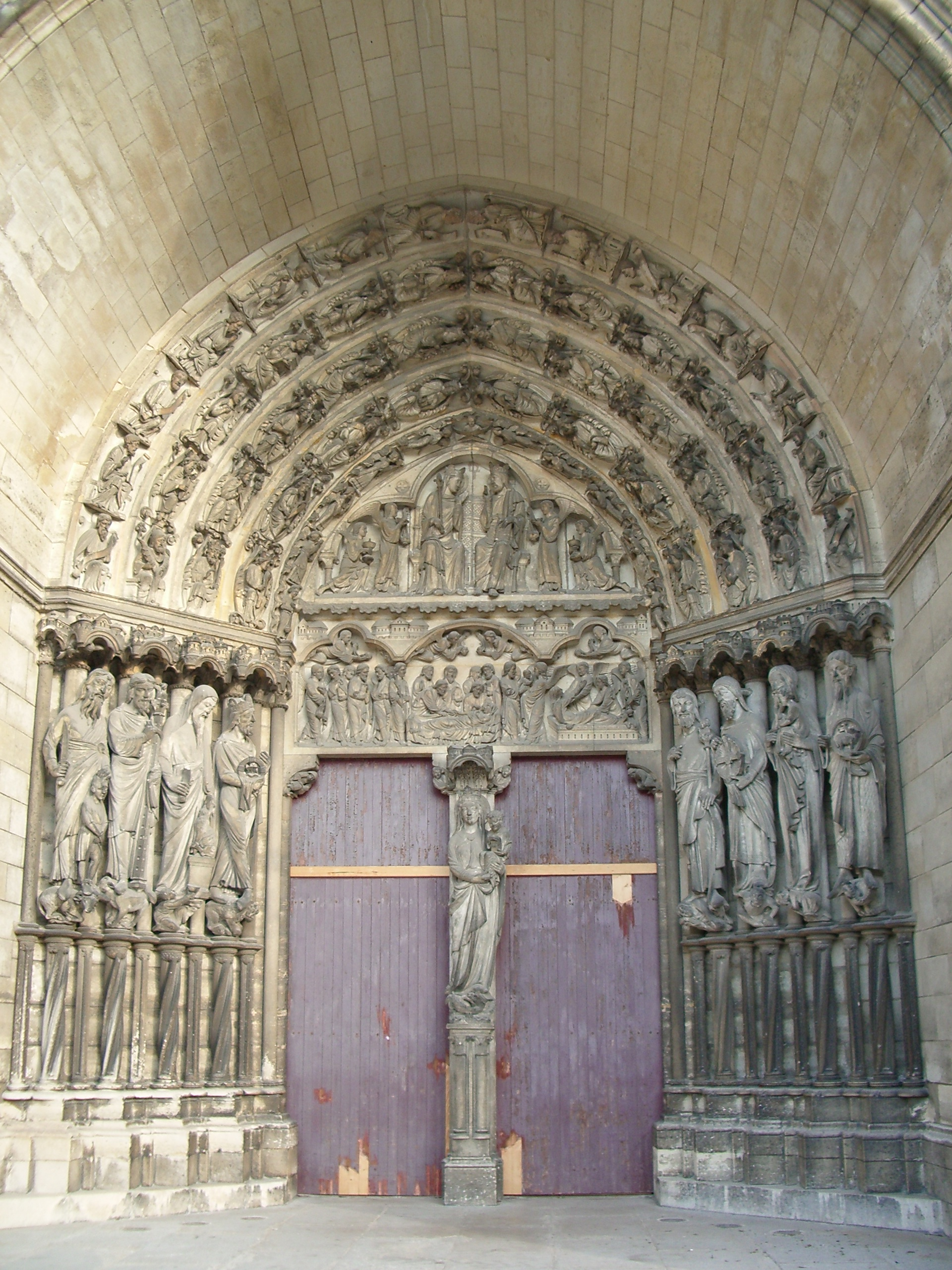
Portada central del pórtico oeste de la catedral de Laon

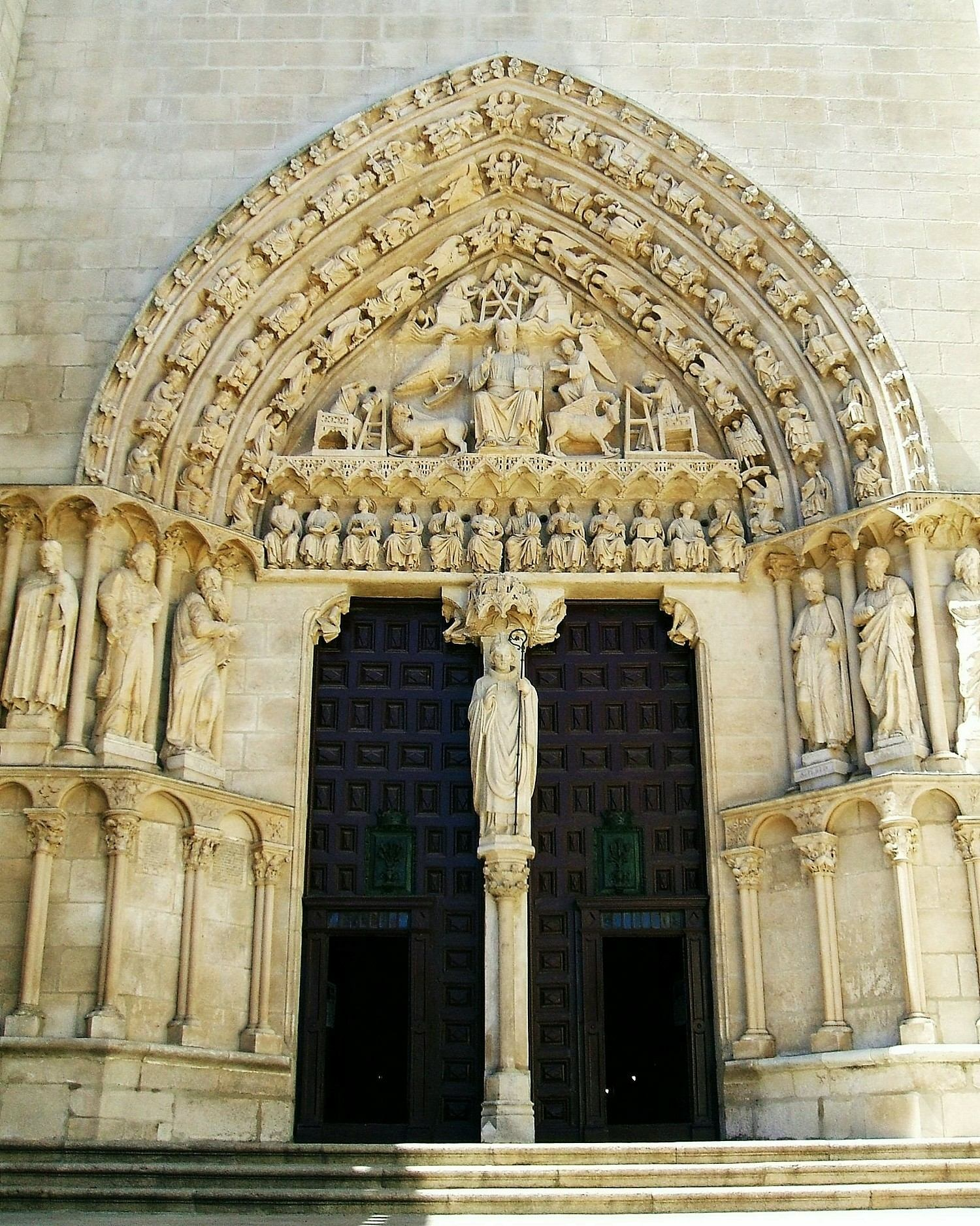
Puerta del Sarmental de la catedral de Burgos

Las novedades propuestas por Suger para la arquitectura y la decoración de las fachadas, con el apoyo del gran prestigio de París como centro cultural, artístico y universitario, comenzaron a expandirse a otros lugares como la catedral de Chartres, que se inició el año 1145, la portada occidental de esta catedral contiene el grupo de esculturas de la primera etapa del gótico más importante y que todavía está en buenas condiciones. Sus esculturas tienen un diseño cilíndrico muy alargado y funcionan como un eco del énfasis vertical del edificio, aun así, sus formas siguen mostrando la herencia románica en cuanto tratamiento lineal de los vestidos y las actitudes rígidas. Las caras, sin embargo, muestran un tratamiento muy naturalista que contrastan con el diseño esquematizado del románico.
Tanto las esculturas de Saint-Denis como las de las fachadas de Chartres fueron en gran parte destruidas, mutiladas, sustituidas o mal restauradas en los últimos tiempos, impidiendo la comprensión completa de sus programas iconográficos. Pero la catedral de Laon (c. 1165), que sobrevivió sin daños importantes, proporciona un conjunto completo y original del gótico más primitivo. Otros buenos ejemplos, un poco más tardíos, son las catedrales de Bourges y de Le Mans, con diferentes grados de conservación. La producción de la escultura gótica destaca por la cantidad y la variedad; solamente en Chartres la fachada cuenta con más de dos mil piezas. La influencia fuera de Francia de los pórticos de sus catedrales tienen una repercusión clara en la portada del Sarmental de la catedral de Burgos.

### Gótico clásico

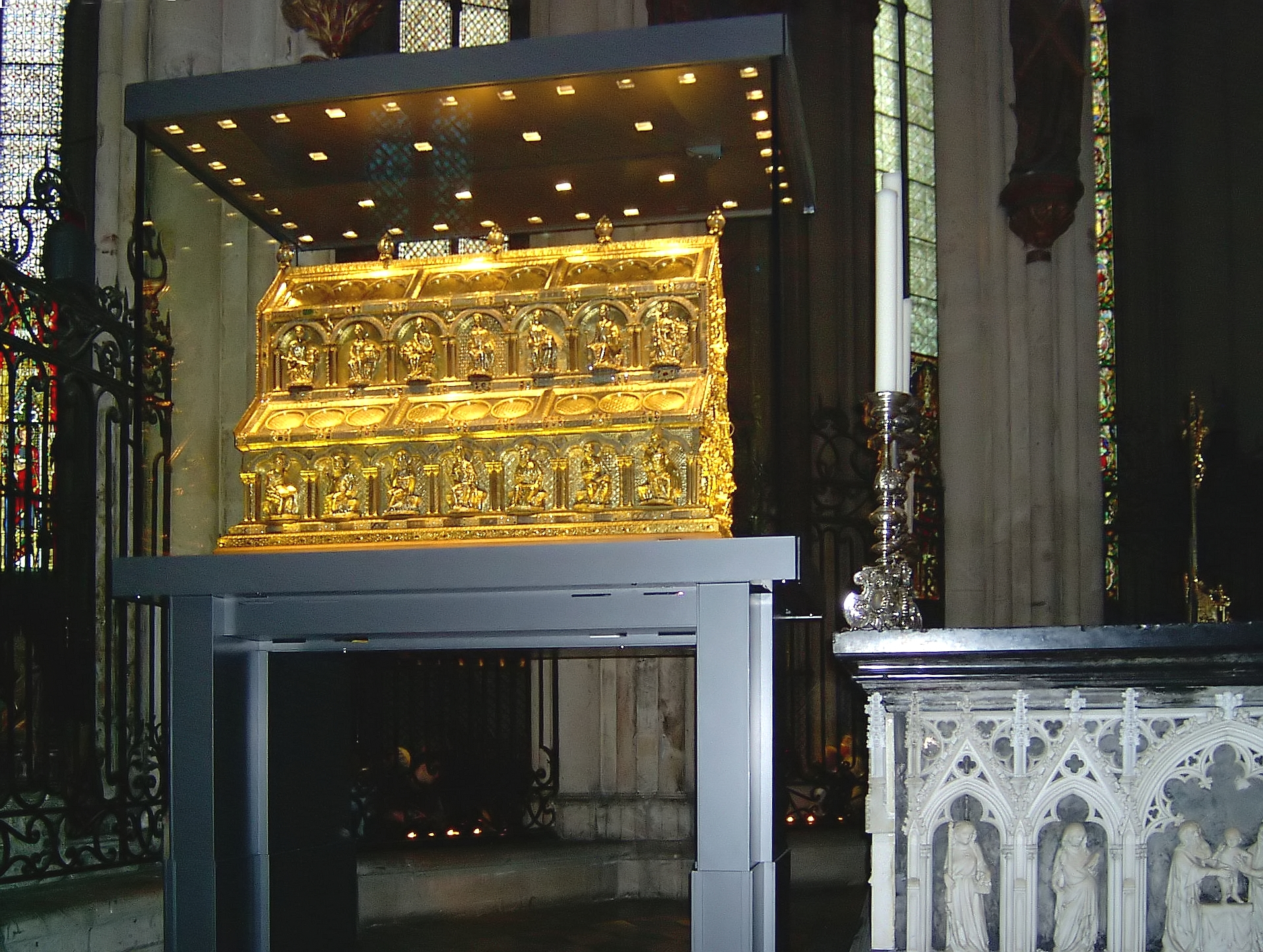
Relicario de los Reyes Magos en la catedral de Colonia, obra de Nicolás de Verdún

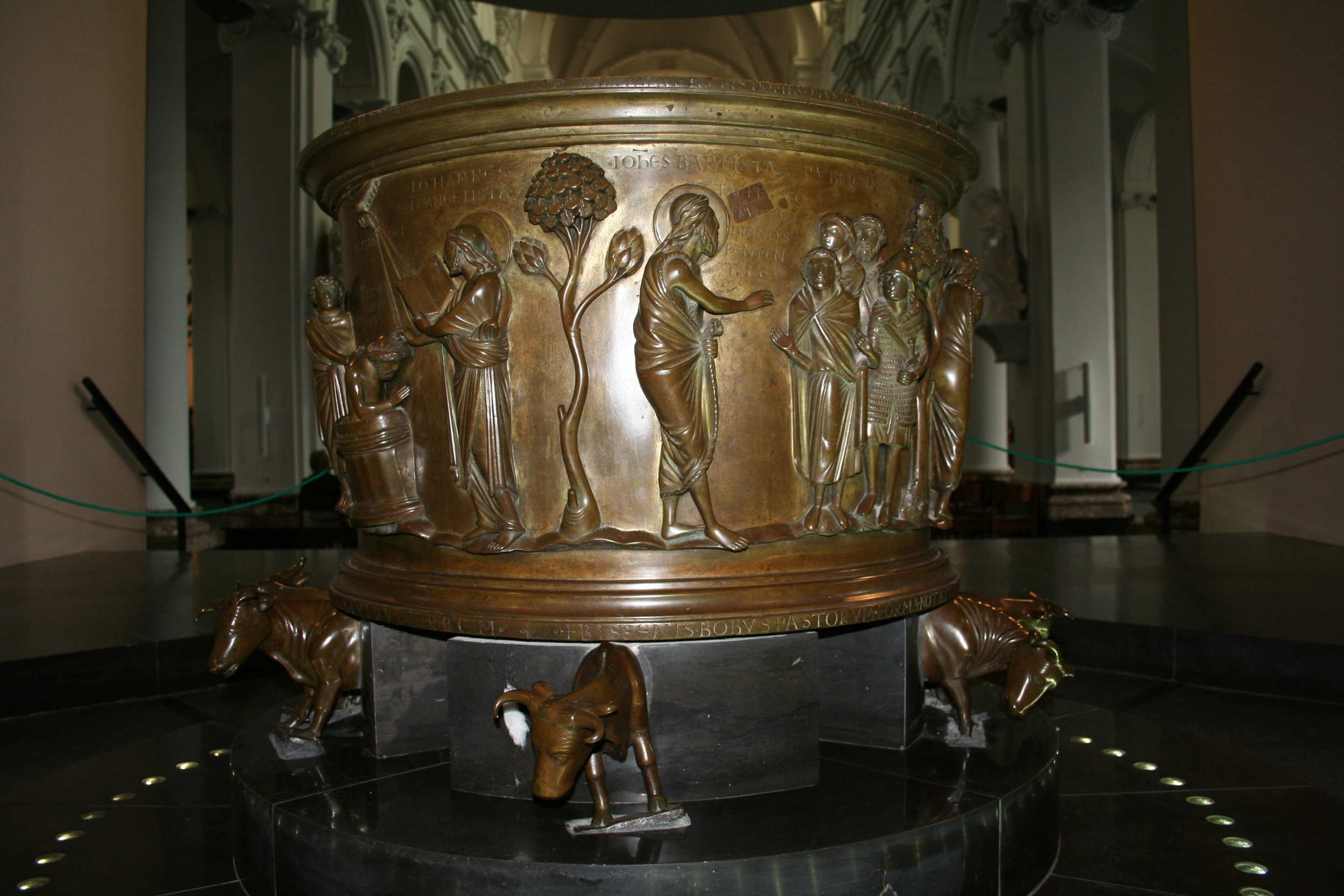
Pila bautismal de Renier de Huy

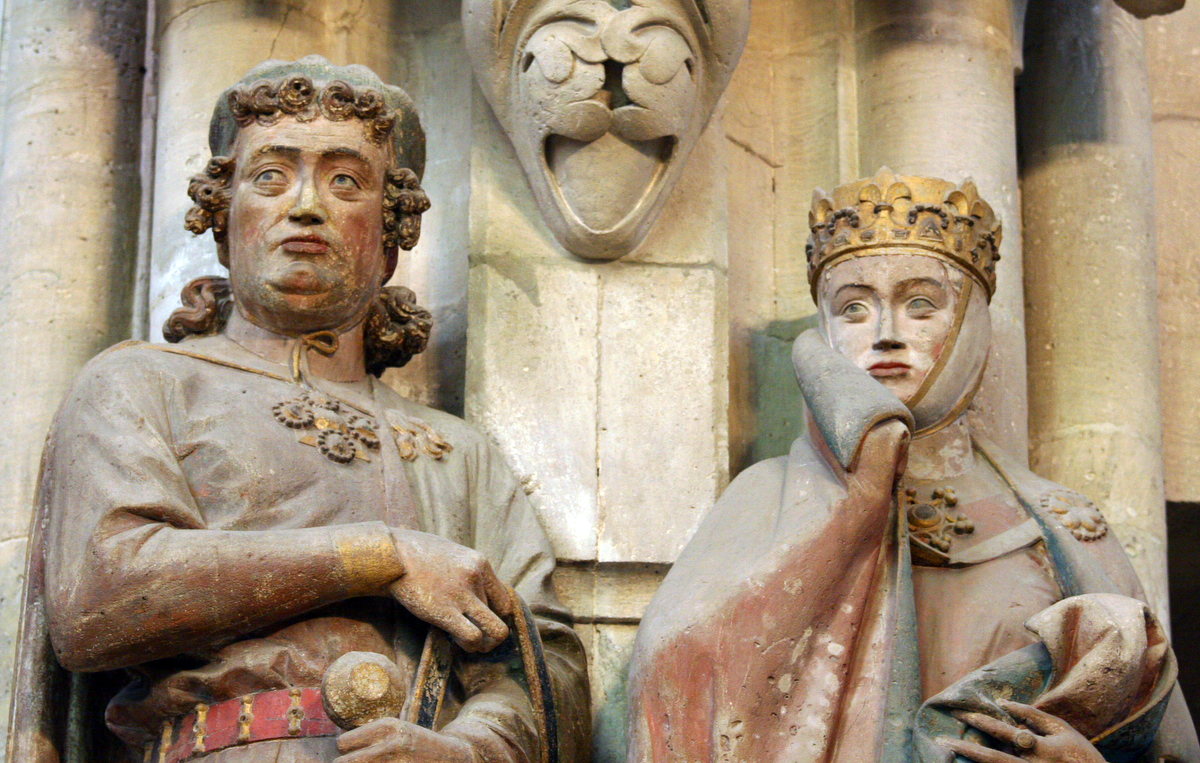
Detalle de los retratos de Ekkehard II y Uta von Meißen, en la catedral de Naumburgo; todavía conservan la policromía original (c. 1240-1260)

Hacia el 1200, el estilo original se transformó impulsado por el creciente interés por el naturalismo, es la segunda etapa de la evolución del gótico, llamada gótico clásico, pleno o protogótico. En esta transición tuvieron un papel importante los artistas del  valle del Mosa, y de forma especial Nicolás de Verdún y Renier de Huy, los primeros grandes maestros de la historia de la escultura gótica, que destacaron por sus trabajos de orfebrería y bronce.
En las  catedrales de Reims,  Amiens y Notre-Dame de París, el estilo gótico quedó fuera de la influencia románica y sus estatuas presentan un naturalismo bastante avanzado; las esculturas son independientes de las columnas. En este periodo de la Edad Media apareció por primera vez el uso del contrapposto; este recurso técnico pretendía dar más gracia y movimiento a las imágenes, que eran presentadas en actitudes más dinámicas y se realizaba un tratamiento de los volúmenes  anatómicos que, en muchos casos, ya no quedaban ocultos por la ropa. El contrapposto gótico, visto desde el exterior, difería del clásico por una apariencia más pronunciada que no era el resultado del tratamiento anatómico; era más ornamental. Al mismo tiempo que en las escuelas de filosofía se enseñaba el humanismo, se volvían a definir los principios fundamentales de la fe; este contexto cultural hizo posible la absorción de elementos artísticos de la antigüedad clásica, suavizando la estricta ética que guio el pensamiento moral a lo largo de los siglos anteriores. Estos cambios dirigían el entorno cultural hacia un laicismo mayor que favorecía un desplazamiento del interés desde una dimensión sobrenatural hacia una más humana. También se recuperó el valor de la belleza pura de las formas, que se había perdido desde la antigüedad, teniendo en cuenta, como decía Santo Tomás de Aquino, que la belleza estaba íntimamente asociada con la virtud y la plena expresión de su naturaleza esencial.

#### Del reino de Dios al naturalismo de la verdad
Durante el siglo XIII, en términos técnicos, la tendencia general de la escultura se concretó en una liberación, en más autonomía respecto la arquitectura, aunque manteniendo una estrecha relación con el contexto arquitectónico, de manera que los grupos tendían a preservar un notable sentido de unidad y armonía. En cuanto a la forma, ésta se decantó hacia un estudio más detallado de la naturaleza, tratando de reproducir los efectos lumínicos (luces y sombras), las texturas de los tejidos, los sutiles matices de la expresión de los rostros, la frescura de la juventud y las marcas de la vejez. Parece que todos los objetos se convirtieron en vehículos de la belleza y eran dignos de ser representados. Según Arnold Hauser aquí se completó:

...la gran transición del espíritu europeo del Reino de Dios en la naturaleza, las cosas eternas en el entorno inmediato, los grandes misterios escatológicos en los secretos más inofensivos del mundo creado. (...) La vida orgánica, que después del fin de la Antigüedad había perdido todo el sentido y el valor, volvió a ser honrada, y las cosas individuales de los temas sensibles se plantean ahora como un arte que ya no requiere explicaciones sobrenaturales. No hay mejor ilustración de este hecho que las palabras de Santo Tomás de Aquino: "Dios se deleita en todas las cosas, en cada cual de acuerdo con su esencia." Ellas son el epítome de la plena justificación teológica del naturalismo. Todas las cosas, por más pequeñas y fugaces que sean, tienen una relación inmediata con Dios, todo expresa la naturaleza divina a su manera y por lo tanto gana valor y significado también para el arte.

#### El cuerpo humano
Dentro del proceso de valoración de lo que es natural, el  cuerpo humano salió especialmente beneficiado ya que, hasta entonces, era visto como «una masa de corrupción, polvo y cenizas», como dejó escrito Pedro Damián en el siglo XI en su obra De laude flagellorum. Esta aversión al cuerpo era una nota omnipresente en la cultura religiosa anterior y cuando se representaba el desnudo humano prevalecía una estilización que minimizaba su carnalidad, pero el esquema simbólico del románico y del gótico primitivo fue abandonado definitivamente y en poco tiempo, se consiguió el naturalismo de una manera que no se veía desde el antiguo arte griego y romano. La figura real de Cristo —antes representada fundamentalmente como un juez, rey y Dios—, se humanizó y la adoración de su humanidad llegó a ser considerada el primer paso para conocer el verdadero amor divino. La conquista del naturalismo fue uno de los hitos más importantes del gótico, haciendo posible progresivamente una evolución hacia el renacimiento, hacia la mímesis artística y la representación de la dignidad del hombre en su belleza ideal.
Como dijo Ladner: 

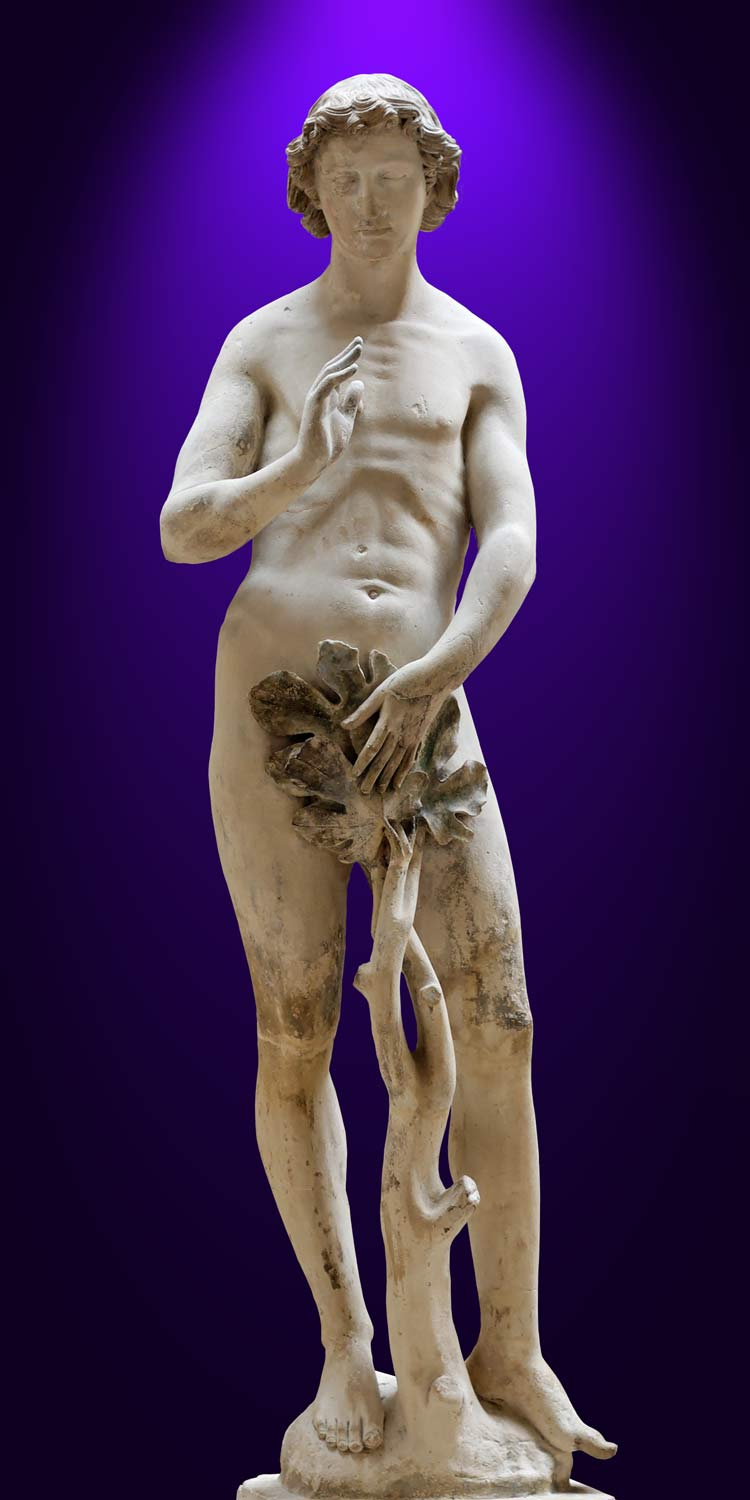
Adan, que originalmente estaba en la fachada de la catedral de Notre-Dame de París, c. 1260

... a finales del siglo XI, la espiritualización había llegado a un clímax más allá del cual era imposible continuar, por lo que la primera mitad del siglo XII representó un punto de inflexión en la historia de la imagen del hombre en el arte cristiano, así como el desarrollo de la doctrina de la semejanza entre la imagen del hombre y la de Dios.

#### Nuevo orden de valores
Sería erróneo suponer que en esta época el naturalismo ya representaba una liberación de los dictados de la iglesia y la abolición radical del interés por la espíritu. La escultura, con otras artes, se manifestó en una dualidad constante, en busca de una fórmula, de un compromiso entre los dos extremos. Si, por un lado, la atención a la naturaleza obligó a un avance extraordinario de la técnica escultórica que permitía imitar con un gran parecido las formas naturales, por otro, existía una tendencia a fragmentar la totalidad de la obra, de manera que las partes recibían más atención que el todo, un sentido de unidad, sólo se volvería a alcanzar al final de esta fase del gótico.
Los factores que caracterizaron este cambio de enfoque fueron la disolución del conservadurismo cultural y el desarrollo de un interés genuino por todo lo que era nuevo. Los cronistas de la época expresaron su entusiasmo por la aparición de un nuevo orden de valores, el cual permitiría la construcción de una sociedad más equilibrada, en la que el bienestar material se convirtió en una meta alcanzable, aunque —cabía suponer— debían prepararse para la salvación del espíritu. Y se reforzó la idea de que la humanidad se había renovado en Cristo, la gente ya no tenía que vivir tan oprimida por el peso de la mortalidad y el pecado, pudiendo expresar sin culpa la belleza, la vitalidad y la alegría. Estas tendencias naturalistas, no aparecieron todas al mismo tiempo y en todos los lugares; se conservaron tradiciones locales que aportaban a la obra rasgos diferenciales, a veces más arcaicos o exóticos si había un contacto con otras escuelas extranjeras. Por otro lado, la presencia de un maestro destacado, con una personalidad artística más definida, contribuyó a dirigir el estilo hacia alguna tendencia en concreto, aunque en los primeros tiempos de la escultura gótica, la mayoría de los escultores eran anónimos.

#### Temática simbólica

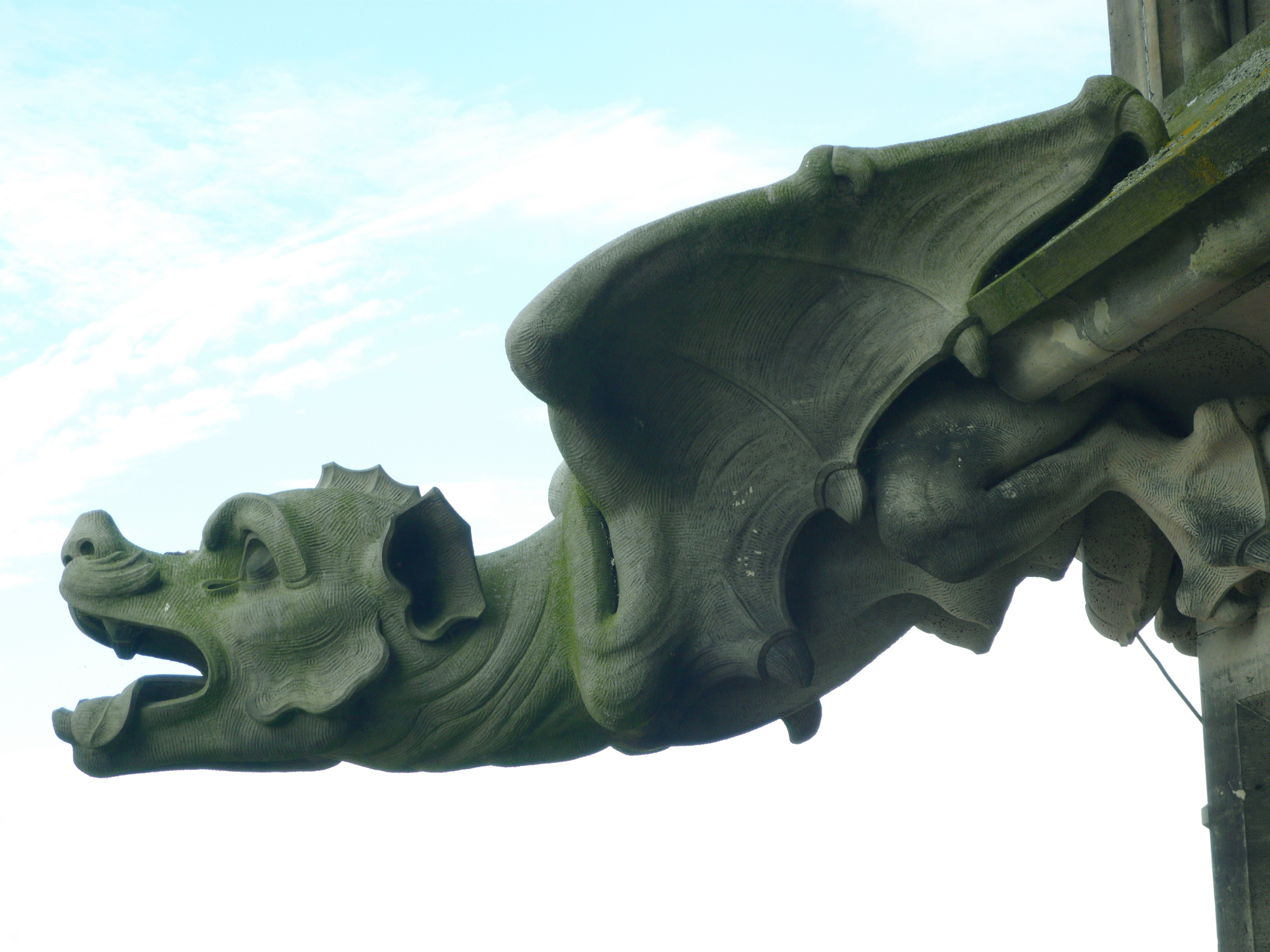
Gárgola en la catedral de Ulm

La representación en la escultura gótica, especialmente la que decora o decoraba las iglesias, eran de animales, reales o fantásticos, tema que ocupaba un lugar importante dentro del pensamiento medieval. Junto con la decoración ornamental de motivos vegetales, era frecuente incorporar imágenes del cordero y el pescado —como símbolo de Cristo—, la paloma —que representaba el Espíritu Santo—, los animales asociados a los evangelistas —toro, águila y león—, y animales míticos como el grifo, el dragón o el basilisco, todos con significados simbólicos que se asociaban con una lección moral.
La forma de la gárgola se utilizó muy a menudo en la arquitectura de las catedrales como solución para drenar el agua. Según algunas tradiciones, tenían el poder de ahuyentar los malos espíritus, pero su verdadera interpretación aún presenta muchas lagunas. Además, la representación de animales fantásticos ofrecía libertad al artista ante la censura eclesiástica, era la manera que poseían los escultores para dar formar a su fantasía e impulsados por determinados estados de ánimo, expresar lo que querían con una gran variedad de formas extravagantes, de un gran efecto plástico.
Hacia el 1250 la escultura arquitectónica ya mostraba signos de declive y fue sustituida por una decoración abstracta o floral; ganaron importancia la estatuaria independiente, los relicarios, de una forma especial, los monumentos funerarios y las tumbas privadas. Dos características innovadoras de este último género, en particular, fueron la creación de pequeñas figuras que eran colocadas en nichos, habitualmente en una actitud yacente, y el intento de representar la verdadera cara de los difuntos. Antes de finales del siglo XIII, el gótico se había extendido por Alemania, la península ibérica, Inglaterra e incluso había llegado a Italia y Escandinavia, dando paso a la siguiente fase llamada gótico internacional.

### Gótico internacional

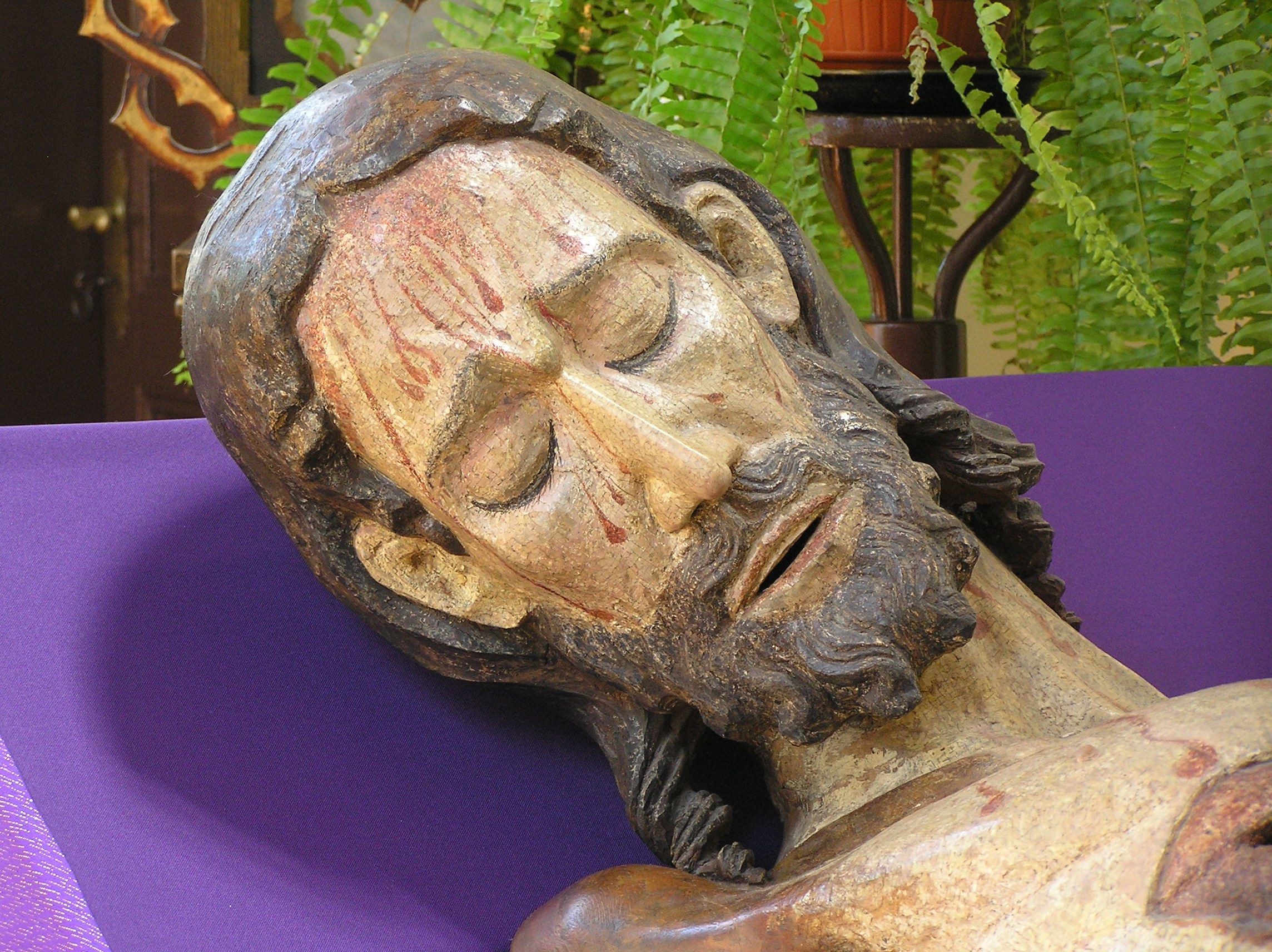
Detalle de un Cristo, circa 1380. Polonia

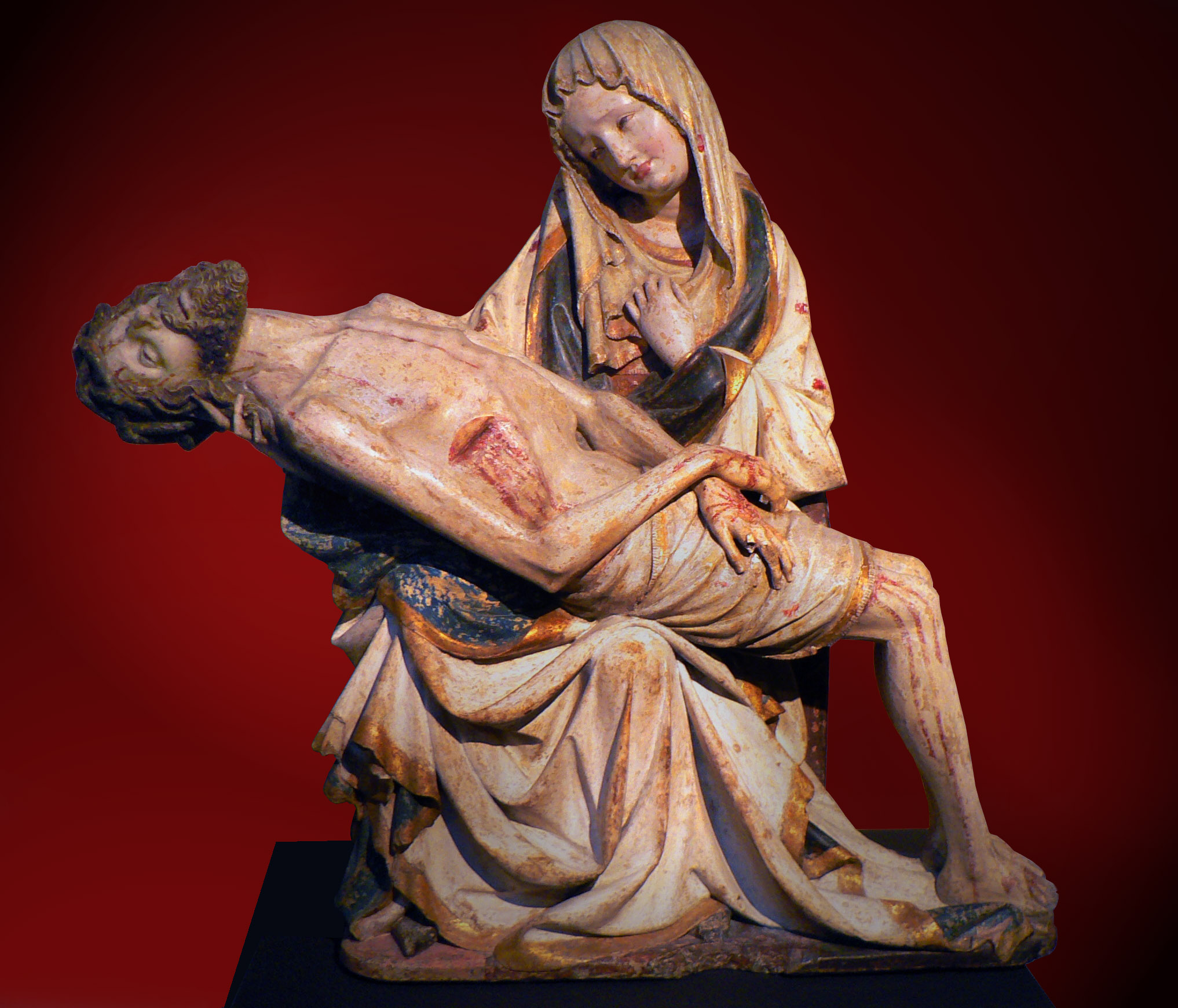
Una piedad circa 1400

El llamado gótico internacional, comprende el periodo entre mediados del siglo XIV hasta mediados del siglo XV, con su punto álgido hacia el año 1400, que fue cuando el estilo se convirtió en la lengua vehicular del arte europeo, con un gran movimiento de artistas y de intercambios entre las escuelas regionales. Pero cuando se habla de internacional no implica que el estilo se convirtiera en homogéneo. Por el contrario, la aparición de grandes centros urbanos en varios países, todos con tradiciones propias, generó un panorama de una gran diversidad, además, la existencia de clientes ricos permitió el cultivo de una amplia gama de nuevas posibilidades artísticas.

#### Nuevo espíritu religioso
La escultura de este periodo no fue monumental, salvo casos esporádicos, y se centró en la realización de altares portátiles y de retablos. El siglo XIII se caracterizó por la aparición de una retórica naturalista derivada de la explotación de las apariencias superficiales de los objetos —aunque su fundamento haya sido metafísico—. La escultura de este estilo internacional siguió, por una parte, esta tendencia y por otro, dio lugar a un nuevo enfoque que sirvió como referente de una devoción moderna, en el que se convertiría en un renacimiento religioso que se inició en el seno de las  órdenes mendicantes y que pronto se extendió entre los laicos.

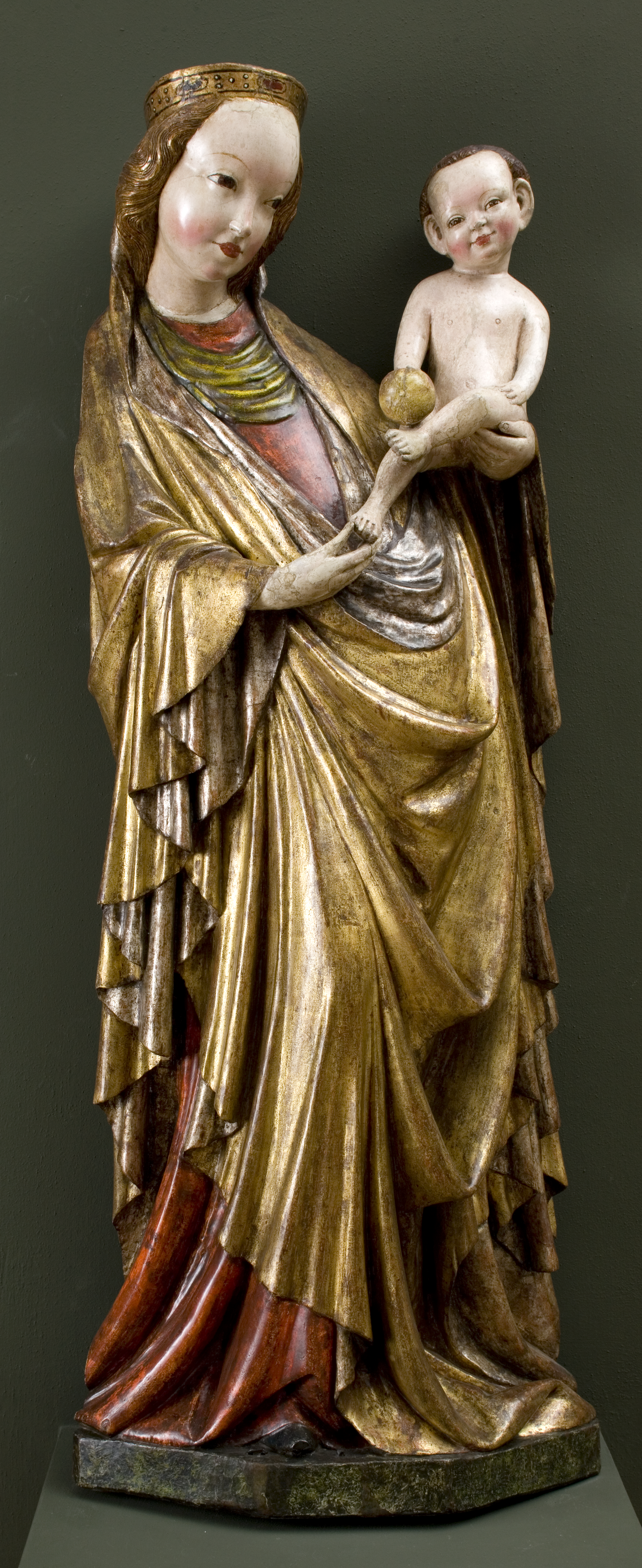
Madona de Krużlowa, que presenta el típico contrapposto del gótico, ejemplo del tipo «bella Madona». Museo de Erasmus Cioleka, en Cracovia

Esta «devoción moderna» era más introspectiva e íntima, pero también un éxtasis místico del fervor colectivo. Esto supuso la multiplicación de obras con temas dramáticos, como las escenas sobre la Pasión de Cristo y las  «piedades», que conllevaba un atractivo emocional más inmediato y un carácter confesional y penitencial. Aunque sin explorar, estos aspectos estaban vinculados a la popularización de la doctrina sobre las  indulgencias y el purgatorio y el concepto de la salvación como un problema, en esencia individual y subjetivo, por contraste con las ideas sobre una escatología colectiva que habían prevalecido anteriormente.

#### Contexto social y económico
Esta nueva iconografía, donde las imágenes de la muerte y el sufrimiento eran comunes, también reflejaban una situación social inestable y llena de paradojas, cuando las guerras eran comunes, la vida cotidiana del pueblo estaba marcada por una violencia gratuita, el hambre era una sombra constante, las frecuentes revueltas populares contra unos impuestos abusivos eran reprimidas con rigor y las epidemias diezmaban a la población —la Peste Negra de 1347-1351 se calcula que provocó la muerte de un tercio de la población europea—. La misma gente que seguía una procesión religiosa con lágrimas en los ojos, al terminar, podían reunirse en la plaza del pueblo y deleitarse con una ejecución pública, donde no faltaban muestras de crueldad.
Sin embargo, otros factores contribuyeron a llevar la diversidad al gótico internacional, un periodo que marcó, según Johan Huizinga, «el inicio del fin del mundo medieval». La clase media creció, se organizó y comenzó a administrar amplios sectores de los asuntos públicos. El sistema feudal declinó y fue reemplazado gradualmente por un modelo económico protocapitalista dominado por los valores de la burguesía, clase social que, de hecho, se convirtió en la vanguardia cultural de la época y tuvo un papel principal en el patrocinio de las artes. El individualismo que caracterizaba esta nueva economía, junto con el nacimiento de una nueva cultura urbana que se alejaba de los valores tradicionales y formulaba otros más dinámicos, favoreció la aparición de un gran movimiento social que quedó reflejado en las artes con la presencia de aspectos más realistas, con intereses sobre detalles mundanos y de carácter privado. En este sentido, es ejemplar la profusión de retratos que a menudo entraban en caracterizaciones psicológicas inéditas hasta entonces.
Paralelamente, hay que considerar la persistencia de una sofisticada cultura cortesana tipificada en la corte francesa de los Valois, que fueron los mecenas más importantes de la época. Una cultura inspirada en las tradiciones de la caballería y de los ideales del amor cortesano, que impulsó e inspiró la producción escultórica en esta fase, caracterizada por un carácter ornamental pronunciado, que enfatizaba las vestimentas, la rica textura y la elegancia de gestos. Hay que detallar que la prevalencia de este código también estaba presente en el arte que es consumía en otros contextos de la nobleza que seguían fórmulas más convencionales.

#### Prácticas artísticas y religiosas

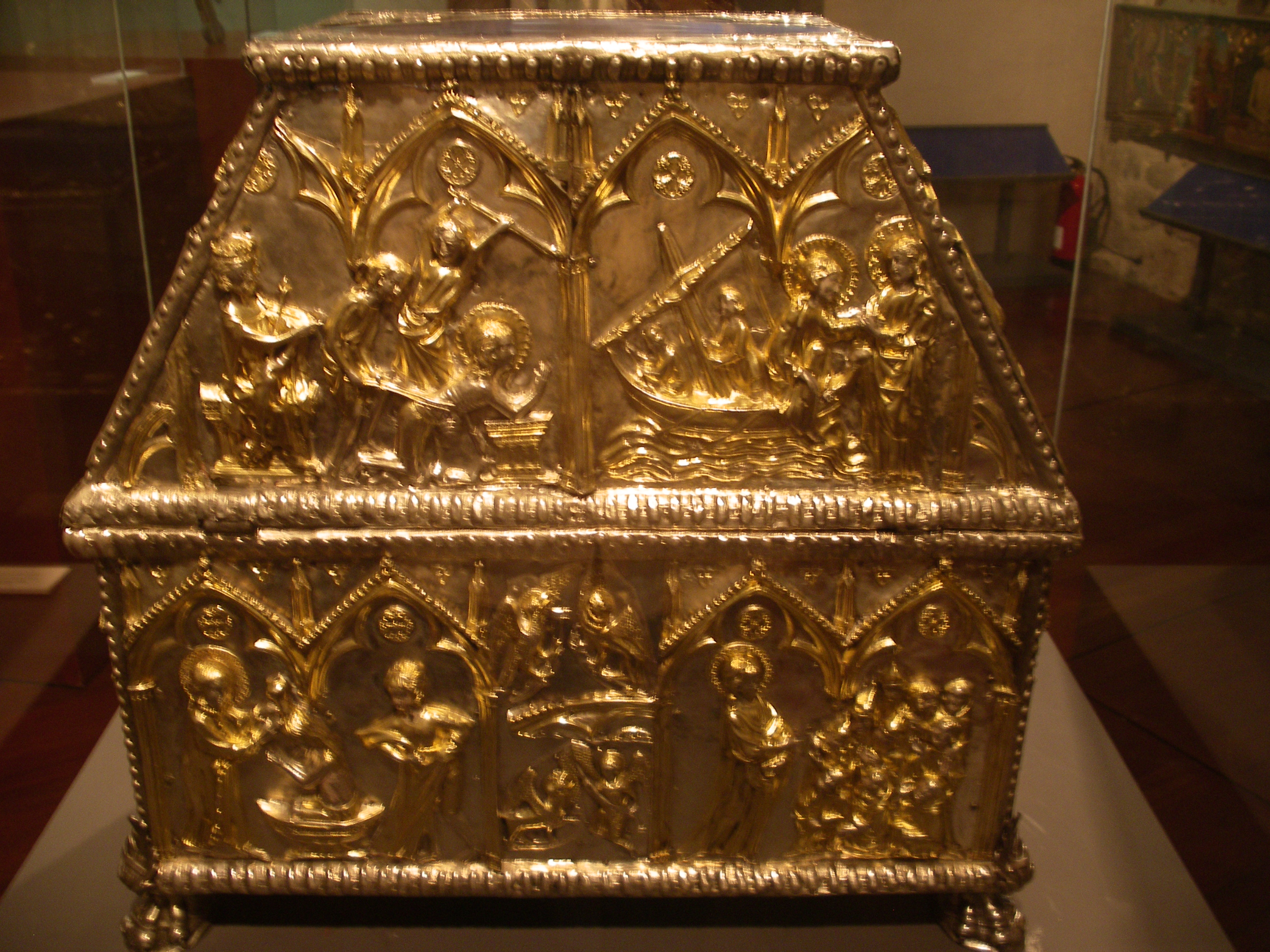
Relicario arqueta de Sant Cugat gótico del siglo XIV

En este sentido, se consolidó la creación de la tipología denominada «bella Madona», una de las más apreciadas del gótico internacional. Su función y origen exactos es sujeto de debate, pero parece haber derivado tanto de la órbita de la cultura cortesana como de la popular —que encarnaba un ideal de belleza atemporal— y la fusión de la gracia más clásica de la nobleza con la piedad más sentimental del pueblo.
Otro aspecto de las prácticas artísticas y religiosas que cabe mencionar se refiere a la resurrección de las fórmulas de períodos anteriores. La ola de grandes manifestaciones de devoción que se produjeron durante el gótico internacional quedó intensamente reflejada en la producción de relicarios y estatuaria de culto; muchas de las imágenes sagradas que se realizaron eran copias directas de un prototipo famoso, la veneración del cual ya era antigua. Se apreciaba una clara relación con la imagen original y se le añadía un carácter nuevamente arcaico. Y lo que es más importante, se le daba un carácter sagrado más auténtico, sobre todo cuando se podía reforzar con el apoyo de alguna leyenda popular; como, por ejemplo, que ciertas estatuas muy conocidas se habían multiplicado milagrosamente y realizaban milagros también a través de sus copias. Cabe decir, que si las copias no estaban vinculadas a ningún folclore específico, se esperaba que tuvieran los mismos privilegios y poderes que el original. Este historicismo estuvo aún más marcado en la transición hacia el gótico tardío.

### Gótico tardío

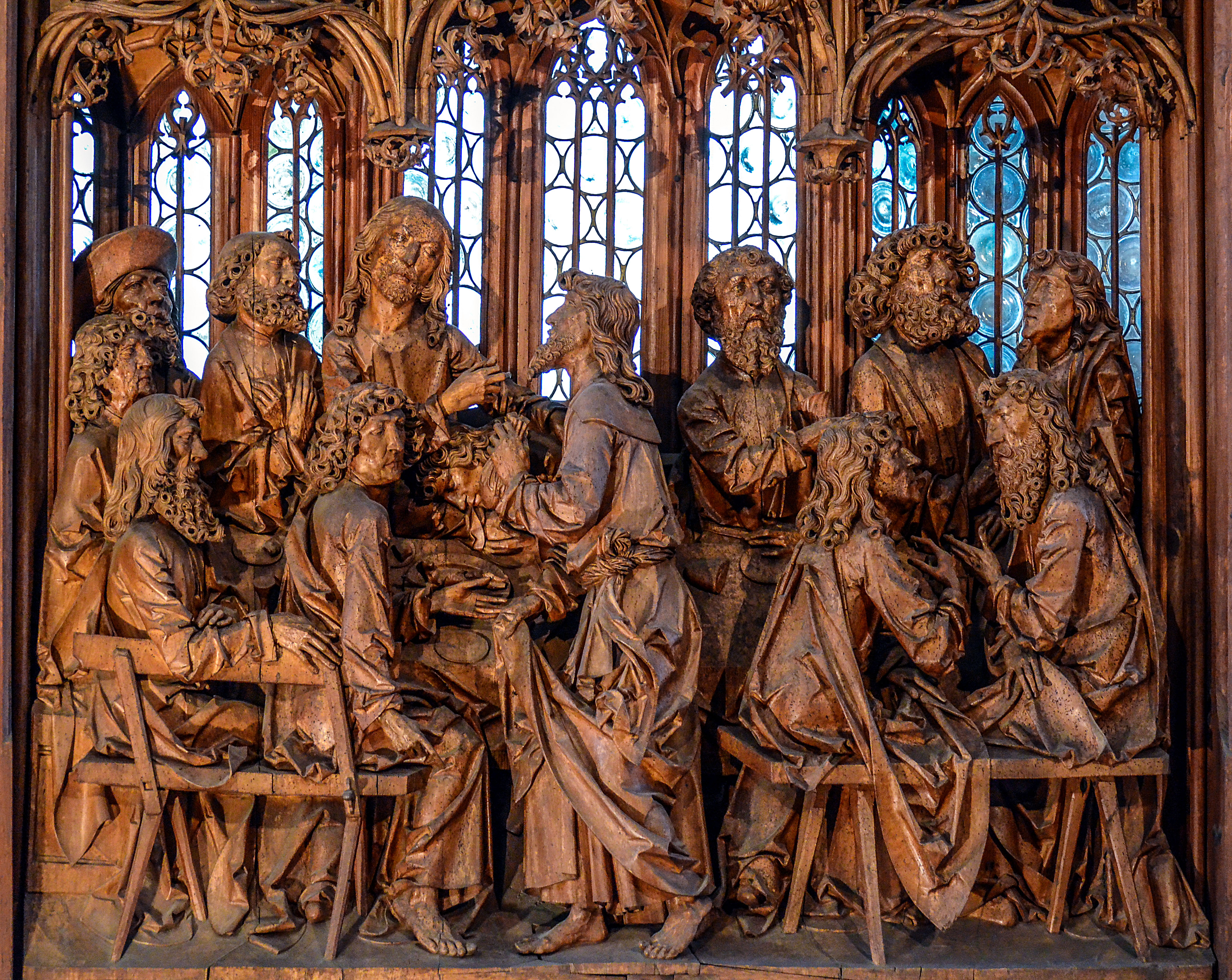
Escena de un retablo de Tilman Riemenschneider en Rothenburg ob der Tauber

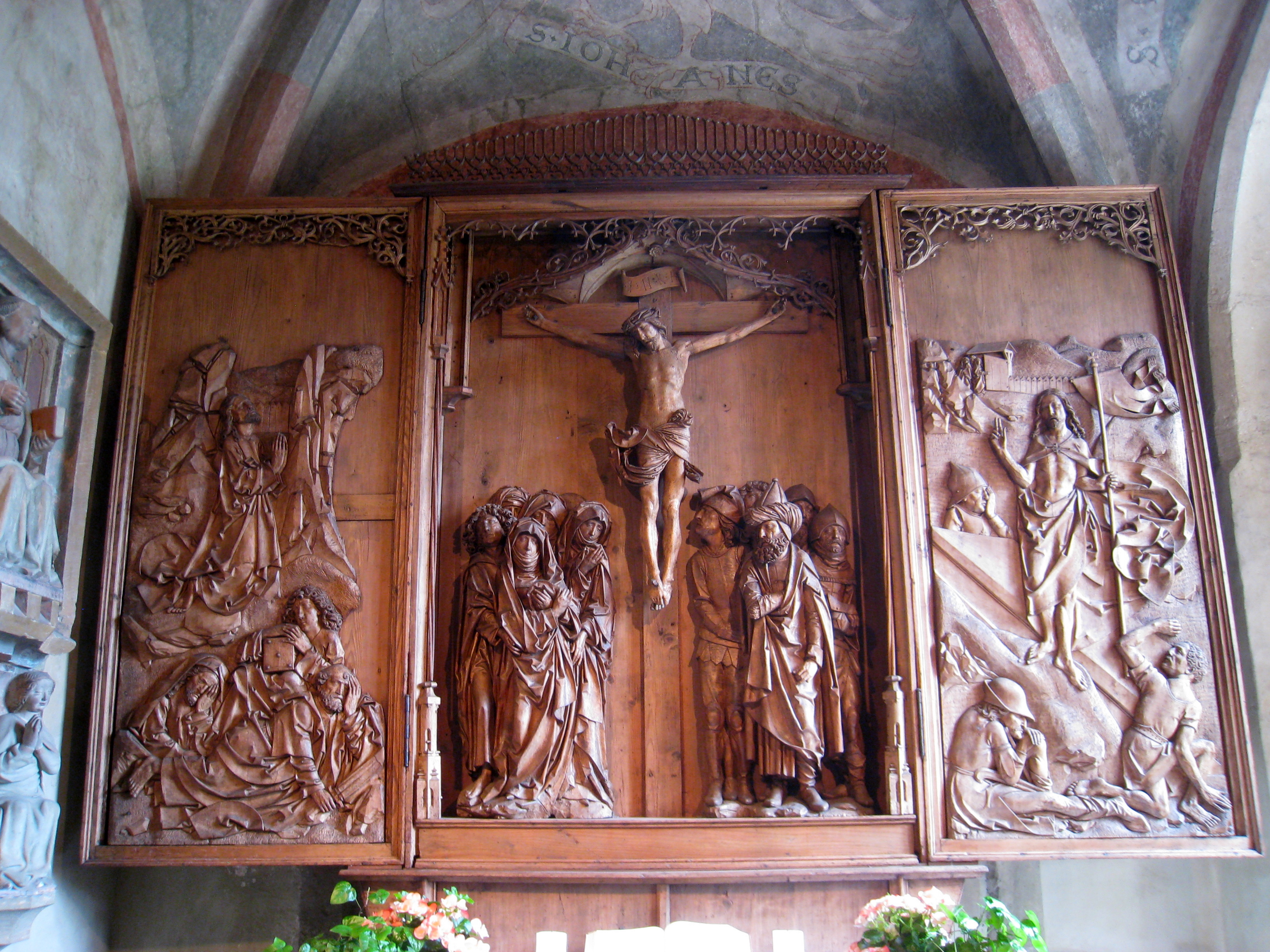
Retablo con paneles laterales plegables

El gótico tardío es la fase final del estilo gótico, pero no fue una etapa de decadencia. La transición se produjo de una manera suave y gradual y fue en esta etapa cuando se realizaron algunas de las obras góticas más ricas y complejas. Finalmente el estilo desaparece para dejar paso al renacimiento y al manierismo. El gótico tardío se desarrolla aproximadamente entre mediados del siglo XV y mediados del XVI, y, en relación con el naturalismo y el internacionalismo, representa el coronamiento del que se había logrado en la fase anterior.
Hay unas diferencias bastante significativas en la sociedad europea de la época, que pueden contribuir a explicar la transformación artística. En economía, la apertura de nuevas rutas comerciales y de grandes viajes modificó el eje del comercio internacional entre las naciones de Europa Occidental. Portugal y España se erigieron como potencias navales, seguidas por Francia, Inglaterra y los Países Bajos. El oro y otras riquezas de las colonias americanas, africanas y asiáticas llegaban a estos países en cantidades nunca vistas y entre otras cosas, permitió una verdadera explosión en la promoción de las artes.
El Saco de Roma  de 1527 causó la huida de muchos intelectuales y artistas italianos. Este fenómeno significó la difusión a gran escala de la tradición clásica-renacentista italiana, ya que el gótico italiano hacía tiempo que había sido superado. Se produjo una activa circulación de obras de arte italiano y de textos clásicos. La imprenta con tipos móviles, recién inventada por Gutenberg, permitió la difusión de la cultura en general —en particular de los textos humanísticos— de una manera mucho más eficiente, rápida y generalizada entre todos los países. Así, varios elementos estéticos provenientes de Italia se convirtieron en elementos con presencia en la mayor parte de lugares donde el gótico existía todavía con fuerza y que originó una multiplicidad de corrientes  eclécticas.Los cambios de gusto cambiaron y fueron varios los monarcas no italianos que solicitaban a artistas de esta nacionalidad para trabajar en sus cortes, como Andrea Sansovino llamado por el rey Juan II de Portugal o Pietro Torrigiano que trabajó para Enrique III de Inglaterra.

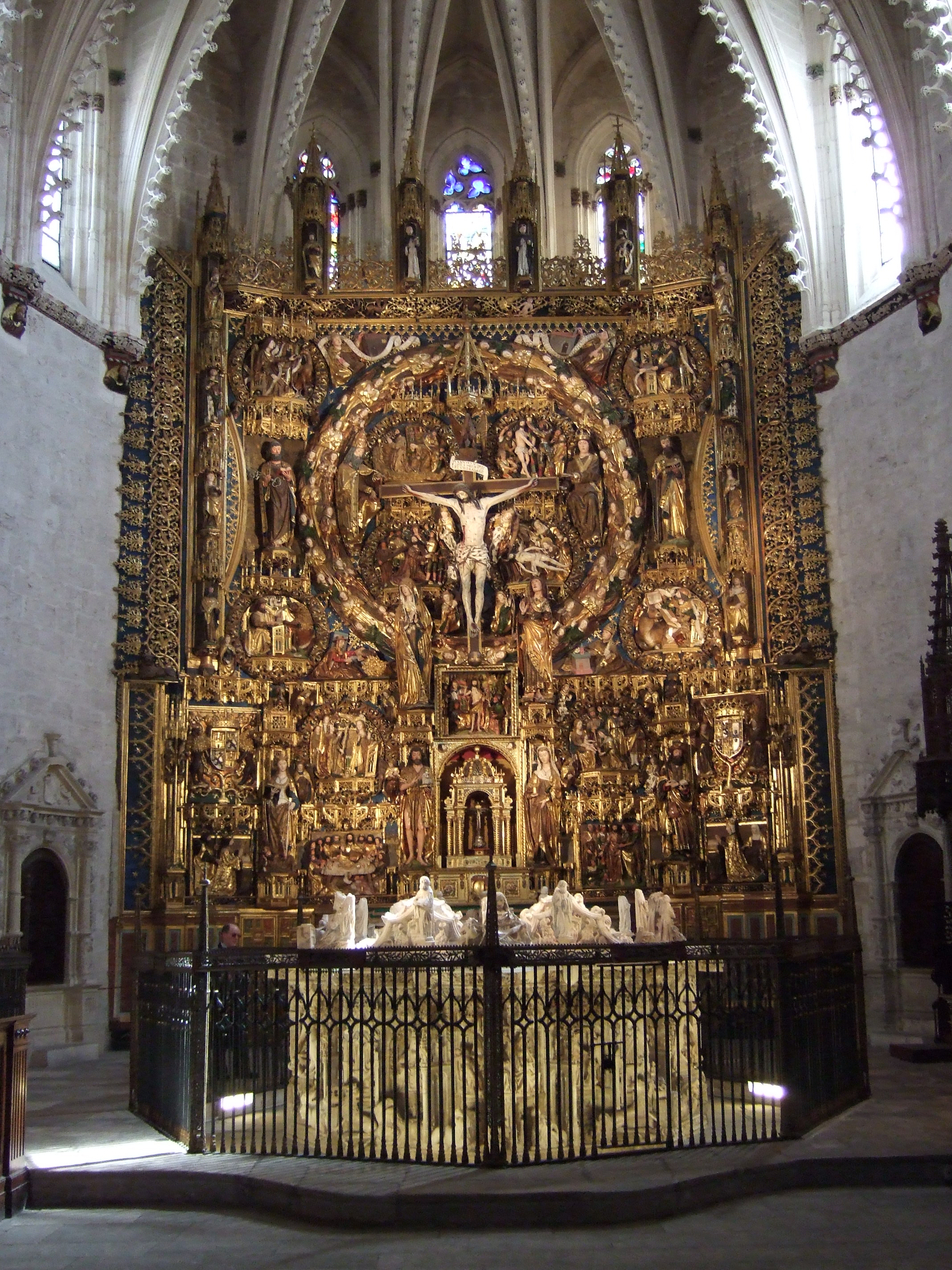
Retablo de la Cartuja de Miraflores (Burgos), de Gil de Siloé

Otra tendencia evidente del período fue desarrollar un gusto por la máxima sofisticación, donde se nota de manera notable es los grandes retablos con varias escenas yuxtapuestas, que sustituyeron a las portadas de la fachada, como forma de ilustración didáctica de la doctrina en un gran panel narrativo, la propia estructura de los retablos, enmarcaban las escenas en estructuras arquitectónicas, a menudo recordando una fachada de iglesia. Así como los portales, estas grandes estructuras presentaban un programa iconográfico claramente organizado, con la ilustración de la jerarquía divina que tenían un reflejo en la tierra, bajo la forma de la iglesia instituida con el vicario de Cristo como su líder, además de sus ministros y los creyentes. Estos retablos eran ofrecidos en general por la comunidad y por tanto, tenían un significado además de religioso, social, porque servían como símbolos de la identidad de esta comunidad, cuanto más ricos y grandes, más prestigio daban a la ciudad o a la congregación. La mayor parte de los retablos poseían paneles plegables laterales, que se abrían en las grandes solemnidades religiosas, junto a la representación de Cristo, los ángeles y los santos, presentaban también las figuras del pueblo y de la jerarquía civil, algunos estaban ejecutados combinando las imágenes con unas complicadas filigranas de tracería de talla de madera. Escultores de centro Europa fueron los que más aplicaron este estilo, aunque las composiciones monumentales para retablos también llegaron a los reinos de España, por ejemplo el retablo mayor de la catedral de Toledo o el de la Cartuja de Miraflores realizado por Gil de Siloé.

#### Iconoclastia protestante
El período final del gótico sufrió las consecuencias de unos actos lamentables provocados por la crisis iconoclastia que impulsó la Reforma protestante. Los reformistas pusieron fin a la unidad del cristianismo, uno de los factores que más contribuyeron a la cohesión cultural de Europa y propusieron nuevos conceptos religiosos que afectaron a la representación escultórica. Las directrices se inclinaban hacia la condena sumaria de la representación sagrada y provocó varios episodios de destrucción masiva de las imágenes sacras, fueron expoliados muchos templos convertidos al protestantismo, con tesoros de arte de incalculable valor. Un testigo de Gante, documentado el 1566, explica que los incendios que quemaban las imágenes se podían ver a más de 15 kilómetros de distancia.

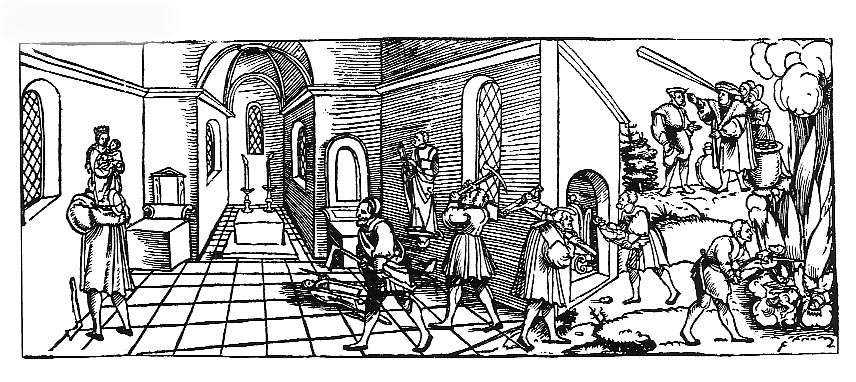
Grabado de Erhard Schön que muestra un episodio de iconoclastia, c. 1530

Los países  católicos no tuvieron este problema porque el Concilio de Trento reafirmó la importancia del arte sacro, pero no pudieron escapar del debate internacional que se desató en torno al papel de las imágenes de culto. Finalmente, se consiguió establecer un equilibrio entre la función devota —con el reemplazo de la imagen divina—, y el carácter de obras de arte por derecho propio. Aunque Lutero había intentado mantener una actitud conciliadora, admitiendo la posibilidad de preservar ciertas imágenes como testigos de la historia sagrada, otros dirigentes reformistas se mostraron inflexibles. Esta destrucción a gran escala del arte religioso es uno de los factores que ocupan el estudio especialmente complicado de este período que, en otro sentido, hizo posible la formulación de una nueva teoría estética que sería una de las bases del concepto moderno del arte.
Según Hans Belting:

Lutero, que defendía el razonamiento de la religión en la vida fue, sin duda, un testimonio de la causa de lo que se llamó «el nacimiento de la era moderna a partir del espíritu de la religión.» La religión, aunque anteriormente se había afianzado a través de combates, ahora ya no era lo mismo. Luchaba por el espacio que ocupaba hasta entonces pero, finalmente, se le adjudicó un lugar separado de la sociedad, como la que estamos acostumbrados en la actualidad. El arte fue aceptado o bien fue excluido, pero dejó de ser un fenómeno religioso en sí mismo. En el ámbito del arte, las imágenes simbolizaban las nuevas exigencias secularizadas de la cultura y la experiencia estética. En este sentido, fue rechazado un concepto unificado de la imagen, pero la pérdida fue encubierta por la etiqueta de «arte» que hoy se aplica de manera general.

## Francia

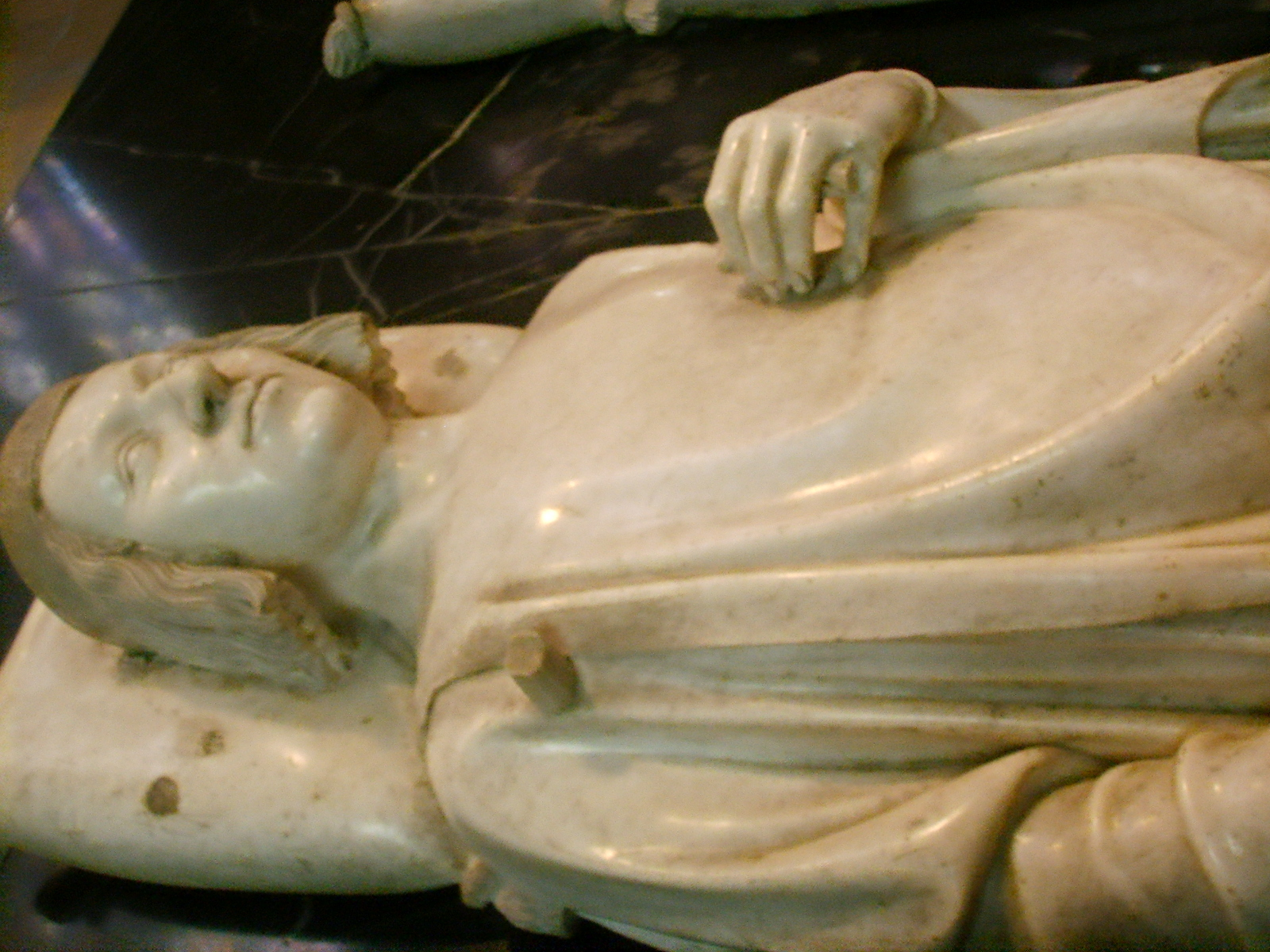
Imagen de Carlos V de Francia obra de André Beauneveu en la basílica de Saint Denis

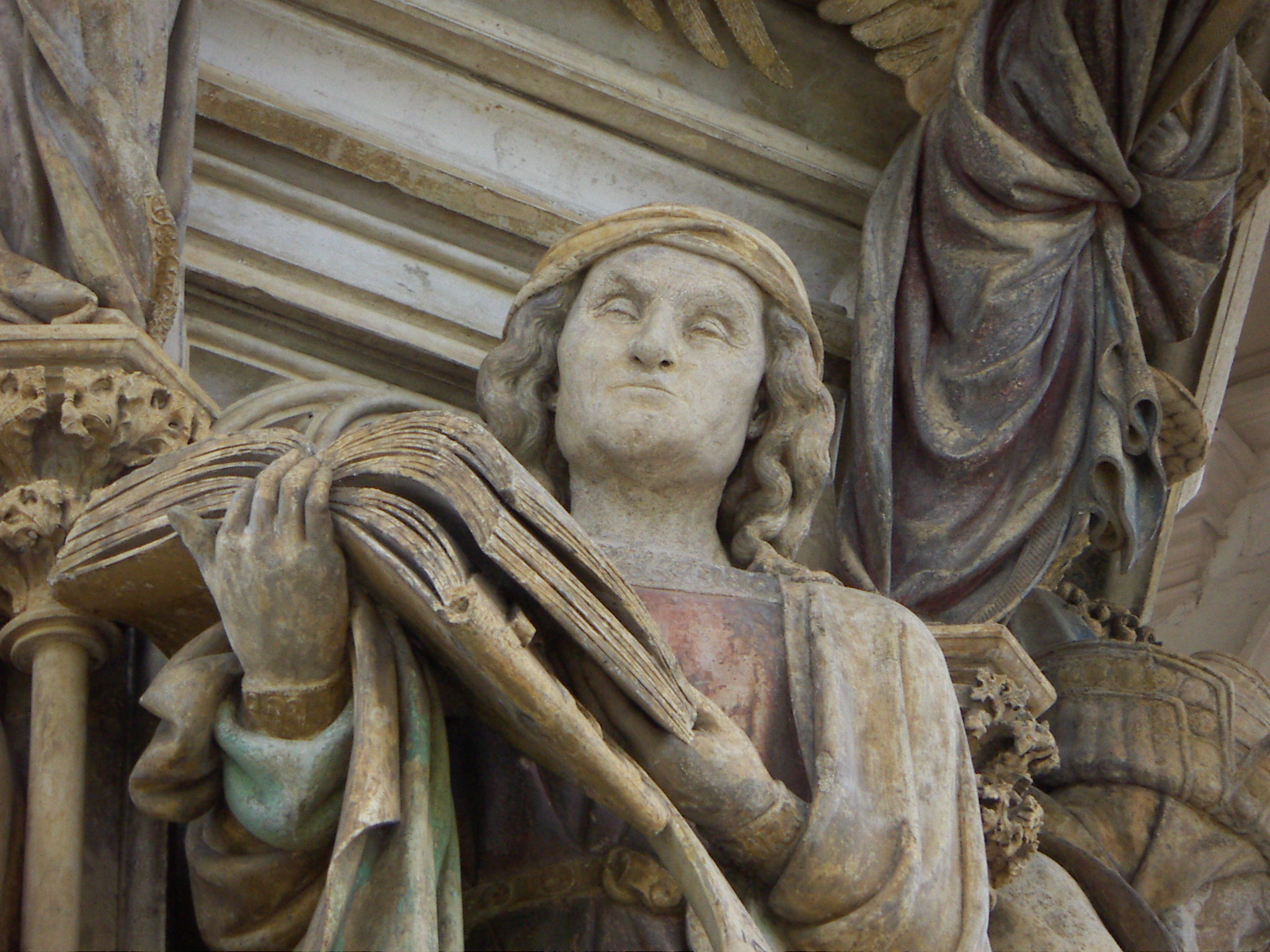
Detalle del Pozo de Moisés de Claus Sluter

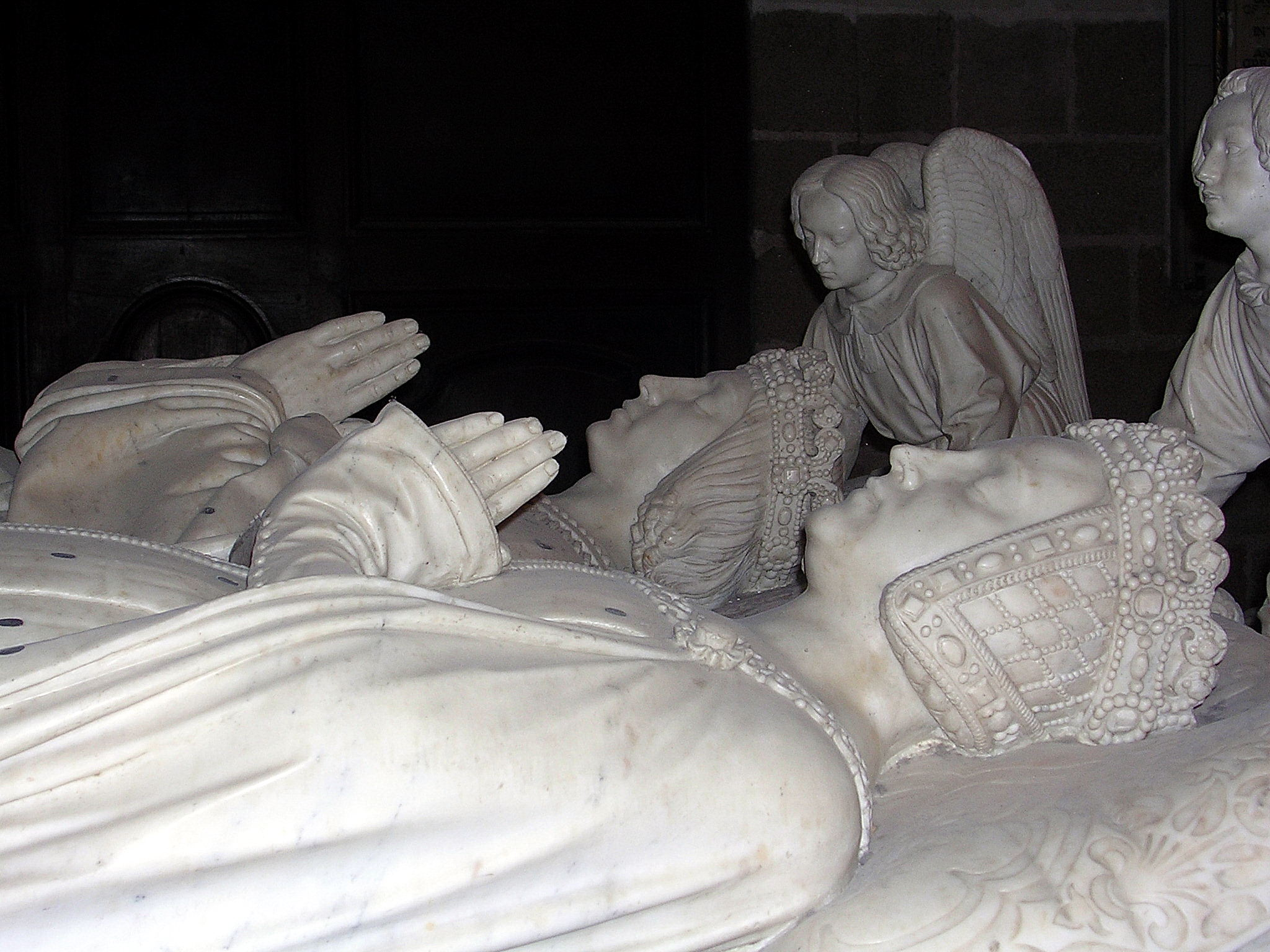
Sepulcro de Margarita de Foix, infanta de Navarra y de su esposo Francisco II, en Nantes

El gótico de los dos primeros periodos, fue una iniciativa, principalmente, del arte producido en Francia, incluso cuando ya tuvo más presencia en otros lugares. Como se perdieron las primeras esculturas realizadas en la basílica de Saint Denis, las estatuas-columnas de la catedral de Chartres son las muestran de los primeros rasgos característicos del naturalismo gótico. En la catedral de Reims, las esculturas poseen una estilística más cercana a la de la figura humana, con las vestiduras que se adaptan al cuerpo, con actitudes y expresiones que reflejan emociones y sentimientos. A partir de mediados del siglo XIV, de acuerdo con la tendencia general europea, se redujo la producción de esculturas monumentales y se realizaron más las de pequeña dimensión. Se enriqueció la temática presente en las estatuas de devoción, con la creación de vírgenes con niños y crucificados, ejemplos que muestran líneas de una gran delicadeza y gracia de carácter ornamental. Las tumbas seguían siendo como las del siglo XIII, pero con las imágenes que reflejaban mejor los retratos de los difuntos, destacando la del rey Carlos V de Francia y sus dos inmediatos sucesores, obras realizadas por André Beauneveu. Carlos V fue un gran mecenas de su tiempo, haciendo de París un importante centro escultórico que favoreció la llegada de artistas flamencos como Jean de Lieja. El hermano del rey , Juan I de Berry duque de Berry, también fue un buen mecenas y en la corte que instaló como alternativa a la de Poitiers y Bourges, contó con los servicios de los escultores Jean de Cambrai y el ya mencionado Beauneveu, entre otros artistas.
Bajo la protección del ducado de Borgoña, especialmente de Felipe II de Borgoña, el escultor Claus Sluter sustituyó al también flamenco Jean de Marville, e inició la decoración de la cartuja de Champmol en Dijon. Una de sus obras más famosas es el llamado Pozo de Moisés que hay en el claustro de la cartuja. Tras la muerte del duque, el prestigio de esta escuela comenzó a declinar, aun así, a finales del siglo XV hay que citar a Antoine Le Moiturier, considerado tradicionalmente como el autor de la famosa tumba de Philippe Pot. Al mismo tiempo, los franco flamencos fueron responsables de un resurgimiento de la decoración arquitectónica, una tendencia que se prolongó hasta el siglo XVI y dejó buenos ejemplos en la catedral de Rouen y en la catedral de Amiens, que incluyen piezas de la fachada y los  relieves del interior. También en el siglo XV, en el Valle del Loira, surgió un movimiento conocido como Détente, que rescataba el antiguo idealismo del siglo XIII e incorporaba algunos elementos del renacimiento italiano que ya empezaba a ser conocido en Francia. Sus temas fueron populares y por tanto, tuvo un gran éxito entre las clases más bajas, pero también se continuaron haciendo imágenes sacras y de forma especial, vírgenes y los grupos del Santo Entierro. A finales del siglo XV, el movimiento influyó ya en toda la producción escultórica de Francia; cabe destacar a Michel Colombe, artista especialmente recordado por su magnífica obra la tumba de Francisco II de Bretaña y Margarita de Foix, que existe en la catedral de Nantes (1502-1507).

## Alemania y Europa central

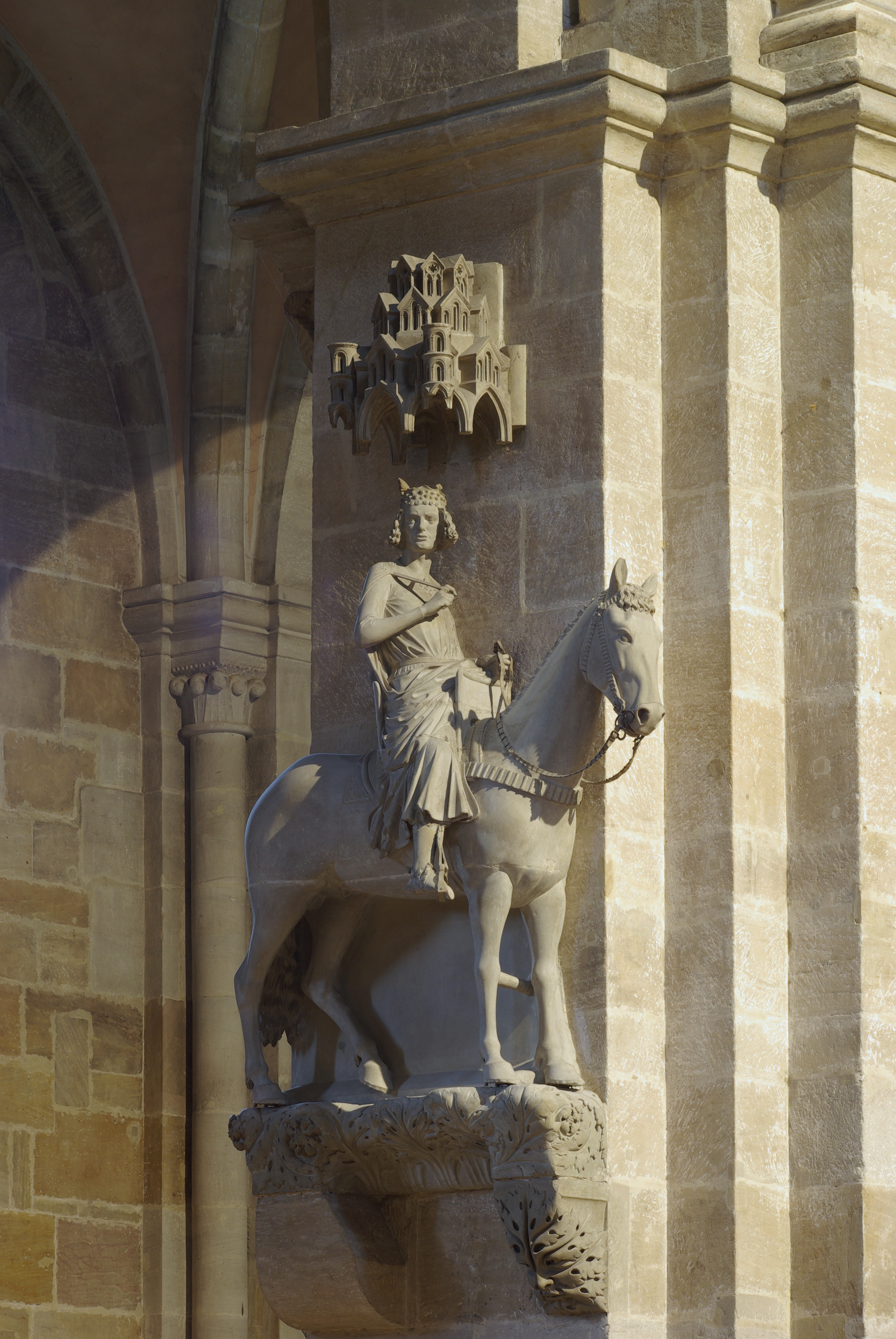
El Jinete de Bamberg en la catedral de Bamberg

En Alemania, el gótico apareció hacia el año 1220 y lo cultivaron escultores formados en Francia. La escultura era aplicada en las fachadas y en general, fue menos rica en detalles que la de los referentes franceses y siempre mantuvo una fuerte influencia del país vecino. Por otra parte, el naturalismo es más visible, quizá porque se mantenían elementos característicos de su propia tradición, desarrollada durante el renacimiento carolingio (siglo VIII) y a través de contactos con el Imperio bizantino. La influencia también podía venir de los manuscritos iluminados de la antigüedad tardía conservados en los monasterios, y de colecciones eclesiásticas que podían haber sido utilizadas como modelos por los escultores. En la catedral de Bamberg (siglo XIII), hay estatuas que pueden ser consideradas verdaderos retratos, como la famosa del Jinete de Bamberg, estatua ecuestre exenta de gran tamaño, el atrevimiento que esto representa técnica e iconográficamente por su independencia de la fachada y la secularización del tema, representa una de las particularidades de la escultura alemana respecto a la realizada en Francia y también se observa lo mismo en varias figuras de la catedral de Naumburg.
Quedó claro que, ya desde finales del siglo XIII, existía una tendencia a aumentar el dramatismo y la humanización de los temas sagrados como se puede observar en la proliferación de escenas, entre otras, de la Danza de la Muerte, los Siete Dolores de María, y la de Cristo y su Pasión. También se realizaron la  Piedad destinadas a la devoción privada. Los mejores ejemplos alemanes de escultura monumental se encuentran en las catedrales de Estrasburgo,  Bamberg, Magdeburgo y  Naumburg.

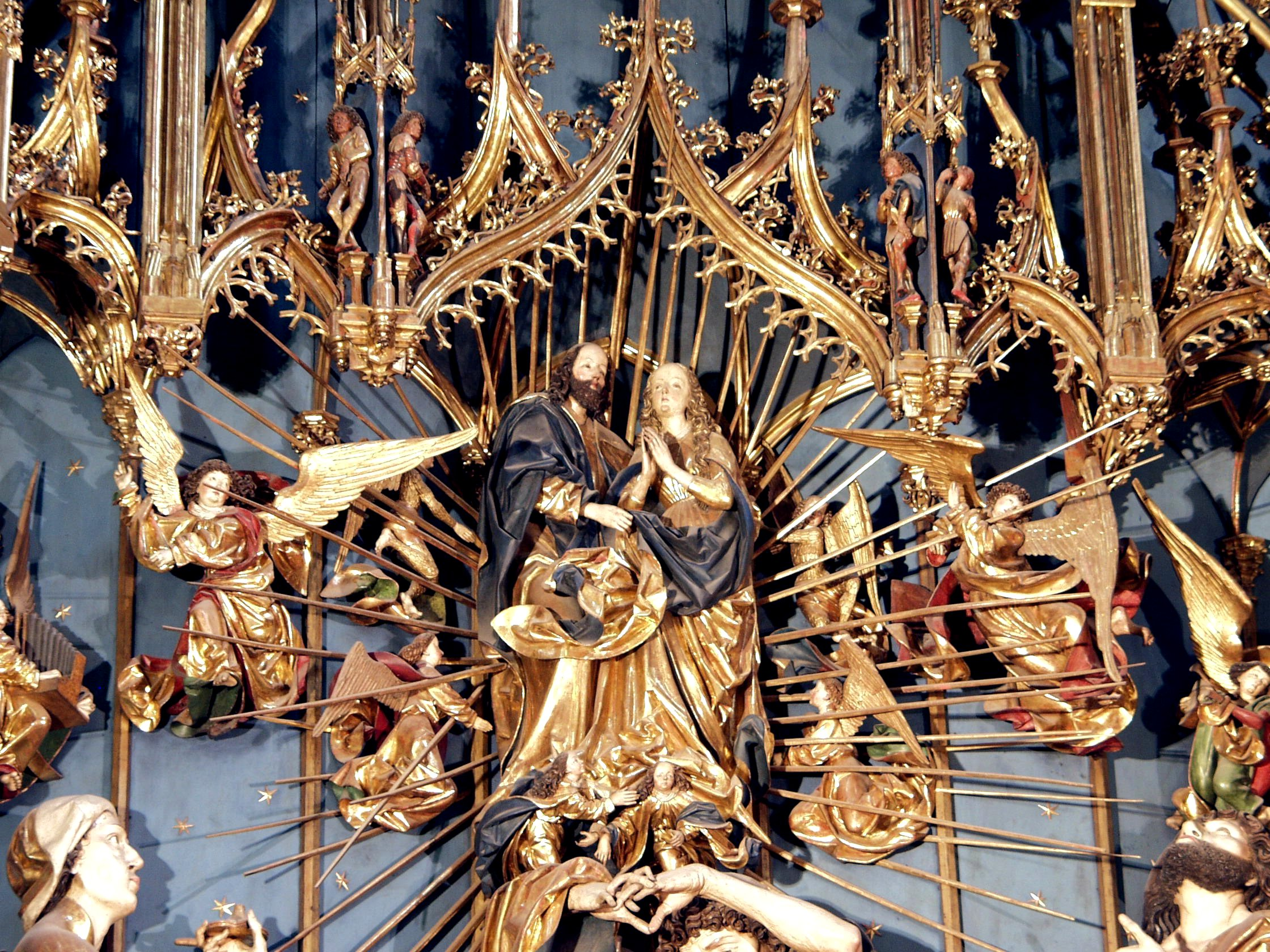
Detalle del retablo mayor de la iglesia de Santa María de Veit Stoss en Cracovia

Durante el gótico internacional se disolvieron las diferencias regionales y el estilo se homogeneizó pero, en general, sin una gran calidad. En cuanto a la caracterización de los personajes, se realizaron estereotipos convencionales que ya no poseían la representación individualizada de la fase anterior. En este momento el gótico alemán solo se diferenciaba del francés en la elección de unos determinados rasgos étnicos más locales cuando se trataba de hacer el diseño de los personajes. Sin embargo, esta misma opción, que al principio resultó ser circunstancial y superficial, más tarde dio origen a un tipo de arte con unas características nacionales inconfundibles. En Alemania, a diferencia de Francia donde se fue abandonando la escultura monumental, continuó cultivándose como se puede observar en iglesias de diversas ciudades como  Colonia, Erfurt, Worms, Ulm, Augsburgo, Würzburg, Núremberg, entre otras. En esta fase, destacan especialmente la realización de pequeñas piezas de devoción privada —en particular de vírgenes—, y las tumbas, con unas efigies que muestran rastros de la caracterización individual. En la época del gótico tardío, las influencias clásica y manierista proveniente de Italia y de Flandes se hicieron más importantes, pero las tendencias típicamente germánicas se afianzaron poderosamente.

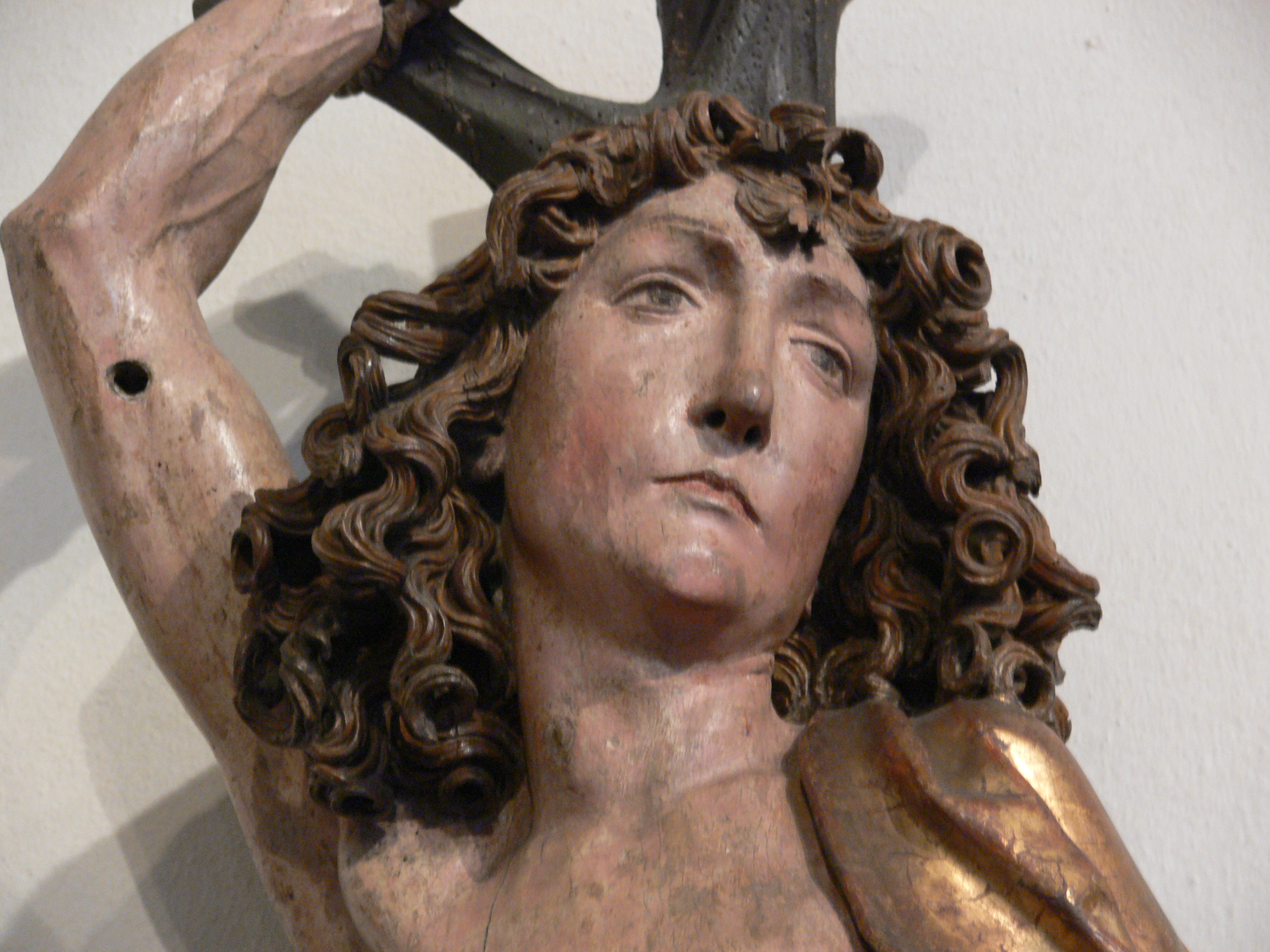
Detalle del San Sebastián de Tilman Riemenschneider

Así, los artistas formulan un realismo, muchas veces brutal y dramático —que no cuenta con una descripción  anatómica exacta pero si con un movimiento extravagante de los cuerpos—, y apuestan por la acumulación de personajes que a menudo aparecen comprimidos dentro de un espacio reducido. Los pliegues de las vestimentas son elaborados y adquieren un valor por sí mismos, sin tener en cuenta los volúmenes de los cuerpos, y hay una decoración con abundancia de accesorios, que a veces se vuelve exhaustiva en detalles. La escuela de Suabia, en particular, se hizo famosa por llegar a una intensidad en el patetismo en sus piezas de devoción. La generalidad de esta producción, a pesar de su virtuosismo evidente, era burguesa, porque los tipos humanos eran populares, sin ningún idealismo, por otra parte, el gusto por la exageración y por lo que es pintoresco, y la parte expresiva, a veces se acercaba a la caricatura. En muchos casos se consiguieron magníficos resultados, y los grandes retablos que se crearon en esta fase final son obras de un gran impacto visual.
Entre los varios maestros que en este periodo destacaron y que trabajaron en varias regiones alemanas, cabe citar a Tilman Riemenschneider, Michael Pacher, Bernt Notke, Veit Stoss y Adam Kraft. La escuela gótica alemana fue, después de la francesa, la más importante por lo que hace a la irradiación del estilo al resto de Europa. Muchos de sus artistas viajaron por todo el continente, dejando obras en Polonia, República Checa, Inglaterra, Suecia, Dinamarca y otros países.

## Inglaterra

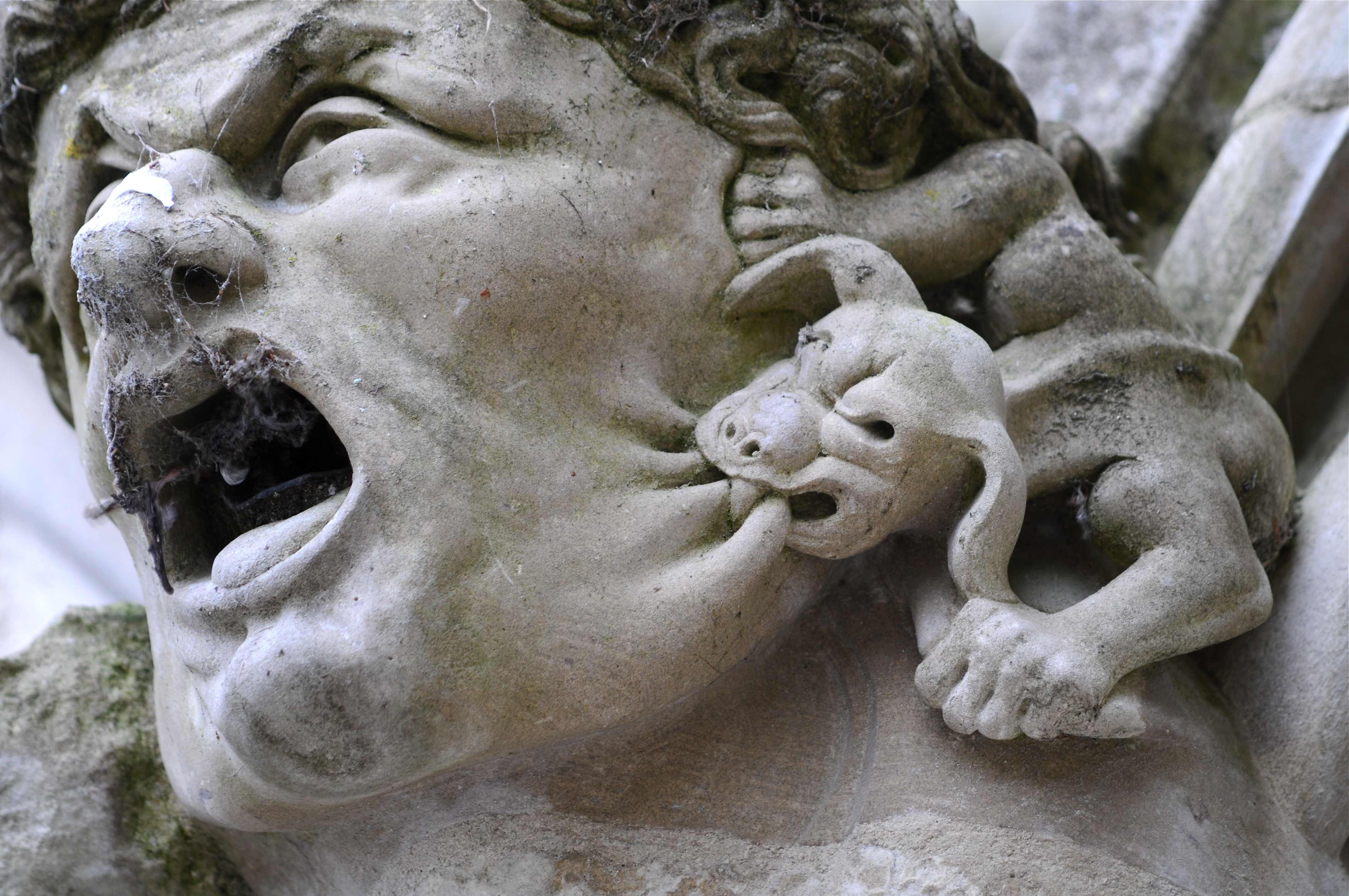
Escultura en la catedral de Salisbury, Inglaterra

En Inglaterra el gótico se desarrolló poco después de Francia, pero aquí el concepto de la portada nunca se implantó como una norma y aparece en pocas ocasiones, como la catedral de Rochester, pero con una presentación más simplificada. Por el contrario, la escultura gótica inglesa se centró en otras áreas del edificio, como se ve en la catedral de Wells; se encuentra en las hornacinas de la fachada y en varios lugares del interior, como el coro y en las salas capitulares. Su calidad es comparable a la escultura francesa.
Entre los siglos XIV y XV la estatuaria de las fachadas había desaparecido casi por completo y en su lugar, las preferencias se decantaban por la decoración abstracta o los motivos vegetales. Llegaron artistas alemanes y flamencos que trabajaron en el país y los intereses artísticos se desplazaron hacia otros tipos de escultura como la funeraria, destacando la tumba de Eduardo II de Inglaterra y otras realizadas en la Abadía de Westminster. Ya en las etapas finales, se consolidó una escultura de reintegración con la arquitectura —nuevamente en el interior, en las capillas y en los paneles del coro—, donde las imágenes están enmarcadas con una rica ornamentación de formas arquitectónicas. La capilla de Enrique VII, en la abadía de Westminster, es el ejemplo más importante de este género.
Las obras más originales de la escultura gótica inglesa se produjeron en la realización de monumentos. Algunos, los más antiguos, no presentan la imagen yacente de los difuntos, sino como un héroe abatido en combate en actitudes retorcidas y en el momento de exhalar el último suspiro, otros en la transición entre el gótico internacional y el gótico tardío, los muestran como cadáveres en descomposición, con un realismo casi repugnante, que nos recuerda la fugacidad de las cosas mundanas. En toda Inglaterra, también se produjo mucha estatuaria de devoción, con características de una gran riqueza plástica, pero la destrucción masiva que imperó cuando Enrique VIII rompió con Roma y fundó la Iglesia de Inglaterra, ha conseguido perjudicar que se pueda estudiar bien la evolución artística y su cronología. Sin embargo, hay algunas piezas que fueron exportadas a los países escandinavos y donde han sobrevivido; su análisis permite sugerir que la influencia francesa siempre fue muy importante.

## Escandinavia y los Países Bajos

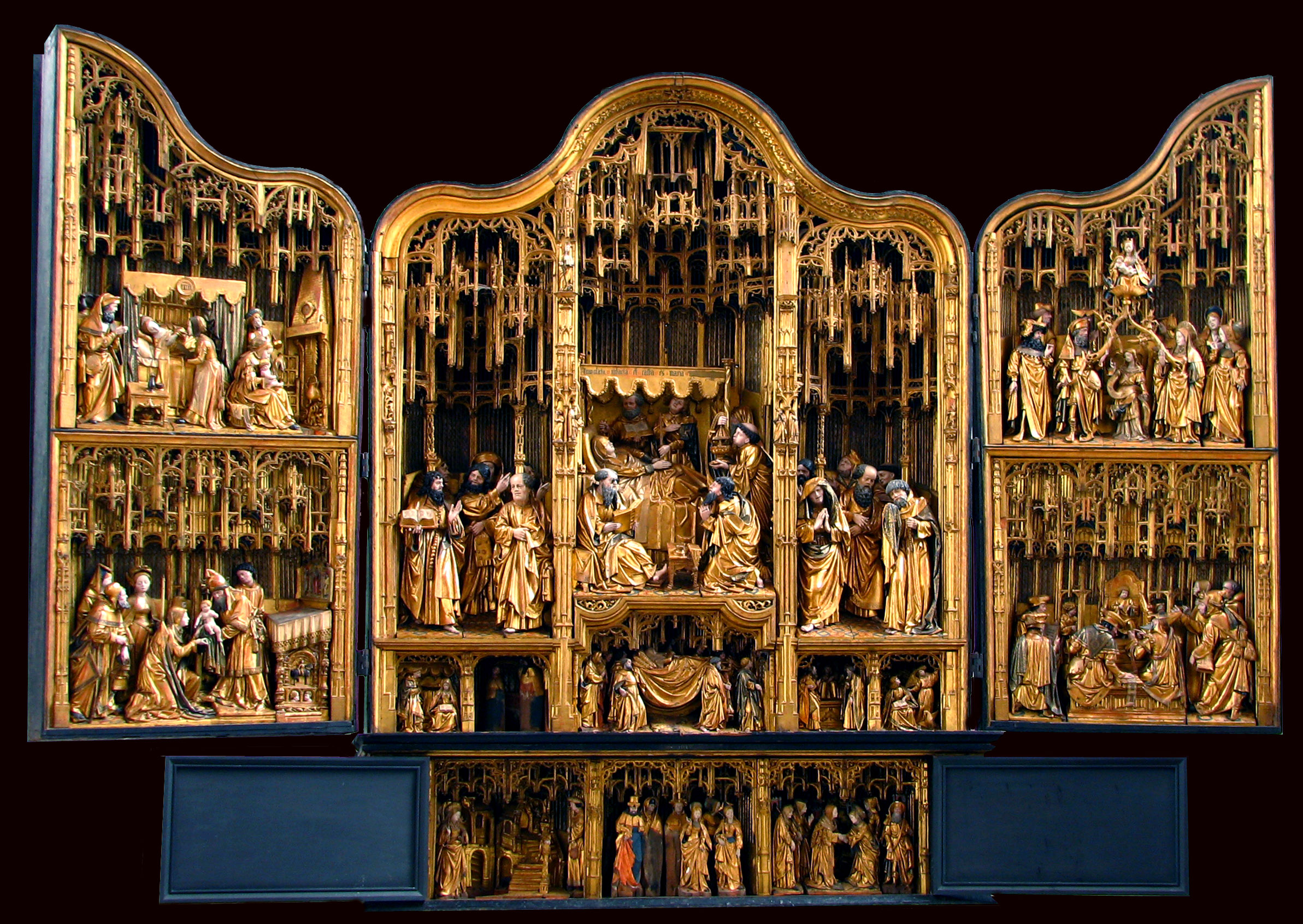
Retablo en la iglesia de Santa María de Lübeck

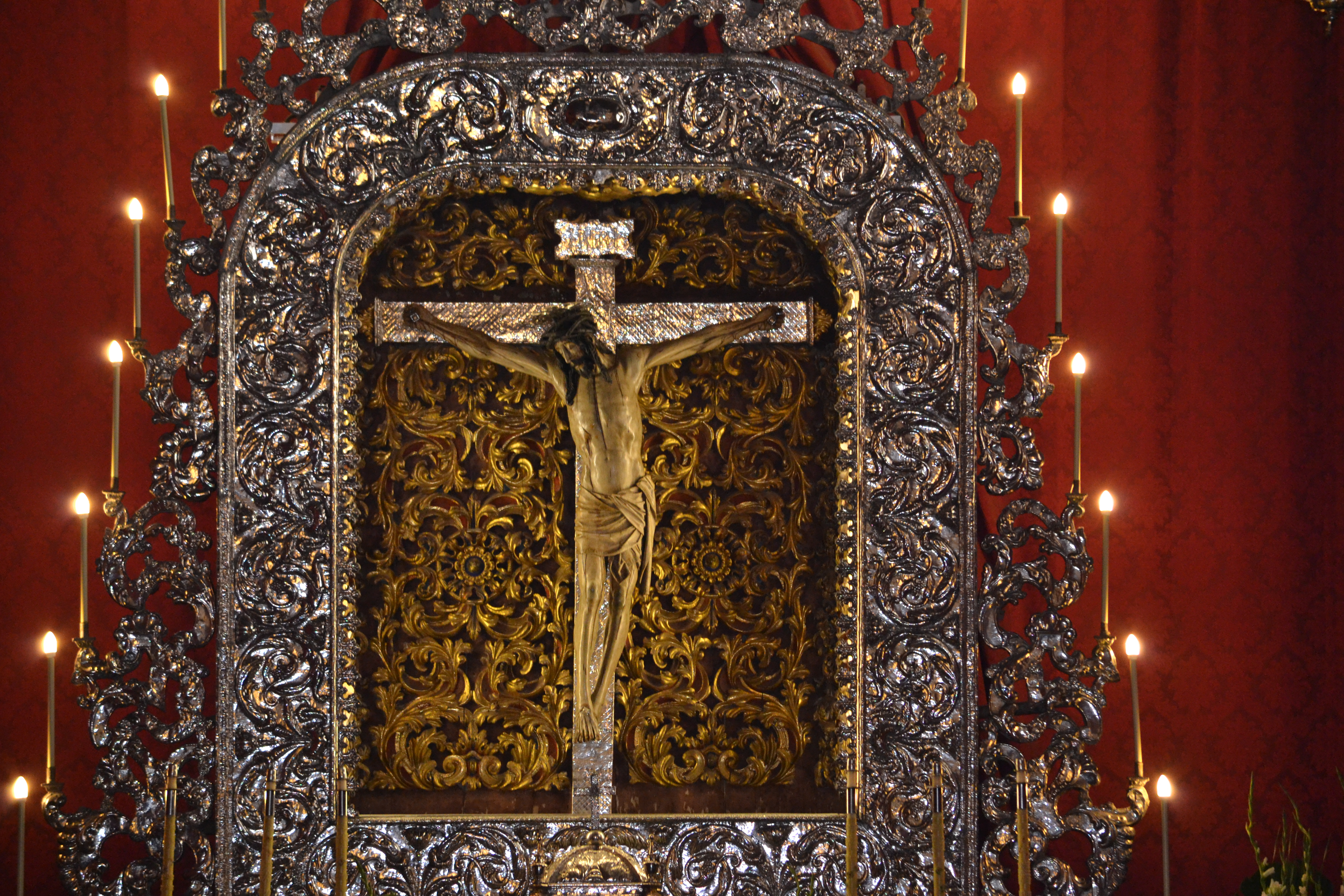
Imagen del Santísimo Cristo de La Laguna (Tenerife, España) proveniente de Flandes y datado entre 1510-1514

En el caso de Escandinavia el gótico penetró procedente de diversos países-Francia, Gran Bretaña y Alemania-, fundamentalmente a partir del siglo XIII. La escultura producida en varias escuelas de la región presenta una gran variedad y mucha vitalidad. Hay muy buenas obras de marfil, y la madera fue el material donde se realizó las piezas más interesantes, destacando los crucifijos monumentales que hay en Gotland y otras ciudades. Varias catedrales fueron construidas con estatuas importantes, como la de Upsala, Skara y Trondheim. Entre los siglos XIV y XV el comercio se intensificó entre los miembros de la Liga Hanseática; esta etapa de la escultura escandinava quedó bajo el dominio y la influencia de la escuela de Lübeck.
En las primeras fases del gótico parece que la escultura en los Países Bajos fue poco significativa, lo que se produjo derivaba de Francia y de Renania. La Reforma protestante hizo mucho daño y, además, durante la Primera Guerra Mundial desaparecieron muchos monumentos, por lo que no hay suficiente información sobre la escultura realizada. Sin embargo, en el siglo XIV se desarrolló una importante escuela en Tournai y el impacto de los maestros flamencos se hizo sentir en la escultura de Inglaterra, Francia y Alemania; se puede considerar que este periodo fue un poco más interesante que el anterior. La escuela de Tournai dejó su mejor representación en la escultura funeraria, siguiendo una estética a la vez austera y naturalista. Finalmente, en el siglo XV, los flamencos se convirtieron en un referente que influyeron en todo el arte europeo, con artistas de la talla de Claus Sluter, Jean de Lieja, Jacques de Baerze y muchos otros, que llevaron su arte a otros países. Este gran grupo de creadores trabajó también la piedra, pero sus obras más importantes pertenecen al género del retablo en madera  policromada, con la realización figuras dinámicas con una tendencia al dramatismo.

## Península ibérica

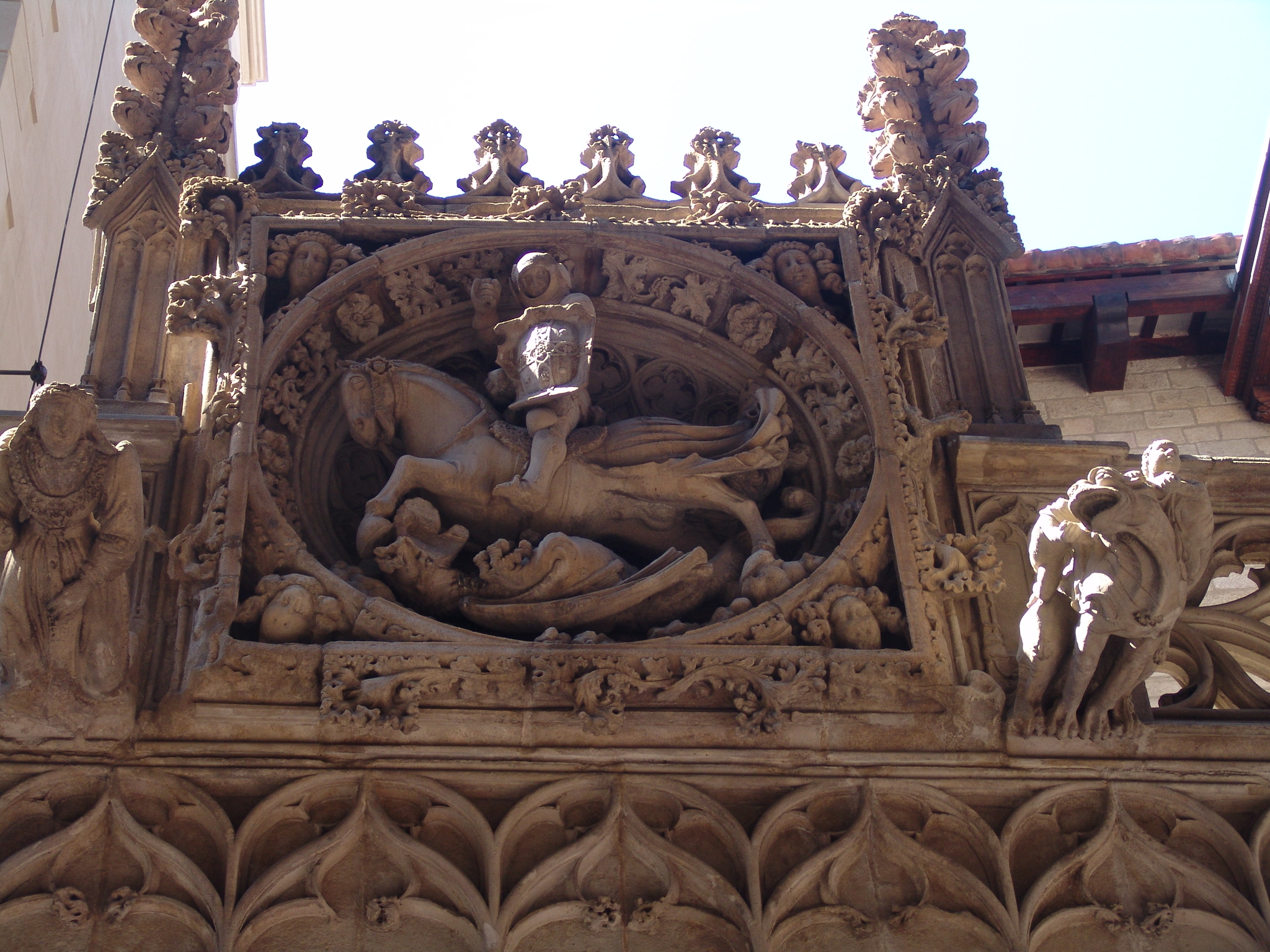
El célebre Sant Jordi (San Jorge), de Pere Johan, hacia 1420. Palacio de la Generalidad de Cataluña, Barcelona

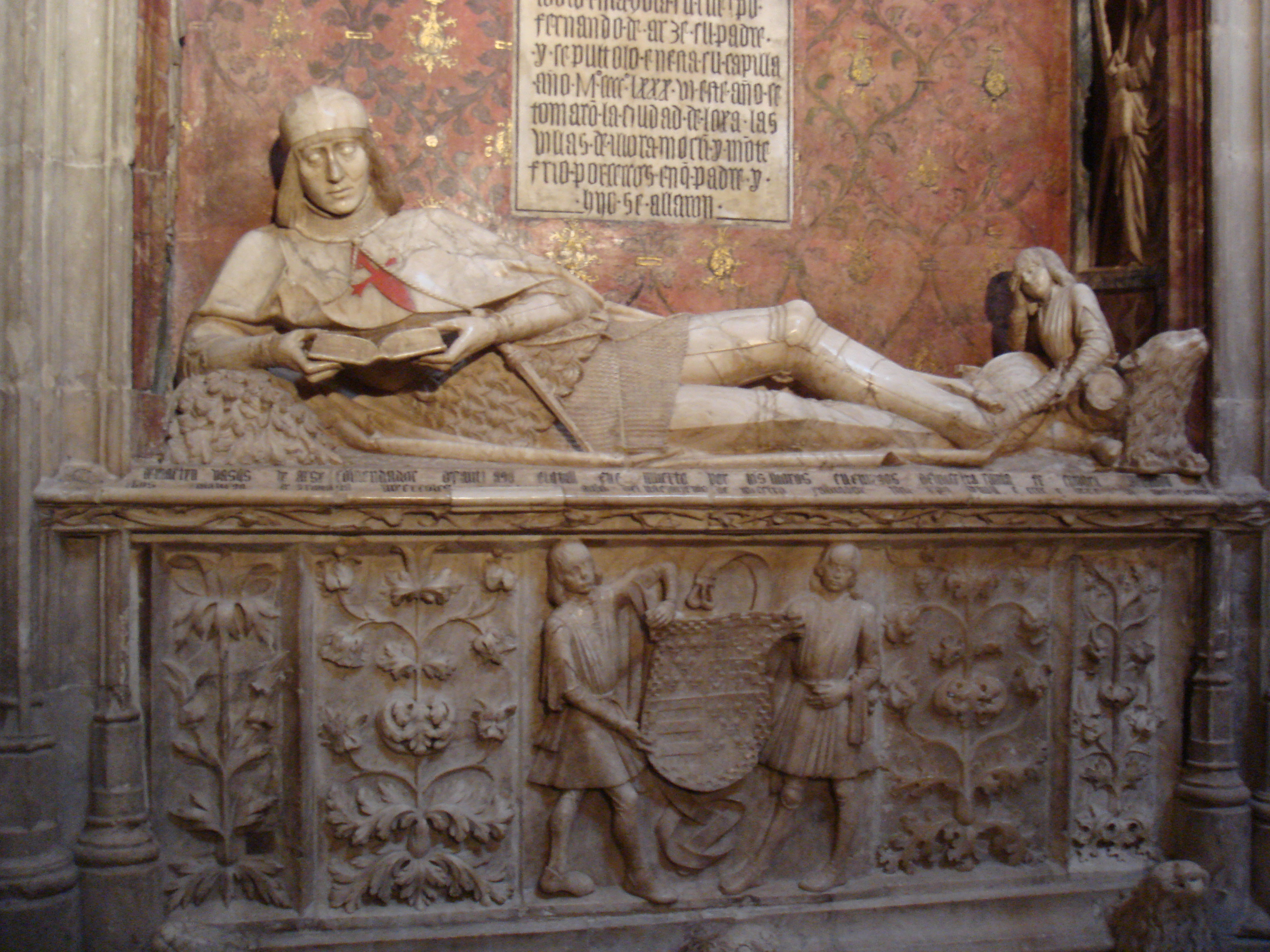
Tumba de Martín Vázquez de Arce, El Doncel de Sigüenza, catedral de Sigüenza, taller de Sebastián de Almonacid, hacia 1486

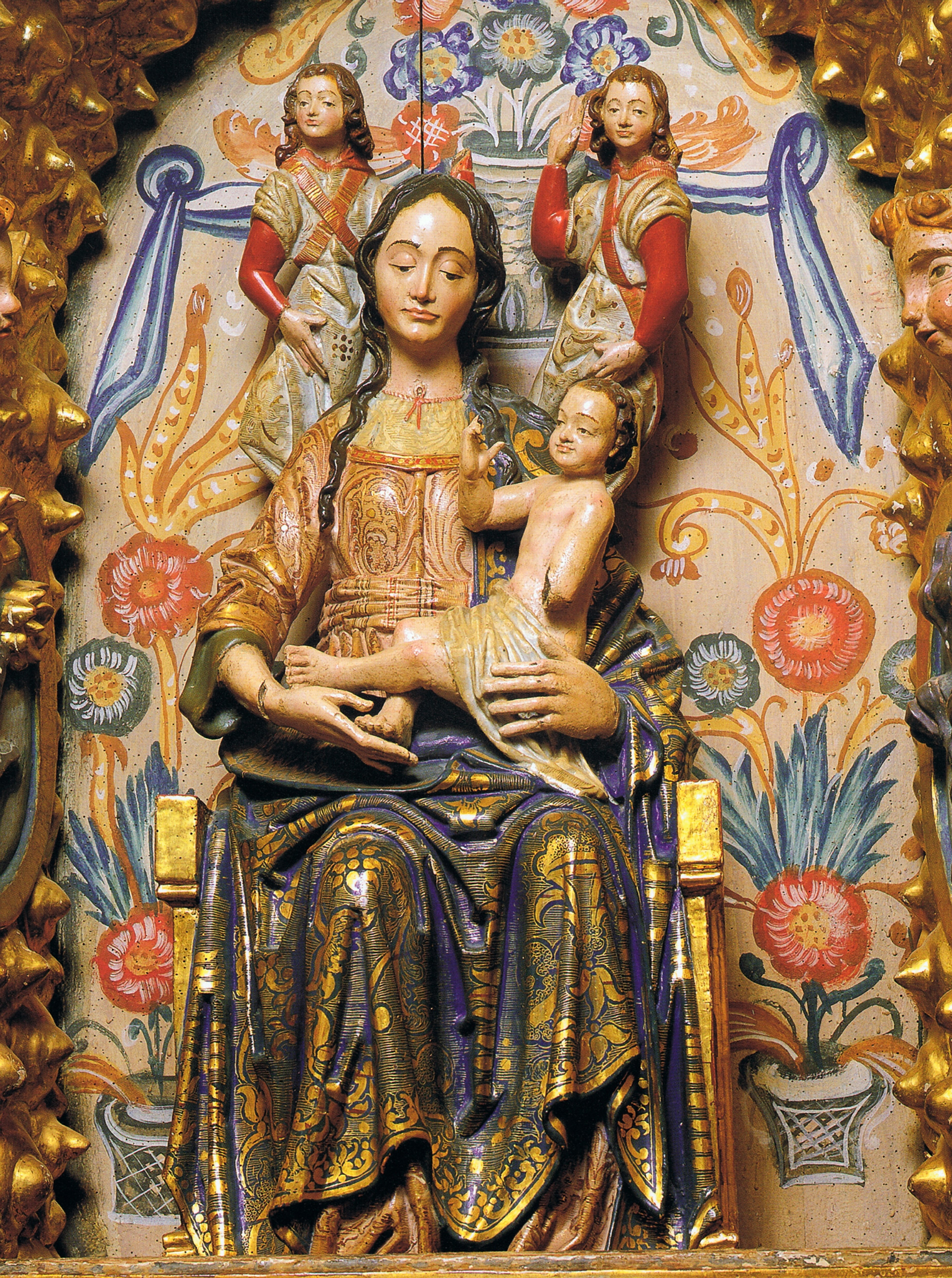
Virgen de los Ángeles, c.1500 de Alejo de Vahía. Villafrechós, (Valladolid)

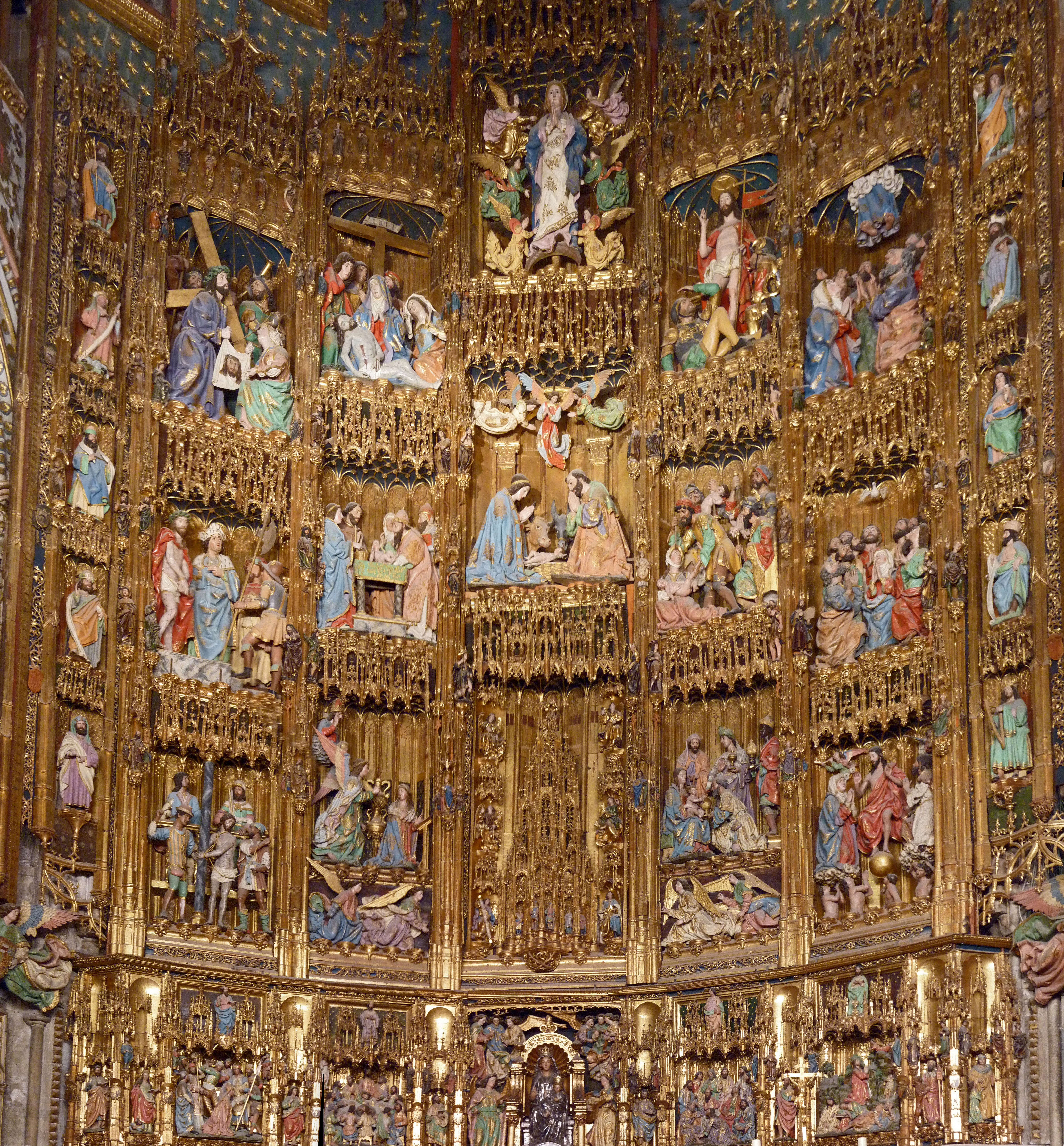
Retablo mayor de la catedral de Toledo (1497-1504). Entre los arquitectos, pintores y escultores que intervinieron por encargo del Cardenal Cisneros en esta obra maestra colectiva, de la escultura gótica, estuvieron: Enrique Egas y Pedro Gumiel (diseño); Francisco de Amberes y Juan de Borgoña (estofado y policromía); Rodrigo Alemán, Felipe Vigarni, Diego Copín de Holanda y Sebastián de Almonacid (imaginería); y Petit Juan (entallado y filigranas)

En la península ibérica, la transición del románico es bien visible en el Pórtico de la Gloria de la catedral de Santiago de Compostela, una obra que aún conserva vestigios de su policromía. Durante la evolución inicial del gótico ibérico, la influencia del gótico francés fue dominante y aunque en general, los resultados fueran menos prolíficos que en Francia, adquirió unas características muy singulares: una asimilación de las influencias árabes, una tendencia recurrente al arcaísmo y el gusto por una decoración floral exuberante. Estuvo vinculado al entorno arquitectónico y los monumentos funerarios se fueron haciendo cada vez más aparatosos.  Ejemplos significativos de un gótico en su plenitud se pueden observar en las catedrales de Burgos y de León, que se encontraban en los caminos de peregrinación de la época y fueron decoradas con una estatuaria importante. La política de acercamiento con Francia se reflejaba en el matrimonio de Luis VIII con Blanca de Castilla, hija del rey Fernando III el Santo, este hecho y el que el obispo de Burgos Mauricio había pasado en París años de estudio y conocía la nueva arquitectura y escultura que se practicaba en Francia, propició la venida de artistas galos procedentes de Reims y Amiens, cuando empezaron la reconstrucción de las catedrales de Burgos y León.
A lo largo del siglo XIII, el resto de los reinos cristianos españoles, se mantuvieron más o menos ajenos al gótico y las iglesias siguieron utilizando el estilo románico. Se importaron muchas piezas de dimensiones pequeñas del estilo gótico francés destinadas a la devoción privada y se tiene noticia que varios artistas franceses trabajaron por diversos lugares de la península realizando este tipo de obras. Obras de finales del siglo XIII fueron la Virgen del mainel de la catedral de Tarragona y el apostolado de la misma puerta. En el siglo XIV, el estilo francés ya se había instalado por completo en centros de escultura monumental de Navarra y la Corona de Aragón. De esta fase son buenos ejemplos las catedrales de Barcelona, Pamplona y Zaragoza. Al mismo tiempo, la escultura se aplicó de manera diversa en otros espacios, como tumbas, coros y edificios civiles. De la primera década, se pueden citar los sepulcros de Pedro III de Aragón, Jaime II y de su esposa Blanca de en el monasterio de Santes Creus. Otro artista de la época fue Jaime Cascalls que trabajó en diversas obras del monasterio de Poblet y realizó la escultura exenta del rey Pedro IV de la catedral de Gerona. Del escultor Pere Moragues es el sepulcro del obispo Lope Fernández de Luna de la Seo de Zaragoza.
- Monumentos funerarios  góticos

"[[Monumentos
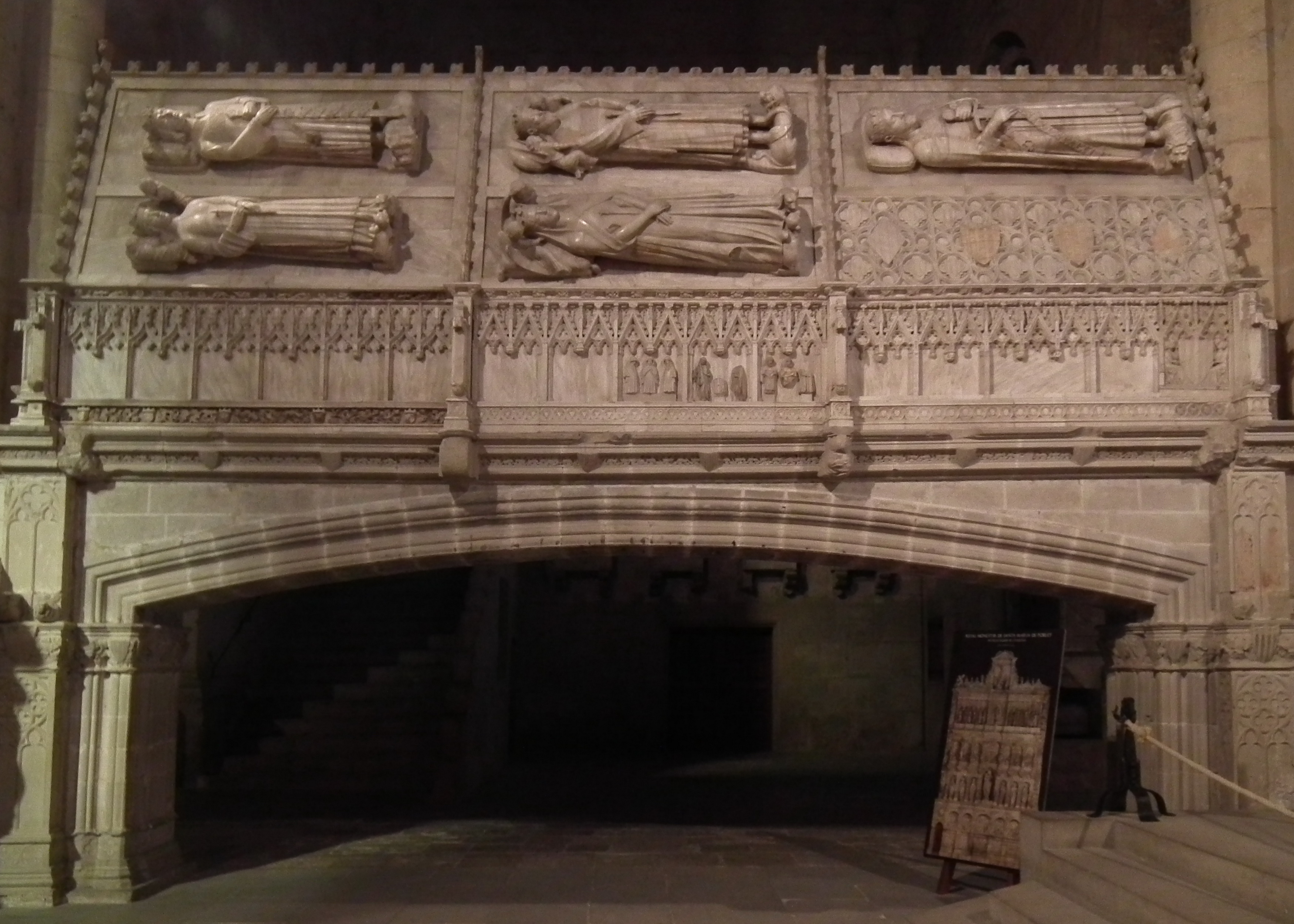
Sepulcros reales del monasterio de Poblet (1359-1382)
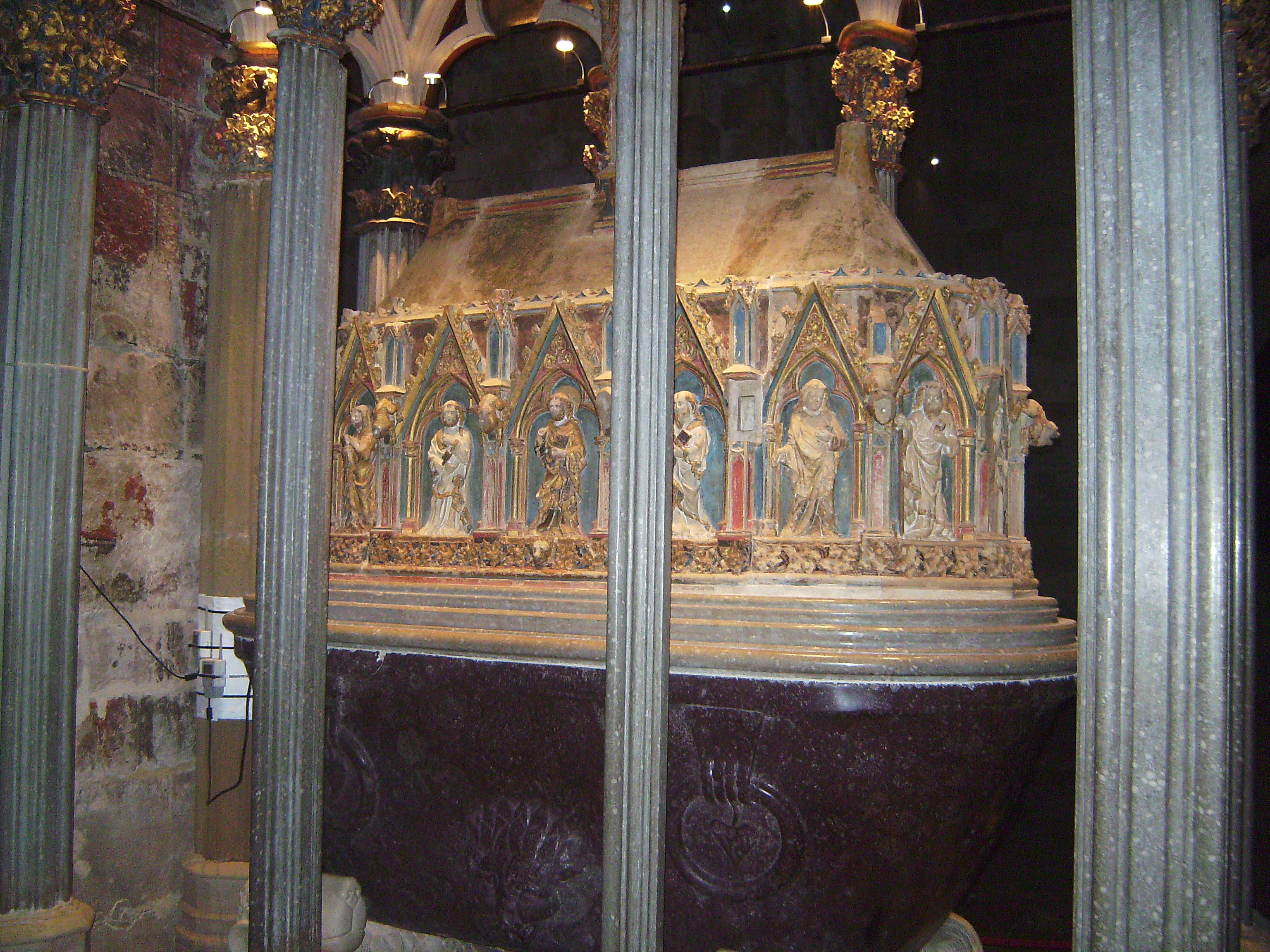
Sepulcro del rey Pedro III  (monasterio de Santes Creus)
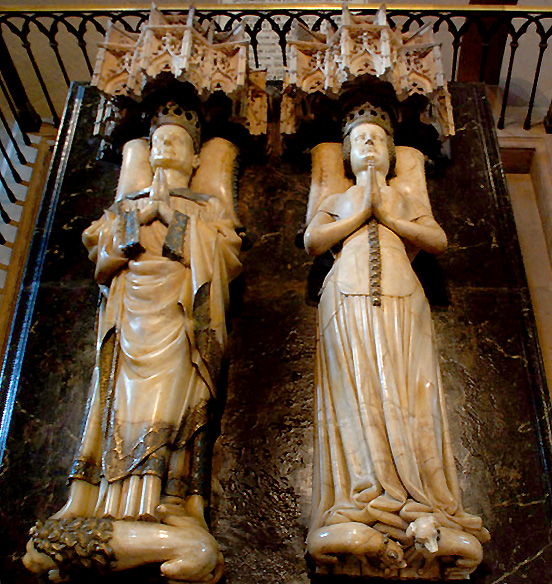
Sepulcro de Carlos III de Navarra (1413-1419) de Janin Lomme (catedral de Pamplona)
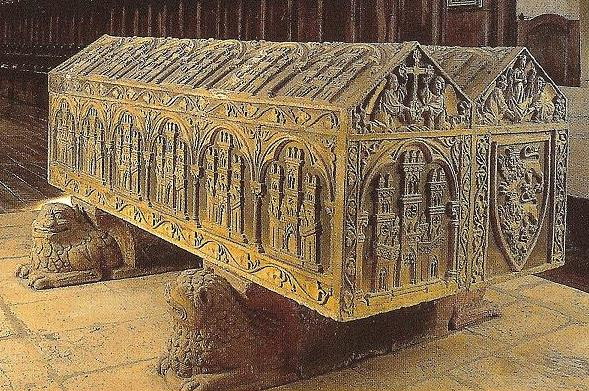
Sepulcro de Alfonso VIII, rey de Castilla (Monasterio de Santa María la Real de Las Huelgas)
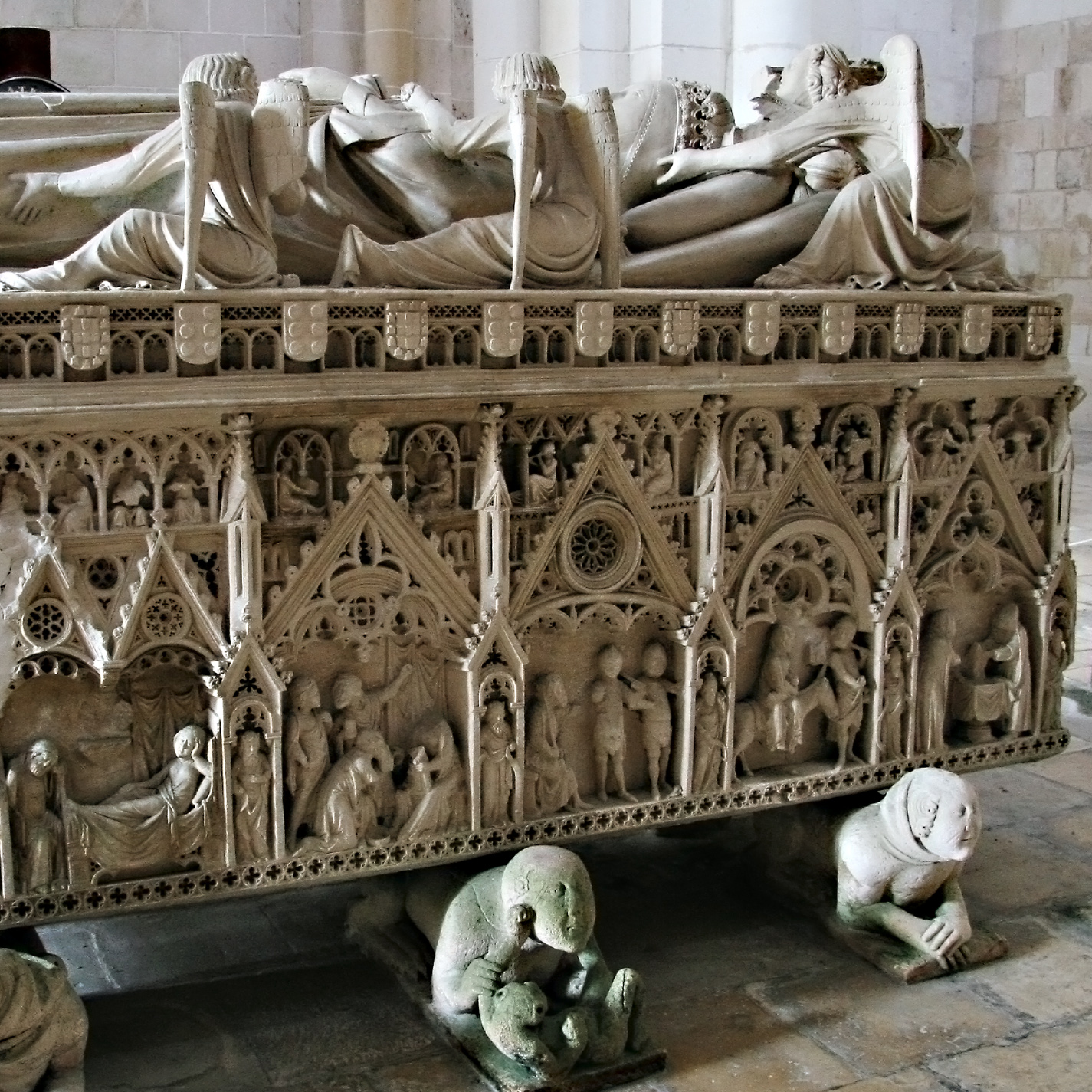
Detalle de la tumba de Inés de Castro en Alcobaza]]

A partir del siglo XV, llegó la influencia del arte flamenco y alemán, influencia que se mantuvieron hasta la llegada del clasicismo renacentista durante el reinado de Carlos I, ya en el siglo XVI. En ese momento, fue disminuyendo el interés por la decoración monumental, como en otros lugares de Europa, y proliferaron los retablos y las obras portátiles. Los últimos ejemplos de grandes estatuas de fachada gótica se encuentran en la catedral de Oviedo y en la de Sevilla y, en algunas partes de la catedral de Toledo. Jean de Valenciennes realizó la puerta del Mirador de la catedral de Palma, en su taller se formó Guillem Sagrera que realizó para la misma puerta las figuras de san Pedro y de san Pablo.
El influjo del gótico internacional se hizo patente en la obra de Pere Johan, que entre otras realizó el Sant Jordi (San Jorge) para el palacio de la Generalidad de Cataluña, el retablo mayor de la catedral de Tarragona y el bancal de la Seo de Zaragoza. La pervivencia del estilo gótico es mayor que en otros países, como puede comprobarse al comparar dos ejemplos de escultura funeraria: el famoso Doncel de la catedral de Sigüenza (aún gótico) y el sepulcro de los Reyes Católicos en la catedral de Granada (ya renacentista). Incluso hasta el comienzo del siglo XVI puede considerarse gótico el estilo proveniente del norte de Europa (Alemania y Flandes) de las sillerías del coro de las catedrales de Ciudad Rodrigo, de Toledo y Nueva de Plasencia, debidas a Rodrigo Alemán.
En la Corona de Castilla fue más habitual que triunfaran escultores del norte de Europa (Lorenzo Mercadante, Gil de Siloé o Felipe Bigarny), predominando la influencia flamenca, de modo que se ha podido definir un estilo denominado hispanoflamenco. La escultura comenzó a independizarse de la arquitectura con la consolidación y expansión del retablo y las obras portátiles. Un lugar destacado ocupó la familia Egas o Cueman, artífice de la transición del gótico al renacimiento en el centro peninsular con Juan Guas y Sebastián de Almonacid, responsable quizá del Doncel de la catedral de Sigüenza —o alguien vinculado a su taller de Guadalajara—. En el reino de Navarra destacó Janin Lomme de Tournai.
Vasco de la Zarza, discípulo de Domenico Fancelli el autor del sepulcro de los Reyes Católicos, ya puede considerarse plenamente renacentista. En la transición al siglo XVI, apareció una escuela ecléctica llamada plateresco, que desarrolló un estilo decorativo en las fachadas con estatuas enmarcadas por una abundante y compleja ornamentación geométrica y vegetal. Lo mismo sucedió con los retablos platerescos, la riqueza y sofisticación de los cuales sobrepasan los del norte de Europa de la misma etapa: su apariencia es claramente diferente. Uno de los autores más notables en la realización de retablos fue Gil de Siloé, y Alejo de Vahía que destacó en la ejecución de imágenes independientes de grandes dimensiones.
Portugal tuvo su inicio del gótico hacia el 1250, pero la escultura no fue el arte más favorecido. Los principales ejemplos se concretan en algunas tumbas de la nobleza, entre ellas las del rey Pedro I de Portugal e Inés de Castro que se encuentran en el monasterio de Alcobaza. Los centros de producción más importantes fueron Coímbra, Lisboa, Santarém y Évora. Entre finales del siglo XV y XVI, se desarrolló el estilo manuelino, una derivación del gótico que incorporaba elementos clásicos. Su principal monumento es el Monasterio de los Jerónimos de Belém en Lisboa, con un portal diseñado por Juan de Castillo, ricamente decorado con estatuas y varios ornamentos.

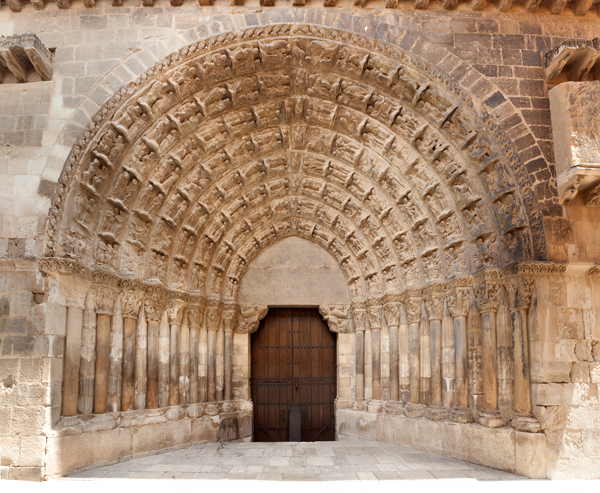
Portada del Juicio de la catedral de Tudela.
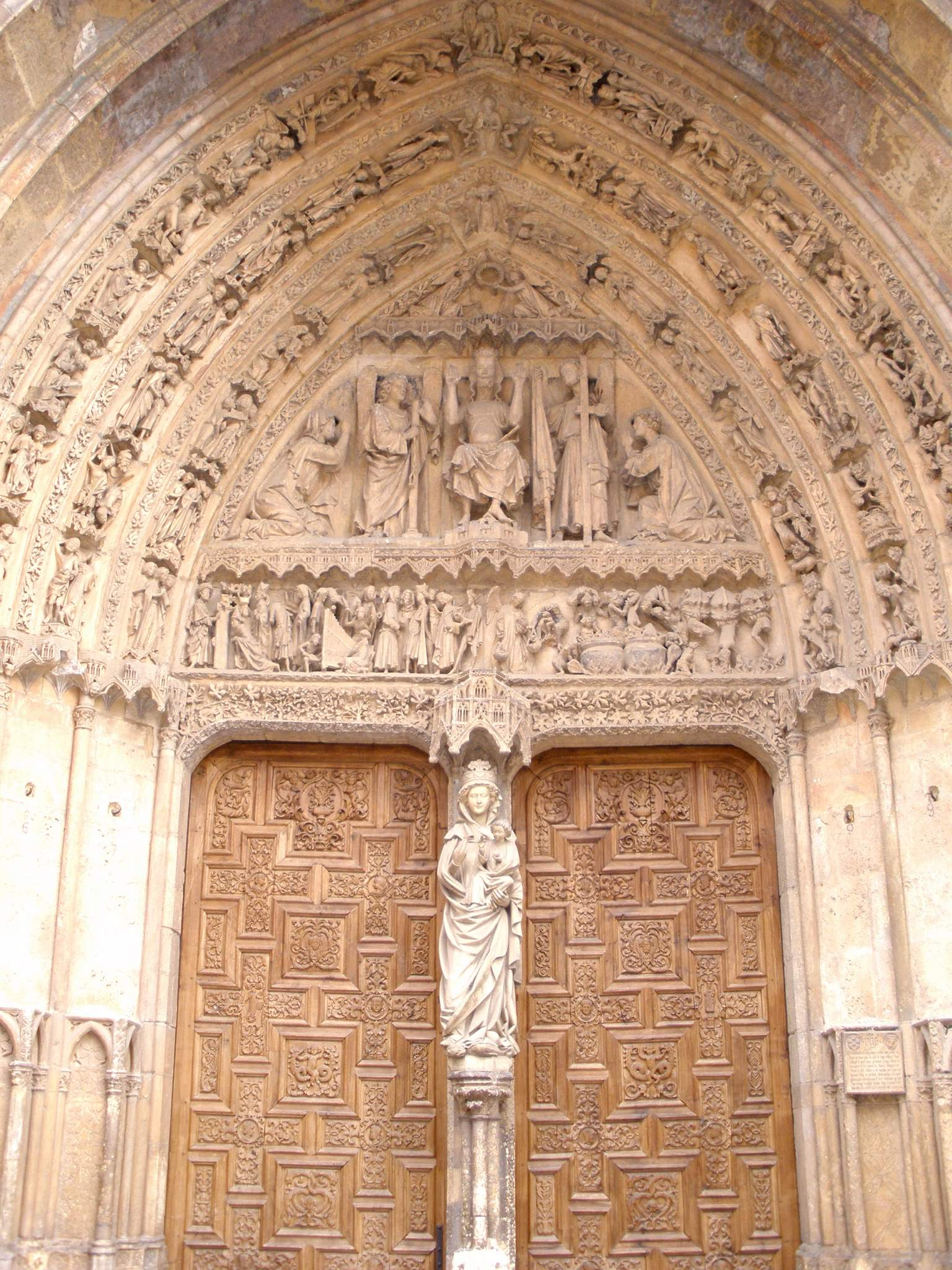
Portada de la Virgen Blanca de la fachada occidental de la catedral de León.
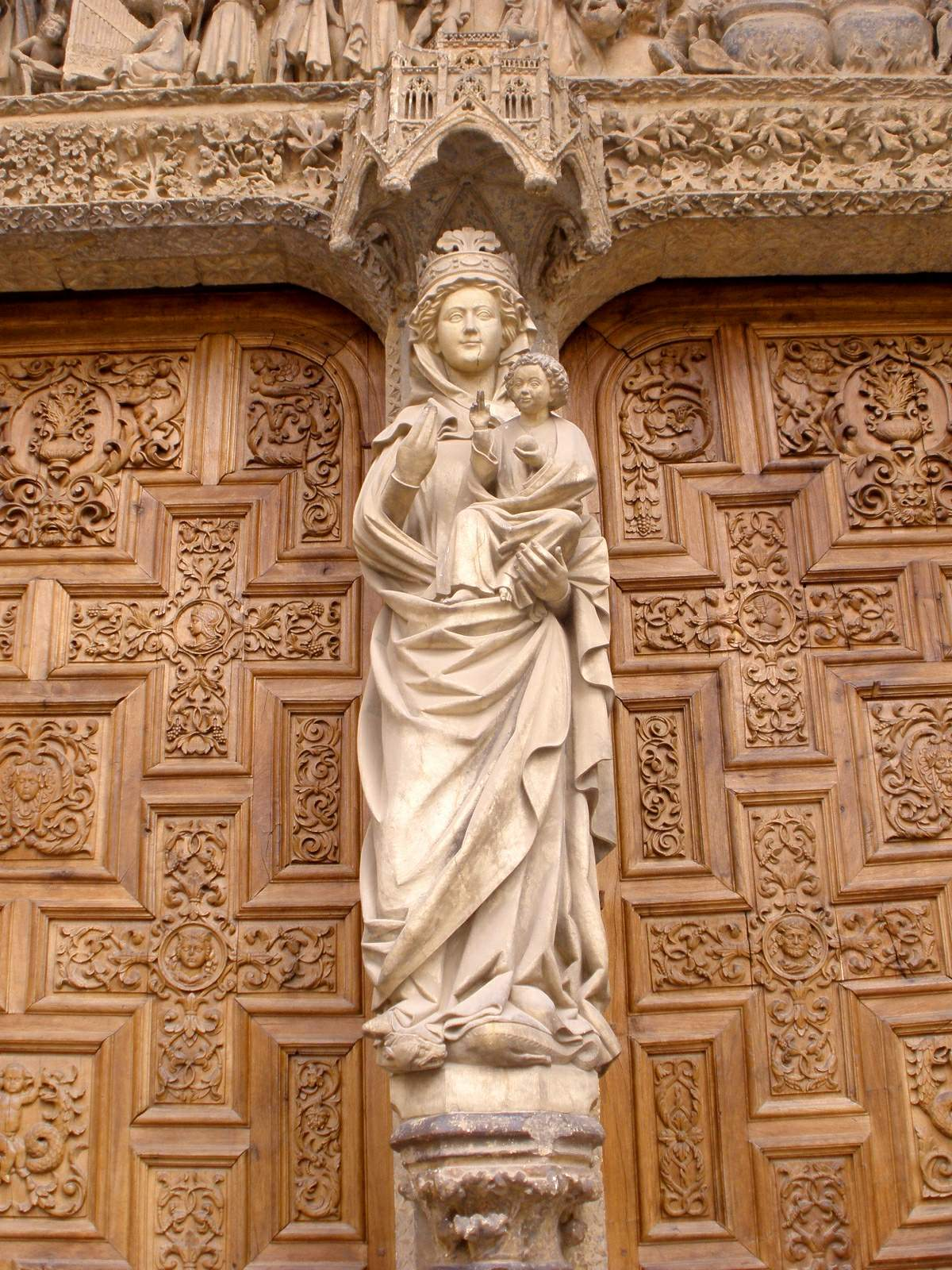
Virgen Blanca del parteluz de la portada de la Virgen Blanca
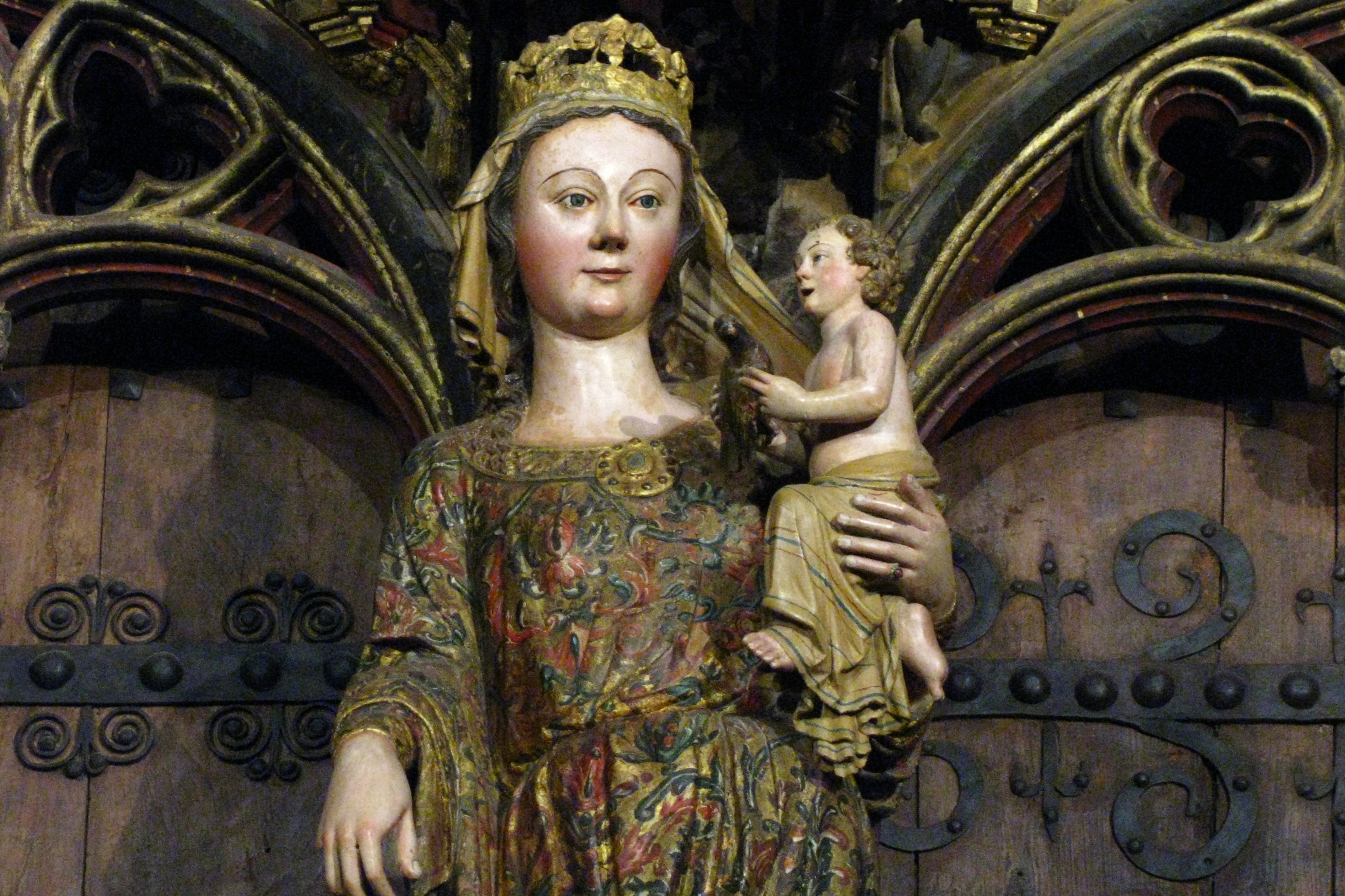
Virgen de los Reyes en el pórtico de la iglesia de Santa María de los Reyes (Laguardia), siglo XIV. Es de los pocos policromados que se conservan.
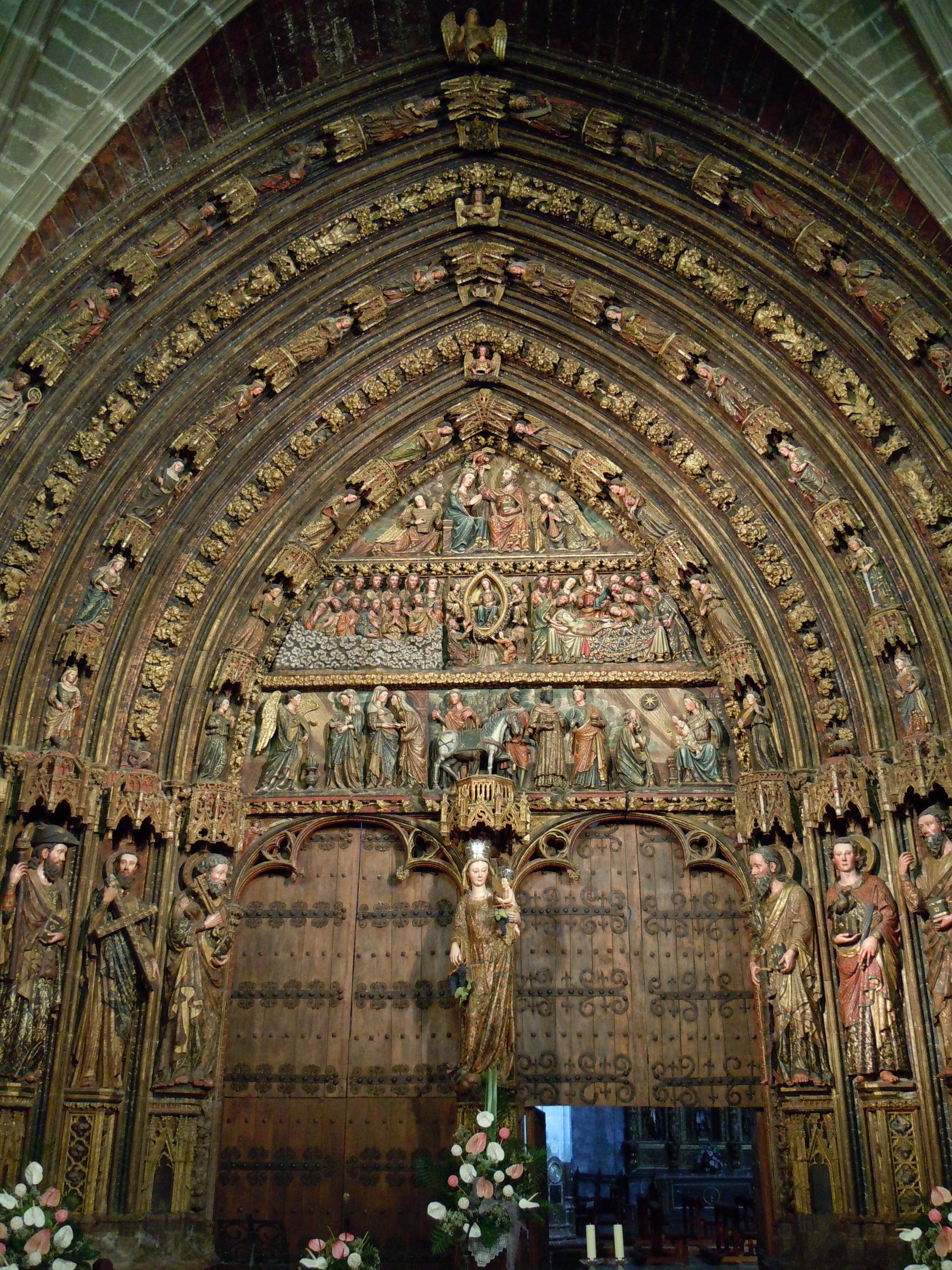
Vista general del pórtico de Laguardia.
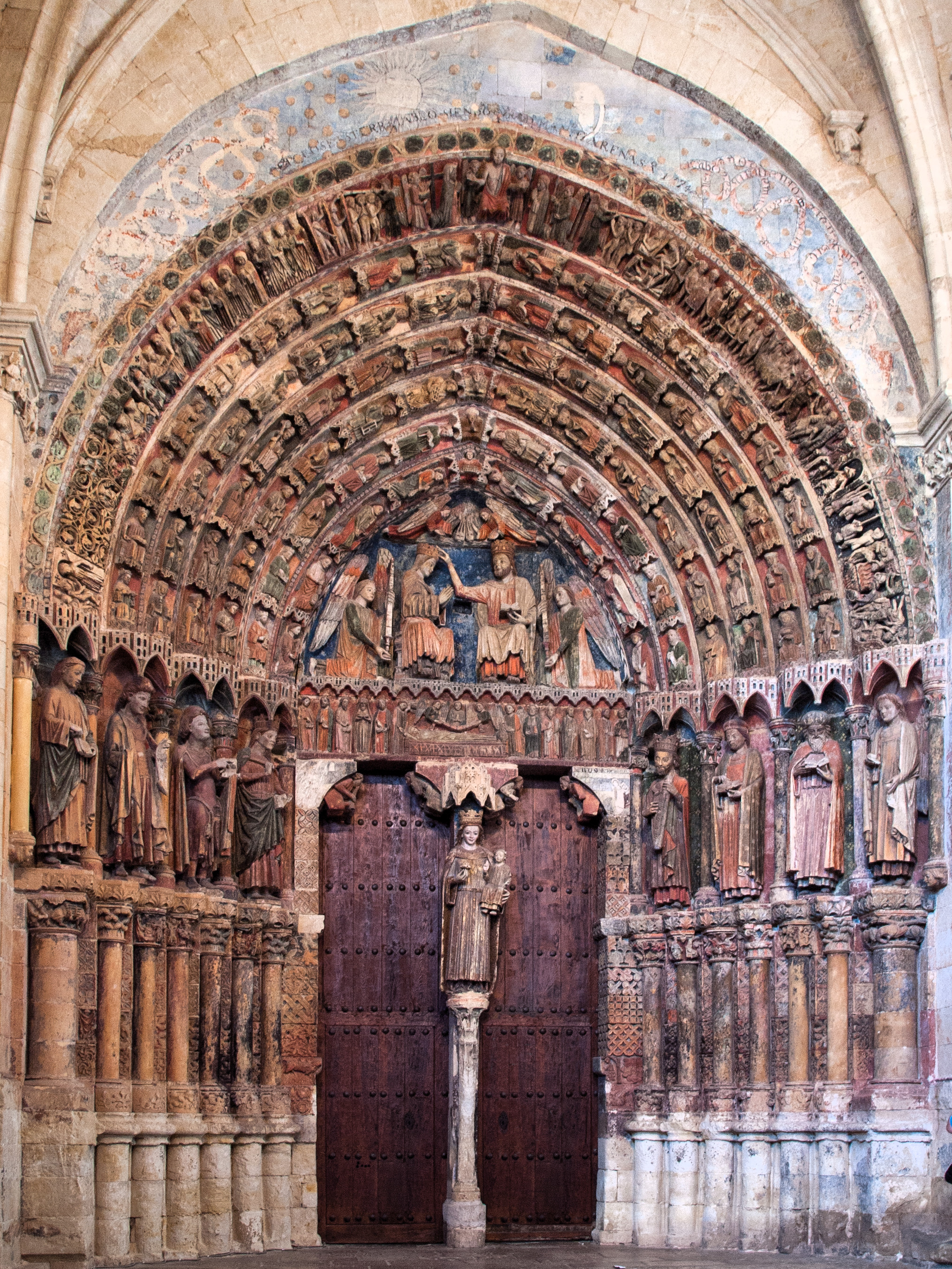
Pórtico de la Majestad (ca. 1290) de la colegiata de Toro
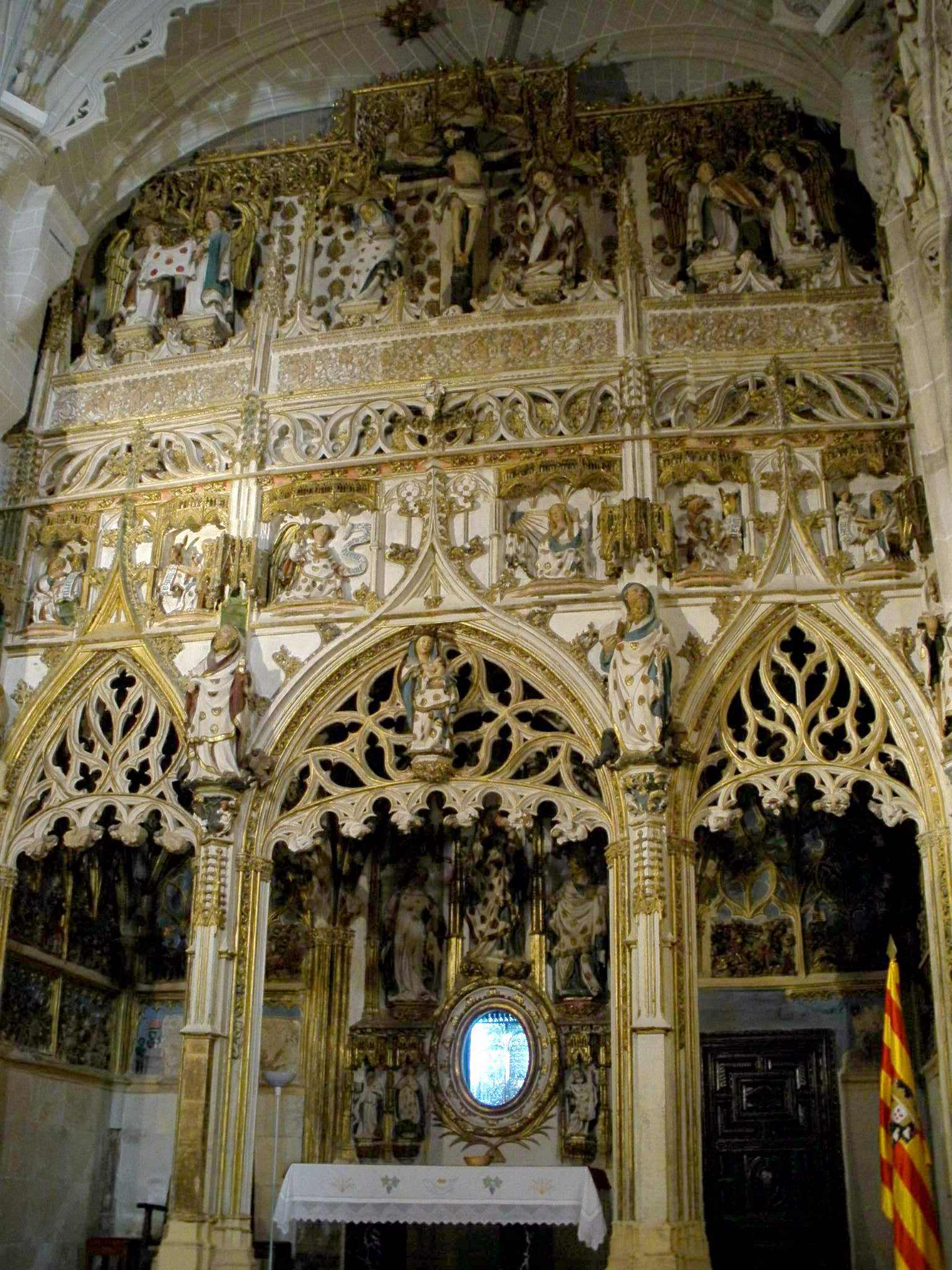
Capilla de los Corporales en la colegiata de Daroca, de Juan de la Huerta, ca. 1460.

- Retablos góticos

"Retablos
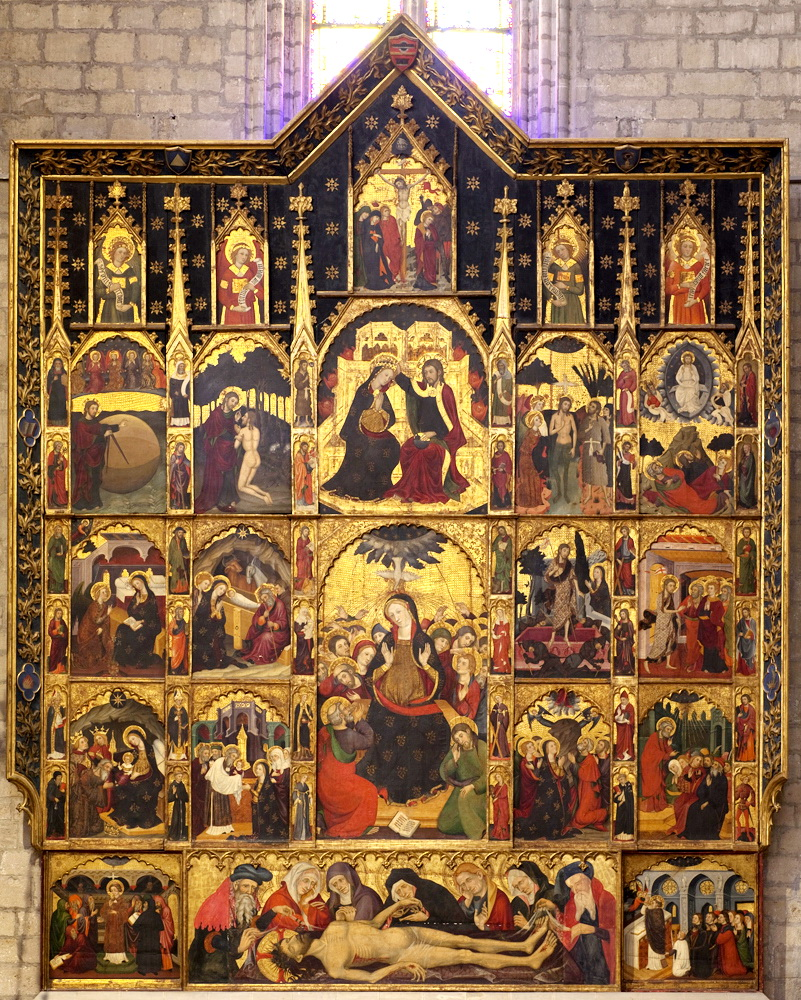
Retablo del Espíritu Santo (1394) de Pere Serra, altar mayor de la basílica de Santa María de Manresa
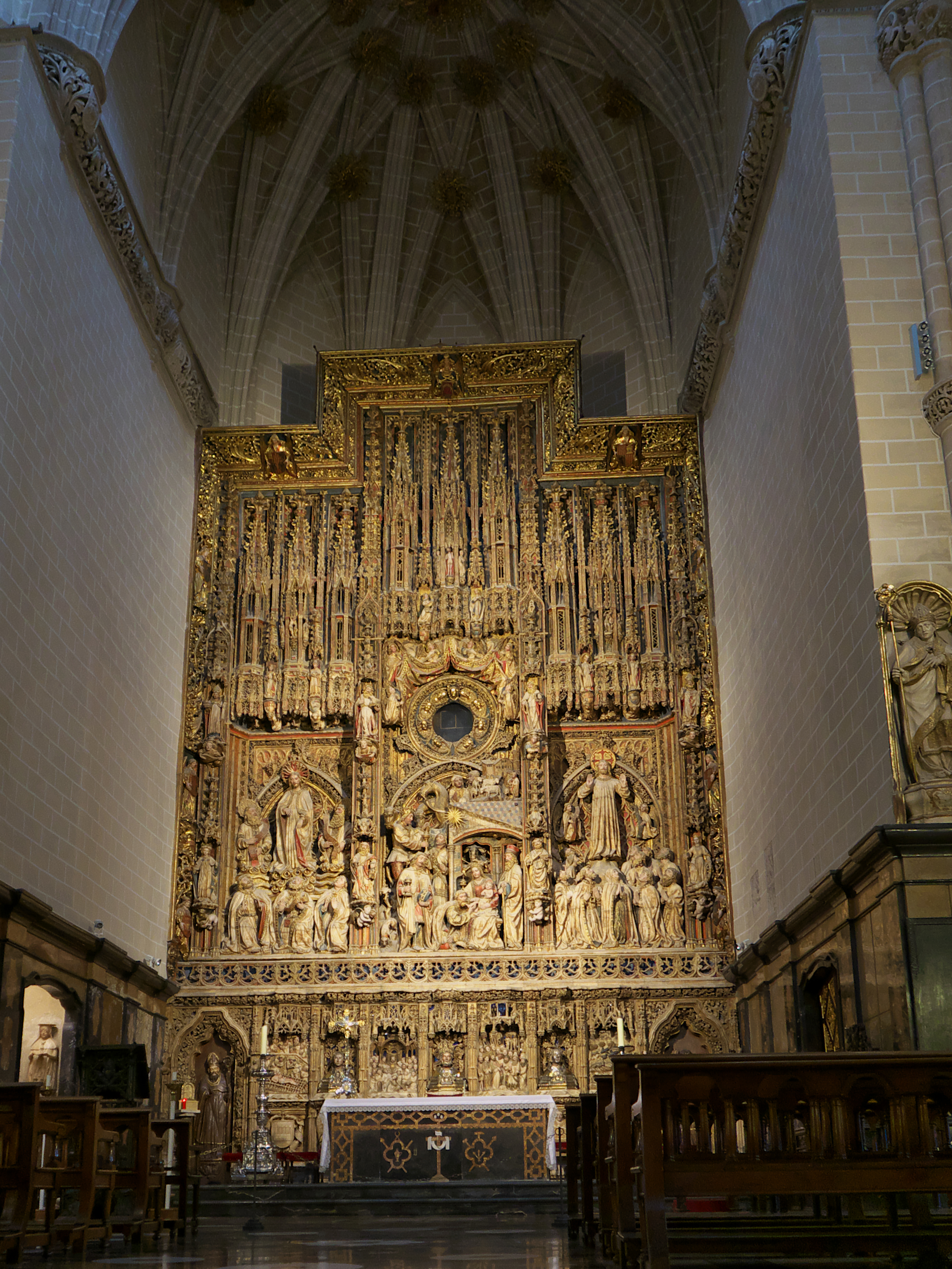
Retablo mayor de la Catedral de Zaragoza, de Pere Johan
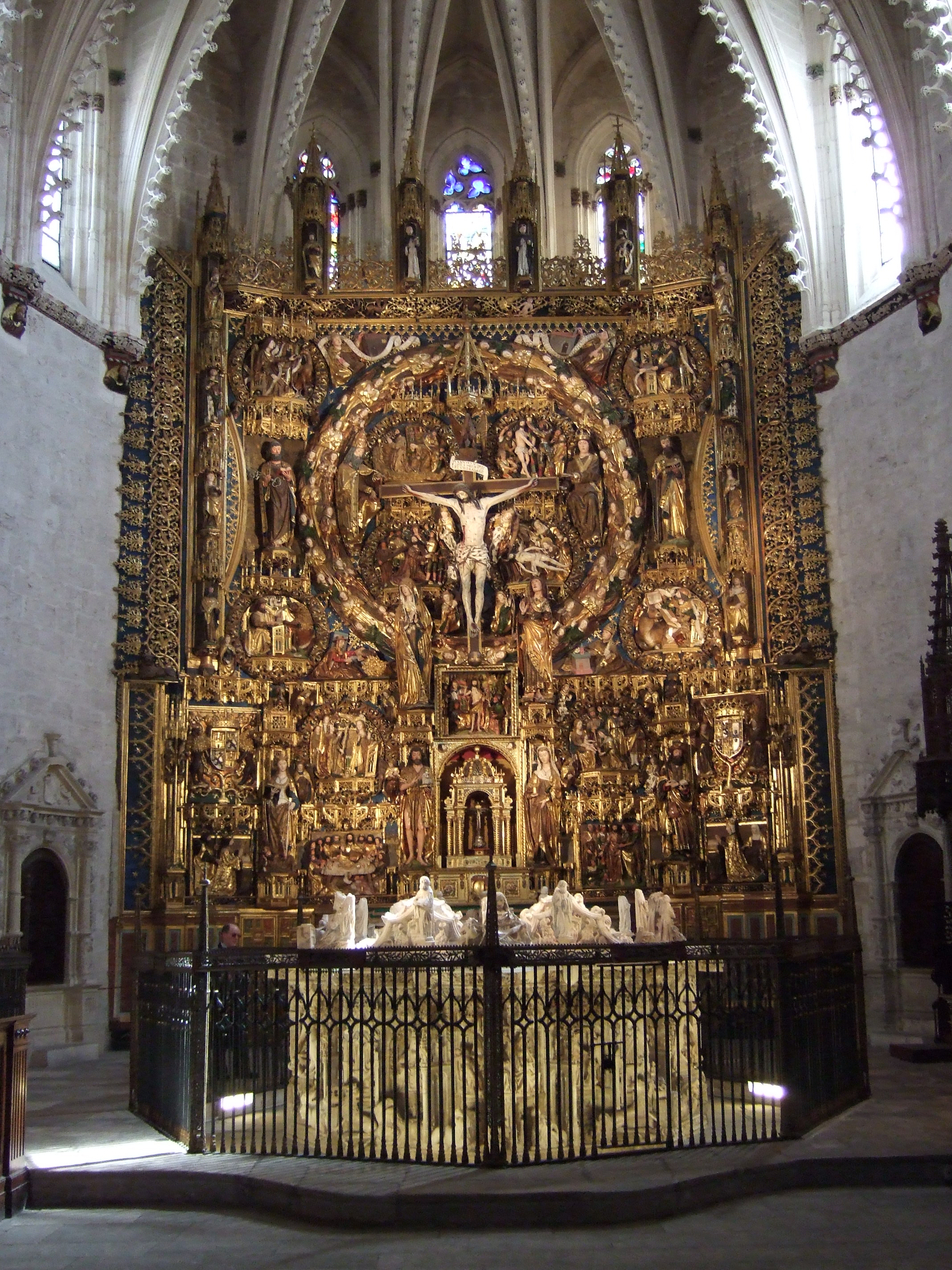
Retablo mayor de la cartuja de Miraflores (1496-1499), de Gil de Siloé
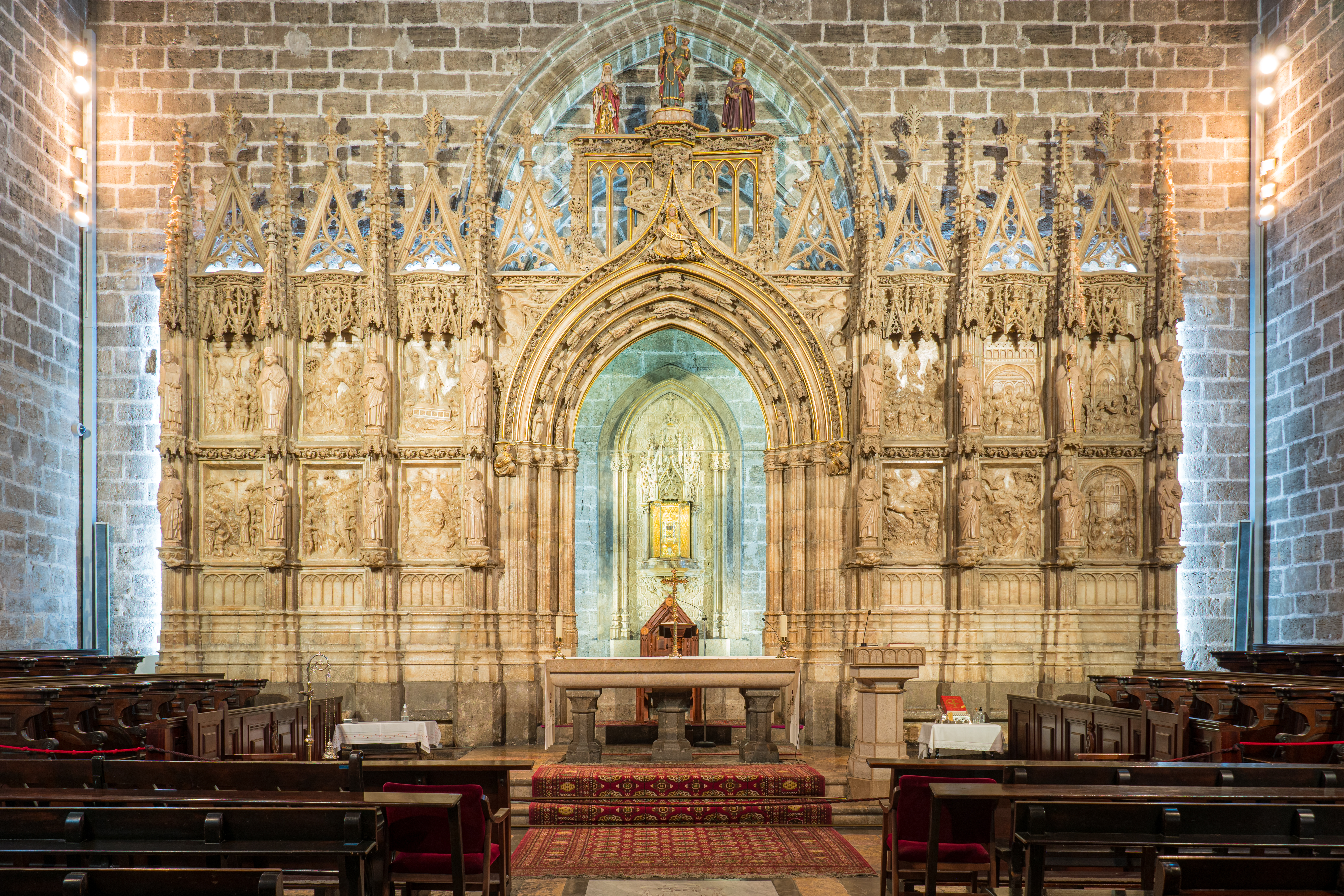
Retablo de la capilla del Santo Cáliz (1441-1446) de la catedral de Valencia, de Antoni Dalmau y Julià lo Florentí y los escultores Joan de Sagrera, Joan de Sogorb y Arnau de Bruselas
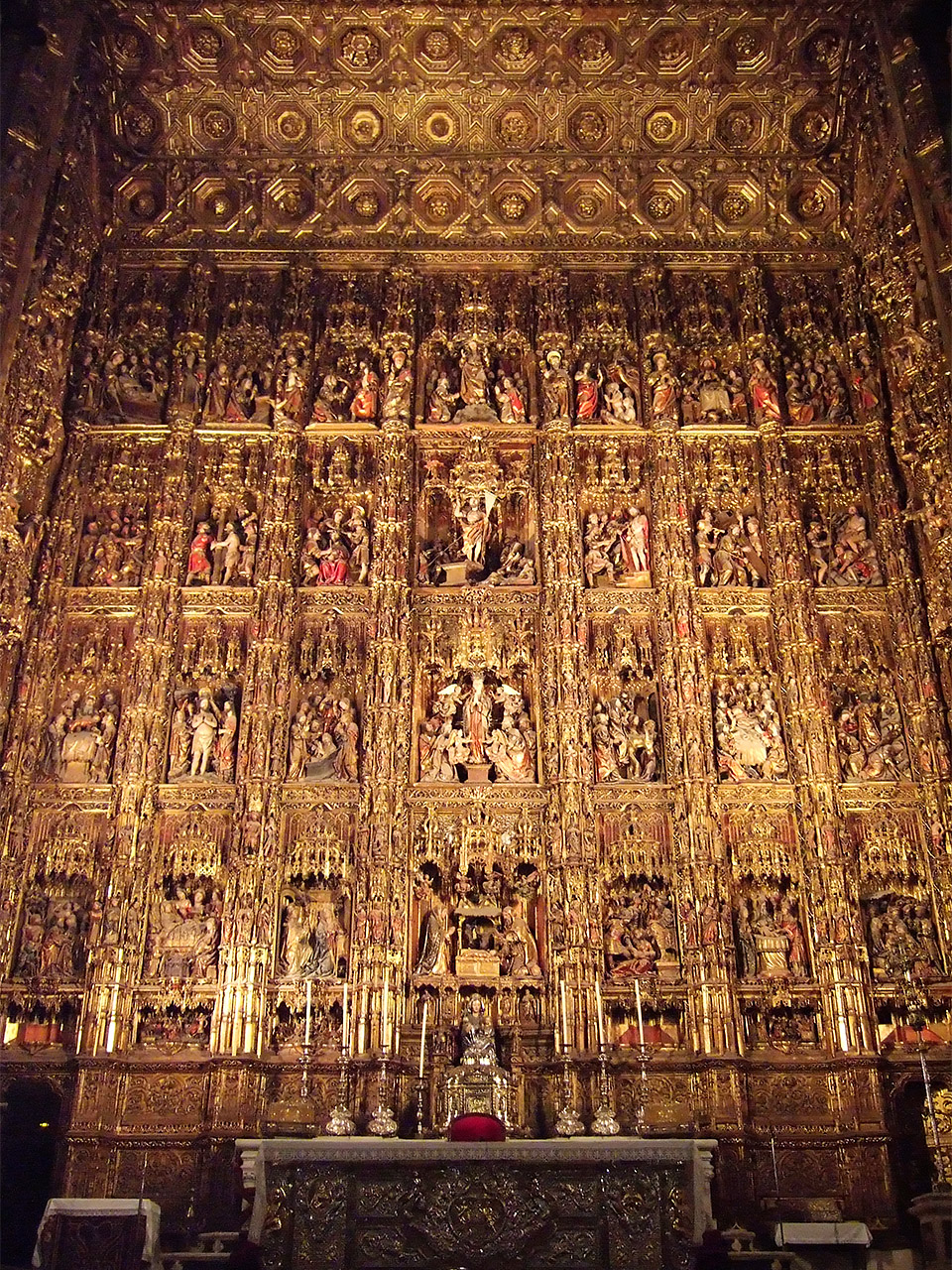
Retablo mayor de la catedral de Sevilla (1482-1564), mayor retablo de la cristiandad.[Nota 1]
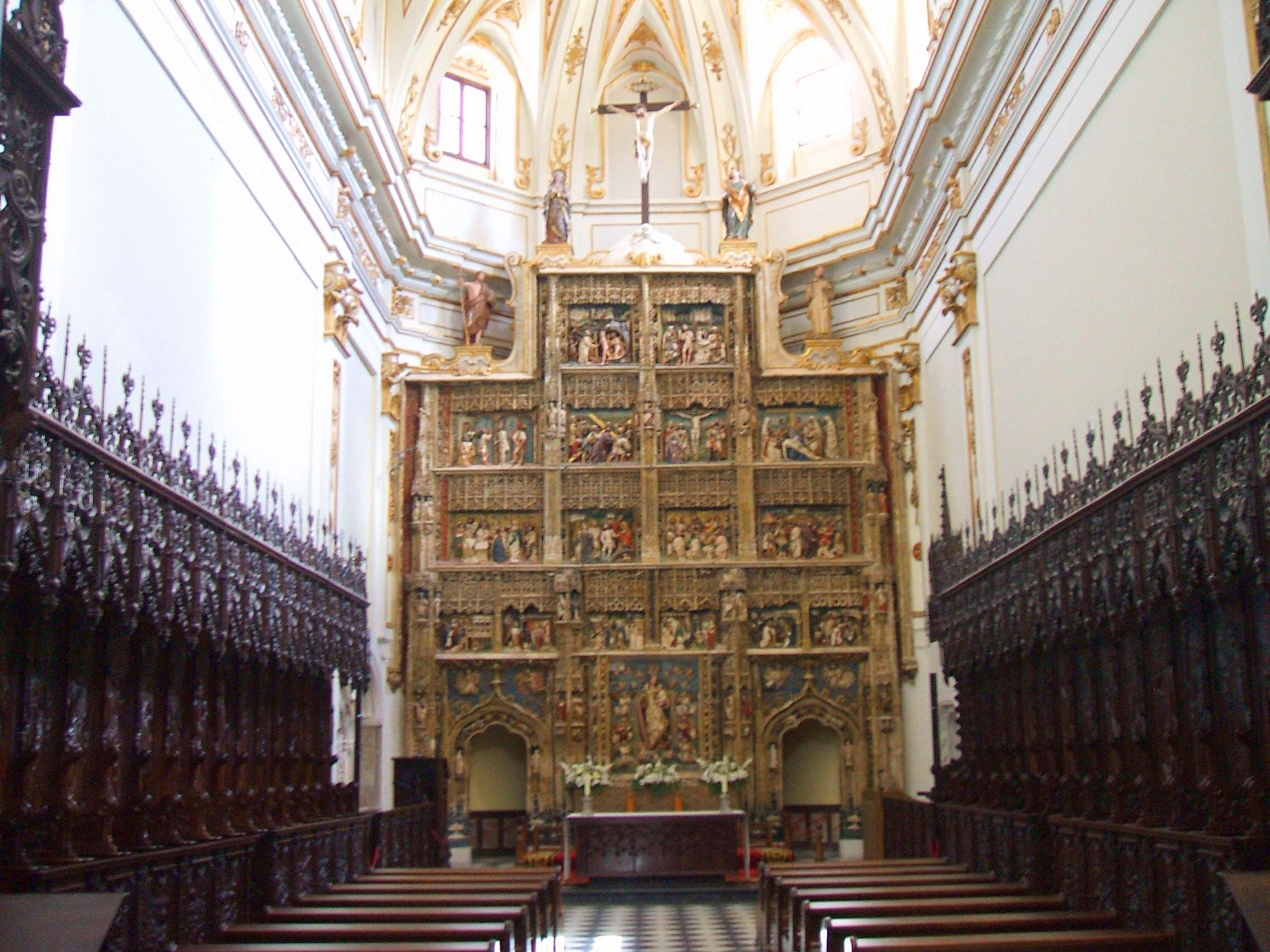
Retablo del Monasterio de Santa Maria del Paular (Rascafria )

## Italia

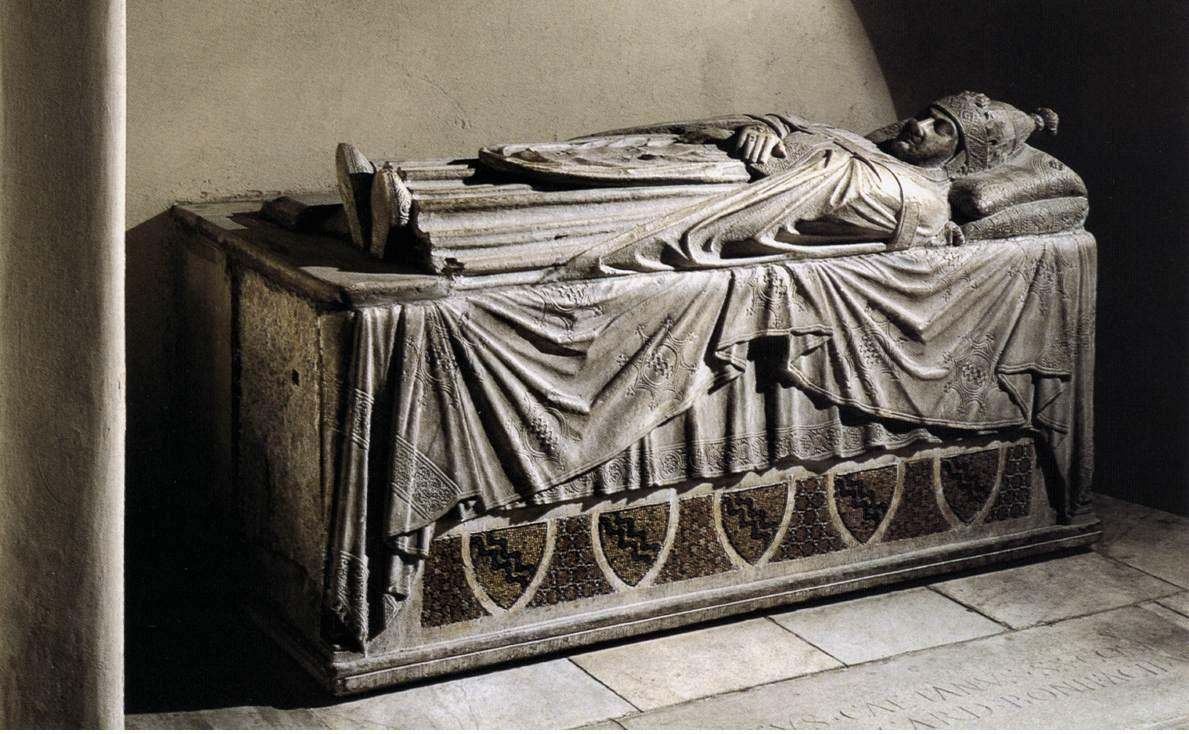
Tumba del papa Bonifacio VIII por Arnolfo di Cambio (1300)

El desarrollo del gótico italiano es posiblemente el más atípico. La tradición clásica siempre estuvo relativamente viva con la existencia de numerosas ruinas del antiguo Imperio romano —relieves, sarcófagos y lápidas sepulcrales—, que son referentes visibles desde los inicios de la tradición gótica. Este factor también es responsable de que la manifestación del gótico en Italia fuese más breve. No obstante, la escultura italiana del periodo gótico, de la que es destacada muestra Nicola Pisano y su hijo Giovanni Pisano, fue la más clasicista de toda Europa —como también lo había sido el románico italiano—. Es posible que se inspiraran en imágenes de los sarcófagos romanos que existían en el cementerio de Pisa. A pesar del tratamiento clásico que dieron a la figura humana, las vestiduras las diseñaron con las normas francesas, como también se observa en el énfasis con que realizaron las escenas dramáticas. El estilo de estos dos artistas influyó en las generaciones posteriores, sobre todo en Arnolfo di Cambio y Andrea Orcagna, que lo difundieron en otras zonas como Milán y Nápoles e introdujeron una interpretación más individualizada de las figuras. El fin de la escultura gótica se puede localizar con precisión con el surgimiento del renacimiento en la Italia de comienzos del siglo XV, con la famosa competencia por el encargo de las puertas del baptisterio de la catedral de Florencia con el gran maestro Andrea Pisano. Pero incluso en estos siglos del XIV y XV se podían detectar influencias góticas en las esculturas de Lorenzo Ghiberti, Donatello y otros artistas menos productivos ubicados en otras ciudades.

## Métodos de trabajo
Durante el gótico, ninguna de las técnicas escultóricas recibieron innovaciones esenciales aunque en muchas de ellas, de manera progresiva, se observa un gran refinamiento. Una característica de este período fue la concentración del trabajo fundamentalmente en la piedra y la madera, ya que la realización de piezas en bronce, por su coste y por la dificultad técnica, era prohibitiva. La técnica de la fundición a la cera perdida, que produce esculturas vacías, representó una reducción en el coste de obras de grandes dimensiones pero fue redescubierta más tarde, a mediados del siglo XV.

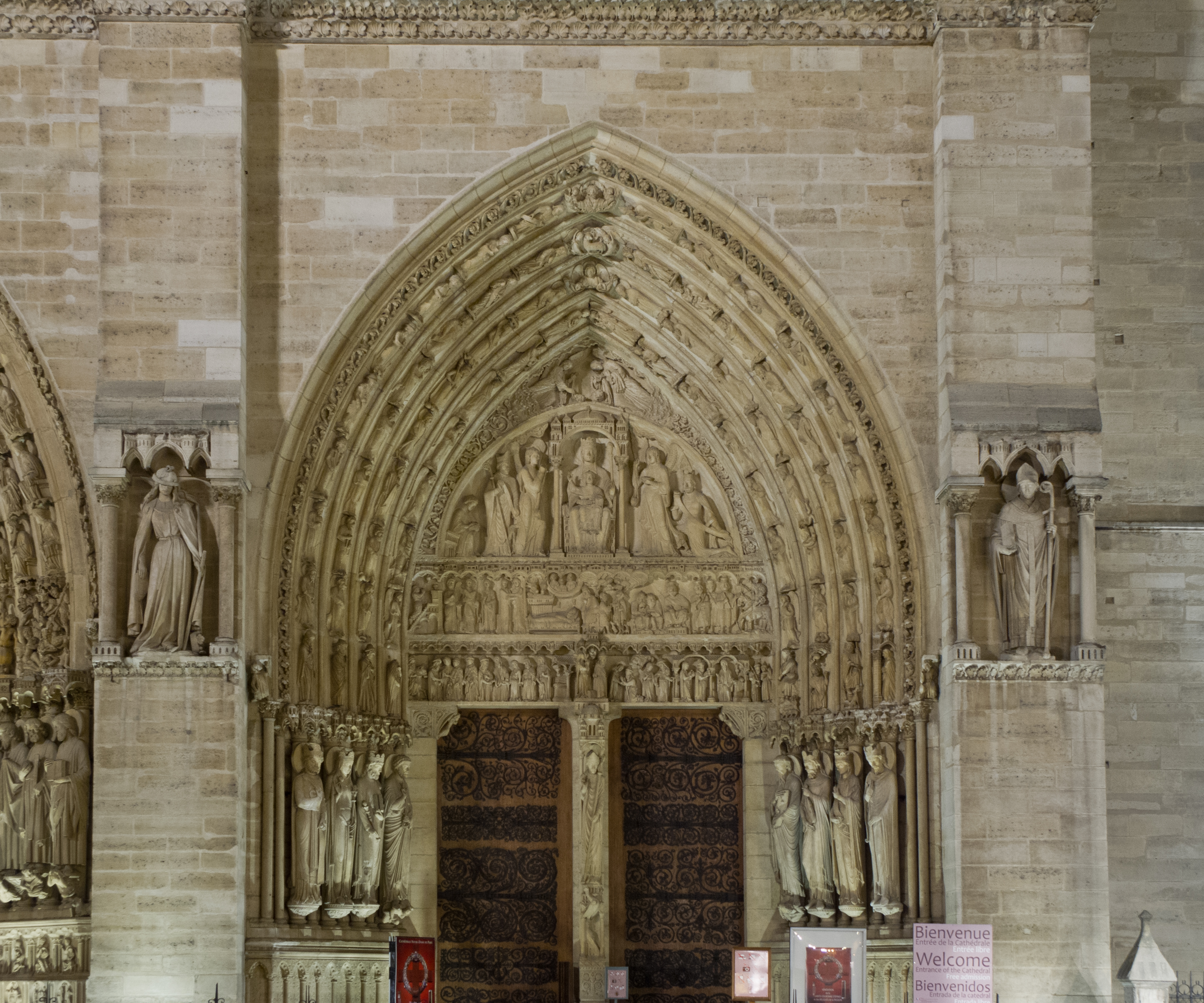
Portal de Santa Ana en la fachada de Notre Dame de París

Los aspectos prácticos más importantes a destacar en la escultura gótica es su carácter colectivo y el papel de los gremios y los talleres de producción. En el siglo XII, cuando apareció el gótico, el principal género escultórico era el que acompañaba la arquitectura de las fachadas. La construcción de una gran catedral podía tardar siglos; se formaba un grupo de trabajo, con una jerarquía organizada bajo la dirección general de la Iglesia y un ejército de artesanos bajo un magister operis que la mayoría de las veces era también escultor, el maestro de obras que estaba a cargo de la gestión del suministro de materiales y del personal, y un magister lapidum que tenía la función de arquitecto jefe, de director. La ejecución de las esculturas y la construcción de las fachadas se realizaba independiente por lo que a veces no coincidían en la fecha, es decir, cuando se colocaban las esculturas en las fachadas podía haber grandes desfases de años, como pasó con la portada de Santa Ana de Notre-Dame de París que está datada del siglo XIII y parte de sus esculturas pertenecen al siglo XII. Los trabajadores y los artesanos no tenían ningún papel decisivo, su subordinación a los maestros era completa y muchas veces, trabajaban directamente bajo la dirección eclesiástica. Según unas listas de recaudación de impuestos, París en el año 1292 contaba 33 pintores, 23 iluminadores, 24 imagineros y 104 entre canteros y albañiles.
Aunque se conozcan los nombres de algunos arquitectos góticos, la personalidad artística independiente o el artesano elevado al nivel de artista como lo conocemos actualmente es una figura que apareció en el siglo XIV, cuando en las ciudades más importantes podían atraer a los mejores artistas para que establecieran talleres privados. Así, hasta mediados del siglo XIV, casi toda la escultura gótica fue anónima y el producto de muchas manos. Cuando empezaron a multiplicarse la creación de talleres, la regla era que el maestro utilizaba un número de asistentes que ayudaban a la ejecución de las obras y la personalidad creativa del maestro se hizo más clara, podía controlar mejor los resultados de los encargos, aunque, el producto final siempre era colectivo. Por otro lado, la existencia de un número creciente de artistas independientes impulsó la organización de asociaciones o gremios. Los gremios ejercían un poder considerable en la distribución de los contratos, en los métodos de enseñanza de los aprendices y a veces también, la definición de los parámetros estéticos. Aunque en esta última cuestión las exigencias de los gremios eran, por regla general, menores y dejaban libertad de elección a los escultores. Las obras se realizaban siempre por encargo, no existía la producción espontánea y el gusto de los clientes era decisivo.

## Recuperación y valoración moderna

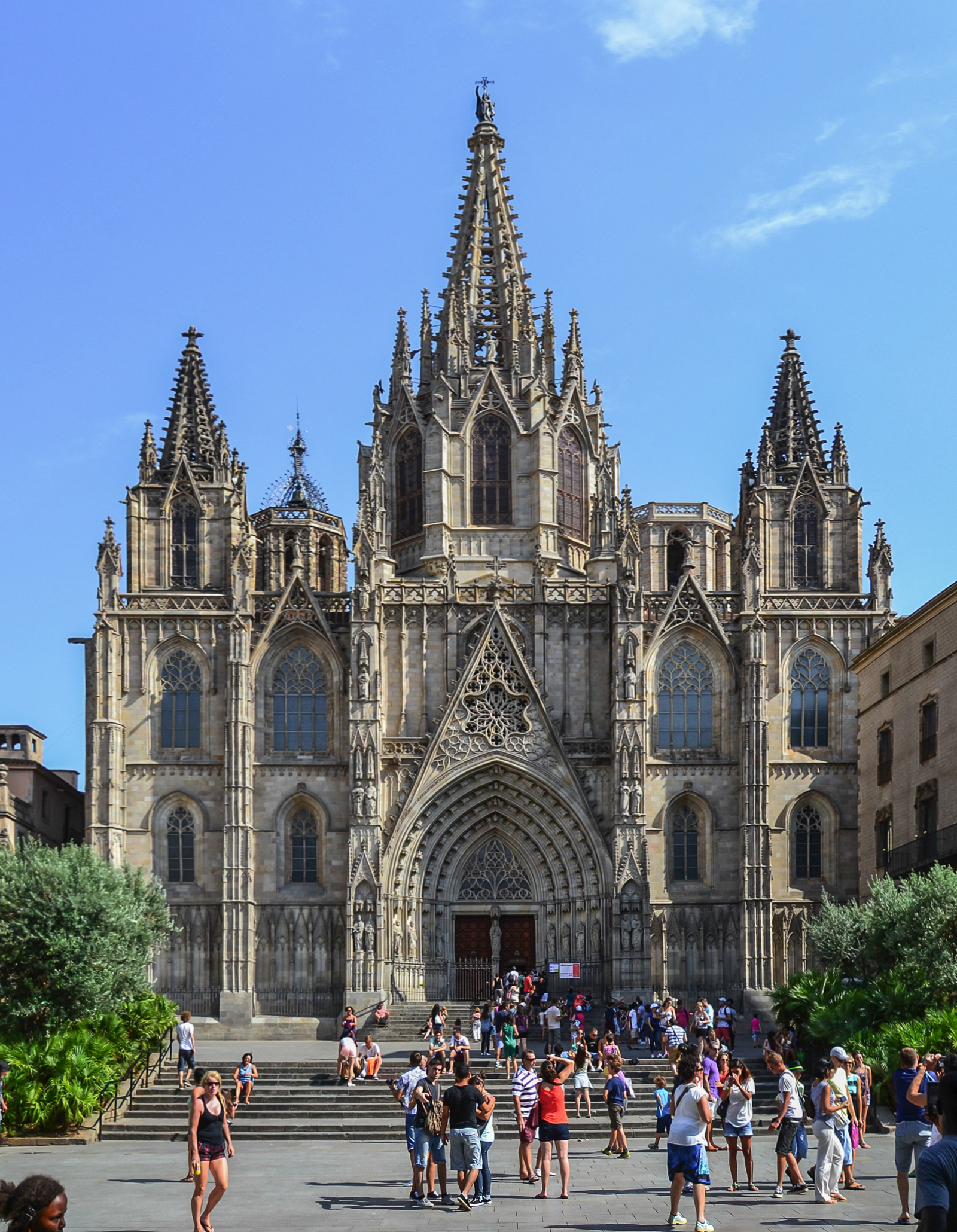
La fachada neogótica de la catedral de Barcelona con decoración de esculturas

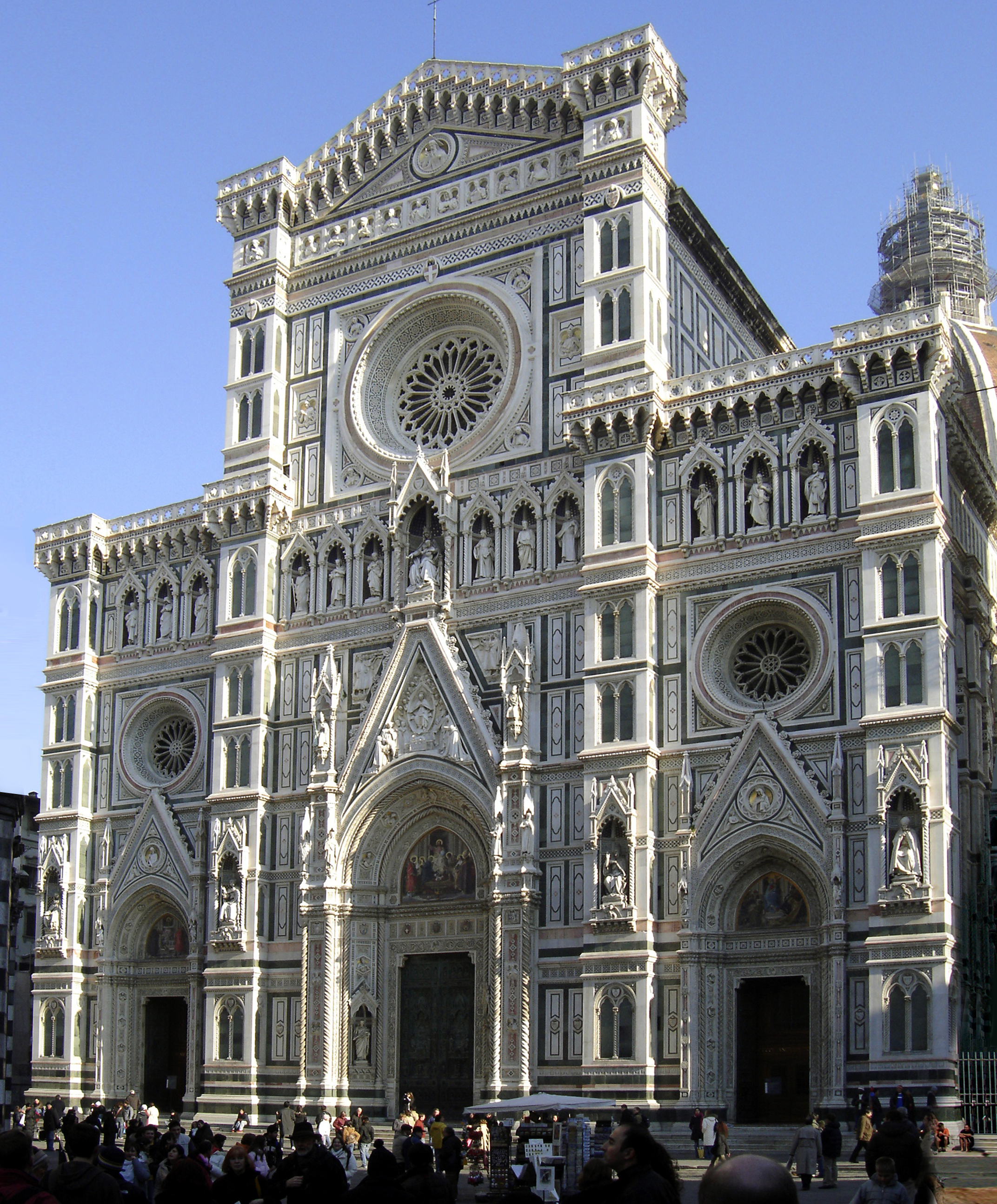
Fachada neogótica de la catedral de Santa María del Fiore, en Florencia, con decoración escultórica

Durante el Renacimiento, con la intensa apreciación del clasicismo, la escultura gótica quedó en el olvido y así permaneció hasta mediados del siglo XVIII, cuando se recuperó el interés por los temas medievales. Estudiosos ingleses, alemanes y franceses —como  Walpole, Goethe, Chateaubriand— tuvieron un papel importante en este redescubrimiento, pero este interés, por estar todavía restringido a las élites intelectuales de la época, no evitó que un montón de obras y monumentos góticos desaparecieran durante la Revolución Francesa. Los actos de vandalismo por parte del pueblo fueron alentados por los decretos del gobierno revolucionario, como los emitidos por la Comuna de París que ordenaba la decapitación de todas las estatuas de los reyes de la fachada de Notre-Dame, un símbolo de la monarquía depuesta.
Los primeros estudios sobre el gótico se centraron en la arquitectura, prestando poca atención en la escultura que se consideró como una simple ornamentación de los edificios y que tenía que competir con el inmenso prestigio de que gozaba la escultura clásica grecorromana. Karl Richard Lepsius fue el primero, en 1822, al realizar un estudio detallado de las esculturas de la catedral de Naumburg pero, aun así, la analizó comparándola con la clásica y salió perjudicada la gótica. De cualquier manera, llamó la atención sobre el tema y está considerado como un importante documento histórico y cultural. A partir de ese momento, comenzaron a aparecer más estudios, con frecuentes referencias a la escultura, pero todavía dentro del análisis general de la historia medieval. La historiografía empezó a consolidarse como una ciencia moderna y pasó a utilizar una metodología basada en la documentación y en los enfoques más objetivos. En este proceso, fue un referente el estudio de Franz Kluger, Handbuch der Kunstgeschichte (1842), donde por primera vez se dedicaban secciones enteras a hablar de escultura. Otra contribución importante fue la propuesta de Carl Schnaase, el Geschichte der bildenden Künste (1842-1864), con cinco volúmenes dedicados a la Edad Media y al estudio de los monumentos dentro de un contexto social, intelectual e histórico. La importancia de este estudio fue el cuestionar la tendencia general de analizar la producción artística medieval a partir de criterios utilizados para el estudio del arte clásico. Al mismo tiempo, el desarrollo de la arqueología cristiana llegó a definir el gótico como el estilo por excelencia del cristianismo. A partir de mediados del siglo XIX, se fundaron varias revistas especializadas que editaban artículos donde se trataban obras individuales o grupos de esculturas del gótico y donde se abordaban los aspectos  iconográficos y las interpretaciones  teológicas, sin una visión sintética.
Ante este interés por la Edad Media en general, y por el gótico en particular, se formó una verdadera ola renovadora neogótica, que tuvo su reflejo principalmente en la arquitectura, la literatura y la pintura, pero con una expresión significativa también en la escultura. Se crearon imágenes de devoción y en la decoración de muchos templos nuevos que eligieron esta estética, algunos estudios sugieren que durante el neogótico, que duró hasta mediados del siglo XX, se extendió por todo Occidente, con más edificios «góticos» que los que se construyeron durante todo el período de su estilo original. El neogótico era un estilo ecléctico, que en una única obra incorporaba elementos de la escuela  neoclásica y  romántica y de varias fases distintas del gótico histórico, por lo tanto, más que una resurrección arqueológica, adquirió la fuerza de un nuevo estilo, autónomo, y también contribuyó a la formación de colecciones de arte gótico y se impulsaron muchos proyectos de restauración de monumentos antiguos, aunque no siempre con un estricto respeto por la autenticidad histórica.
Un tratamiento más profundo y científico de la escultura gótica sólo se produjo a finales del siglo XIX, a partir de la obra de Wilhelm Lübcke Geschichte der Plastik von den ältesten Zeit bis auf die Gegenwart (1863-1871). Lübcke construyó por primera vez un panorama «total» de la historia de la escultura, desde las civilizaciones antiguas del Oriente Próximo hasta los tiempos modernos; añadió muchas ilustraciones, y reconoció que el escultura medieval estaba siendo indebidamente olvidada. Otros trabajos de Wilhelm Bode, Franz von Reber y especialmente Wilhelm Vöge, establecieron un campo para el estudio de la escultura gótica, mientras que Giovanni Morelli, Émile Mâle, Louis Courajod y otros especialistas se dedicaron a analizar el regionalismo, la iconografía de períodos específicos, la genealogía y la interpretación del estilo. El nuevo uso de la fotografía como un medio de documentación científica, también fue fundamental para los expertos y para la divulgación de los monumentos góticos entre el público en general. Otro factor que contribuyó a la revalorización de la escultura gótica fue que desde finales del siglo XVIII algunas órdenes religiosas fueron disueltas en varios países, y fueron desmantelados o reformados muchos edificios medievales, sus estatuas decorativas se trasladaron a las colecciones de museos. Desvinculada de su función, pudo ser evaluada como "obra de arte», independientemente del culto y su aspecto místico. En el siglo XX se hicieron importantes contribuciones —a menudo polémicas— sobre diversos aspectos estilísticos. Las concepciones sobre el gótico de Wilhelm Worringer tuvieron un gran impacto en el expresionismo, en otras vanguardias  modernistas y también, sobre el nacionalismo alemán anterior al nazismo. Hans Seldmayer y Erwin Panofsky definieron la catedral gótica como una «obra de arte total» (Gesamtkunstwerk), Johan Huizinga y Arnold Hauser, relacionaron arte y sociedad. Pero, a pesar de los grandes avances más recientes en el campo de los estudios medievalistas y pese a la considerable bibliografía publicada sobre la arquitectura de las catedrales, la escultura gótica como entidad independiente sigue siendo un tema relativamente poco explorado por los investigadores modernos.

## Nota
1. ↑   Tiene más de 400 m², con 18 m ancho, 26 m y 5 m profundidad. En él trabajaron de forma sucesiva  Alejo Fernández, Jorge Fernández, Roque Balduque, Juan Bautista Vázquez el Viejo y Pedro de Heredia.